# Royaume des Deux-Siciles
Vous lisez un « article de qualité » labellisé en 2016.
Pour les articles homonymes, voir Sicile (homonymie).
12 décembre 1816 – 17 mars 1861
(44 ans et 3 mois)
Entités précédentes :
- États clients de l' Empire français :
  Royaume de Sicile
- Royaume de Naples (1815-1816)

Entités suivantes :
- Royaume d'Italie

Le royaume des Deux-Siciles (en italien : Regno delle Due Sicilie ; en napolitain : Regno d"e Ddoje Sicilie ; en sicilien : Regnu dî Dui Sicili) est un État souverain d'Europe du Sud qui existe de 1816, année de l'unification du royaume de Sicile et du royaume de Naples, jusqu'en 1861, année de l'annexion des Deux-Siciles au jeune royaume d'Italie à la suite de l'expédition des Mille et de la deuxième guerre d'indépendance. Gouverné par quatre rois de la dynastie des Bourbons-Siciles, il s'étendait sur l'Italie du Sud et la Sicile.
Le royaume des Deux-Siciles est très avancé dans les domaines technologique, scientifique et industriel (plus grande industrie navale, ferroviaire et métallurgique d'Italie, un des premiers ponts suspendus d'Europe continentale, premier observatoire volcanologique et sismologique du monde). Il possède la 3e marine militaire d'Europe et la première marine commerciale d'Europe continentale.
L'économie du royaume est également florissante. En Sicile, l'extraction du soufre, à l'origine d'une crise politique entre l'Empire britannique et les Deux-Siciles à la fin des années 1830, représente près de 80 % du marché mondial. Lors de l'annexion en 1861, les Deux-Siciles représentent 66 % des finances publiques de la péninsule italienne.
Pourtant, il est très peu développé sur le plan social : près de 90 % de sa population est analphabète et une politique particulièrement réactionnaire est appliquée par le gouvernement, ce qui provoque de nombreuses émeutes et insurrections dont les principales sont celles de 1820, de 1847 et de 1848.

## Histoire

### Précédentes unifications de Naples et Sicile

Les royaumes de Naples et de Sicile en 1494.

Jusqu'au XIIIe siècle, le royaume de Sicile, fondé en 1130, s'étend approximativement sur le territoire qu'occupe plus tard le royaume des Deux-Siciles. Aux mains des Hauteville, puis des Hohenstaufen, la totalité du royaume est finalement conquise par Charles d'Anjou en 1266. Cependant, en mars 1282, le peuple se soulève lors des Vêpres siciliennes et le roi doit quitter la Sicile pour Naples et fonde ainsi le royaume de Naples (partie continentale du royaume) en laissant le nouveau royaume de Sicile (devenu la partie insulaire) à l'Aragon. Dès lors, l'Italie du Sud est divisée en deux royaumes nommés Sicile, celui de Naples (dont le nom officiel est royaume de Sicile en deçà du Phare) et celui de Sicile (le royaume de Sicile au-delà du Phare).
En 1442, Alphonse V d'Aragon, alors roi de Sicile insulaire, conquiert le royaume de Naples. Il se fait alors titrer Rex utriusque Siciliae, ce qui signifie « roi des deux Siciles ». À sa mort en 1458, le royaume est à nouveau divisé entre son frère Jean II d'Aragon, qui conserve la Sicile, et son fils bâtard Ferdinand, qui devient roi de Naples,.
En 1501, durant les guerres d'Italie, le roi de Castille et d'Aragon Ferdinand II conquiert Naples avec l'aide du roi de France Louis XII. En 1504, Ferdinand et Louis signent l'Armistice de Lyon, qui permet à Ferdinand de réunifier les deux royaumes. Le titre de « roi de Sicile des deux côtés du détroit » est alors porté par tous les monarques espagnols jusqu'à la Guerre de Succession d'Espagne. En 1713, la fin de ce conflit avec le traité d'Utrecht, puis en 1714, la ratification du traité de Rastatt, déterminent l'abandon du royaume de Sicile insulaire au duc de Savoie, Victor-Amédée II. Par conséquent, une nouvelle séparation des royaumes a lieu, laissant Naples à l'empereur Charles VI du Saint-Empire,.
En 1720, l'empereur Charles VI du Saint-Empire échange la Sardaigne contre la Sicile à Victor-Amédée II et la maison de Savoie se retire donc de la partie insulaire. Le royaume de Naples et celui de Sicile se retrouvent réunis pour la troisième fois depuis leur séparation en 1282. En 1738, à l'issue de la guerre de Succession de Pologne, les deux royaumes passent à la dynastie des Bourbons d'Espagne en la personne de Charles III d'Espagne.

### Contexte avant l'unification

Grandes armes des Bourbons-Siciles.

En 1734, Charles III, fils du roi d'Espagne, commence à conquérir le royaume de Naples puis le royaume de Sicile dans le cadre de la guerre de Succession de Pologne en mettant ainsi la dynastie des Bourbons d'Espagne sur le trône. Le 2 janvier 1735, il est couronné roi de Naples, puis en juillet de la même année, roi de Sicile. Il décide de maintenir les deux royaumes séparés en régnant sur Naples comme despote éclairé, contrairement à la Sicile où il partage le pouvoir avec le Parlement sicilien. Charles III ne jouit pas d'une situation stable dans ses deux royaumes jusqu'en 1738, date à laquelle l'Autriche lui cède définitivement et officiellement le royaume de Naples, le royaume de Sicile ainsi que l'État des Présides (petit territoire italien entre Naples et la Toscane) lors du Traité de Vienne. En 1759, il devient roi d'Espagne. Son fils aîné Charles IV étant destiné à lui succéder sur le trône espagnol, c'est son fils cadet âgé de 8 ans, Ferdinando, qui accède aux trônes de Sicile et de Naples sous les noms de Ferdinand III dans la partie insulaire et de Ferdinand IV dans la partie péninsulaire. Il est le fondateur de la maison de Bourbon-Siciles qui règne par la suite sur le royaume des Deux-Siciles dont il est lui-même le premier monarque. Pendant son enfance, la régence est menée par Bernardo Tanucci et le prince Domenico Cattaneo.
En janvier 1799, Naples est occupée par l'armée française d'Italie et la République parthénopéenne est proclamée à Naples par des jacobins napolitains qui souhaitent en faire une république sœur de la Première République française. Une révolte populaire, royaliste et catholique, le sanfédisme, dirigée par le cardinal Ruffo et soutenue par la Grande-Bretagne, éclate dans le but de rétablir la monarchie, ce qui advient le 24 juin. Les principaux chefs de l'éphémère république napolitaine sont exécutés.
En 1805, Joseph Bonaparte, frère de l'empereur Napoléon Ier, envahit l'Italie du Sud dans le but de chasser les Bourbons du trône. Il conquiert ainsi le royaume de Naples dont il devient roi en mars 1806 en faisant de cet État le premier à avoir un souverain de la famille de l'empereur français. Il échoue pourtant à prendre la Sicile où le roi Ferdinand conserve son pouvoir. Pendant son règne, il réforme les ordres monastiques et réorganise le système financier, mais se heurte à une partie de la noblesse après avoir proclamé plusieurs lois et décrets pour l'abolition de la féodalité entre 1806 et 1808. À cette date, il est couronné roi d'Espagne, royaume conquis peu de temps avant par les armées de son frère, et abandonne donc Naples qu'il remet aux mains de Joachim Murat, beau-frère de l'Empereur. Ce dernier en devient donc roi en août sous le nom de Joachim Ier. À partir de 1812, ses relations difficiles avec Napoléon l'amènent à jouer un double jeu avec l'empire d'Autriche. Il finit par se rallier à Bonaparte en 1815 et déclare la guerre à son ancien allié. L'Autriche conquiert alors le royaume ; Murat est exécuté le 13 octobre 1815. Le royaume napoléonien de Naples disparaît et l'ex-roi Ferdinand est restauré,.
En 1806, alors que les armées napoléoniennes s'emparent du royaume de Naples, le roi Ferdinand se retire en Sicile et installe sa cour à Palerme. À cette époque, l'île de Sicile est alors mise sous la protection de l'Empire britannique qui souhaite la protéger de Napoléon à la suite de conquête de Naples, en servant ainsi les intérêts des Bourbons. Pourtant, des rumeurs courent d'une possible alliance de la femme du roi Ferdinand, Marie-Caroline d'Autriche, avec les Français. Ainsi, lors de la session du Parlement sicilien de janvier 1810, les barons siciliens soutenus par les Britanniques s'opposent à la politique des Bourbons-Sicile. Une révolte éclate dans l'île et le roi Ferdinand doit choisir entre une alliance avec les Britanniques ou avec les Français. Alors, sous la pression de lord William Bentick et des nobles siciliens, le roi proclame en 1812 une constitution libérale et il nomme son fils, le futur roi François Ier, vicaire du royaume.

### Naissance des Deux-Siciles

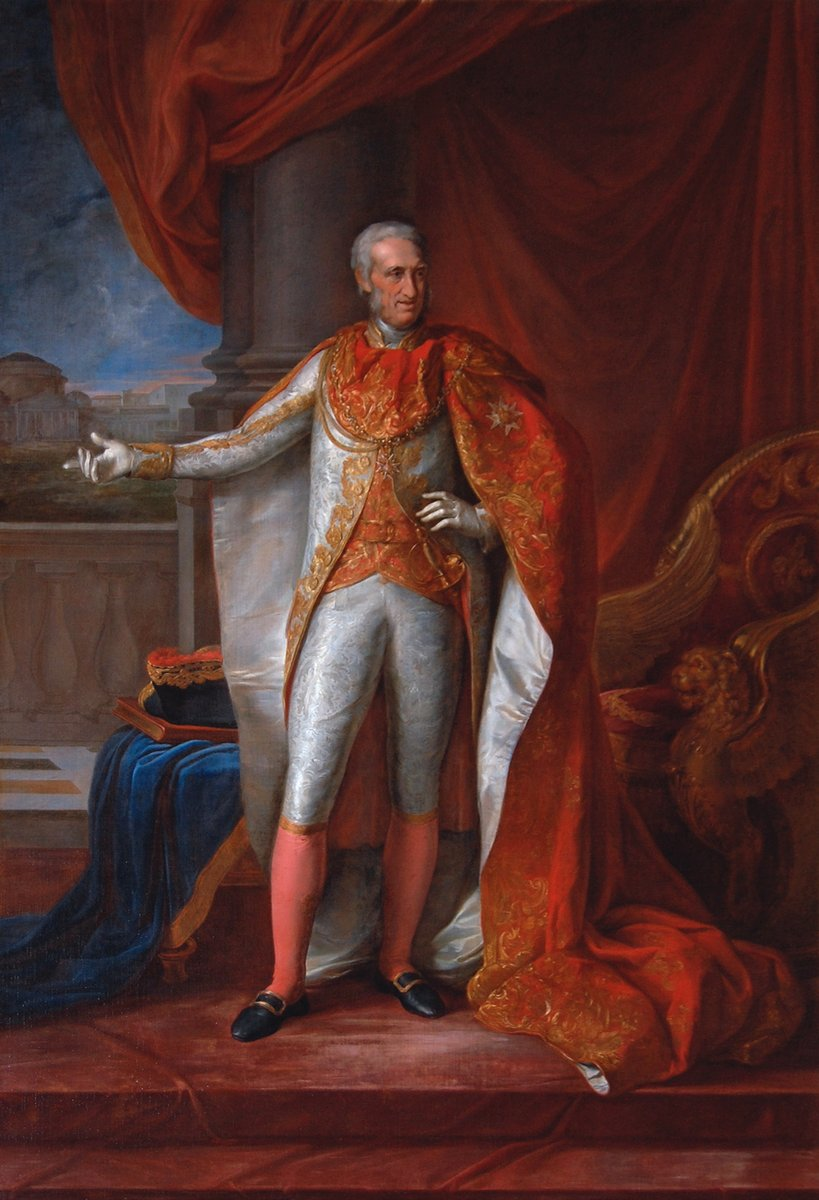
Ferdinand Ier (roi des Deux-Siciles).

En 1815, Joachim Murat est chassé du trône par l'empire d'Autriche et Ferdinand retrouve son trône. Le souverain maintient une grande partie des réformes faites par les Français et, après des modifications mineures, il transforme le Code Napoléon instauré par les Français en Code du royaume des Deux-Siciles. La seule différence importante avec la période napoléonienne est le rapport avec l’Église qui reprend un poste de premier plan sur la scène politique. Ce processus de conservation des institutions françaises est géré par le président du conseil des ministres Luigi de' Medici qui cherche à fondre l'élite de l'époque napoléonienne dans la noblesse bourbonienne.
Lorsque le roi Ferdinand monte à nouveau sur le trône de Naples en 1815, les Britanniques commencent par s'opposer à l'unification définitive des deux royaumes. En effet, ils avaient établi en Sicile un protectorat de fait qu'ils auraient perdu après l'unification des deux royaumes. Finalement, lors du congrès de Vienne qui réunit les pays vainqueurs de Napoléon Ier de 1814 à 1815, les autres grandes puissances européennes se montrent hostiles à l'influence britannique sur la plus grande île de la Méditerranée. Le gouvernement britannique ne souhaitant pas s'aliéner l'empire d'Autriche, il abandonne ses prétentions sur la Sicile.
Le congrès de Vienne accorde donc définitivement la totalité du royaume de Sicile et du royaume de Naples au roi Ferdinand. Il s'ensuit une période de 18 mois d'immobilisme politique jusqu'à la fin de l'année 1816. Le 8 décembre 1816, le roi proclame à Caserte un décret (plus tard appelé loi fondamentale du royaume) qui unifie les royaumes de Naples et de Sicile, en supprimant ces deux précédentes entités, pour créer le royaume des Deux-Siciles, le plus grand État de la péninsule italienne. Il abandonne par la même occasion les noms de Ferdinand IV de Naples et de Ferdinand III de Sicile pour adopter celui de Ferdinand Ier des Deux-Siciles ainsi que le prédicat honorifique de Sa Majesté sicilienne. La Sicile perd ainsi la Constitution libérale qu'il lui avait accordée en 1812 et devient une province du royaume,.

### Règne deFerdinandIer

#### Insurrection de 1820

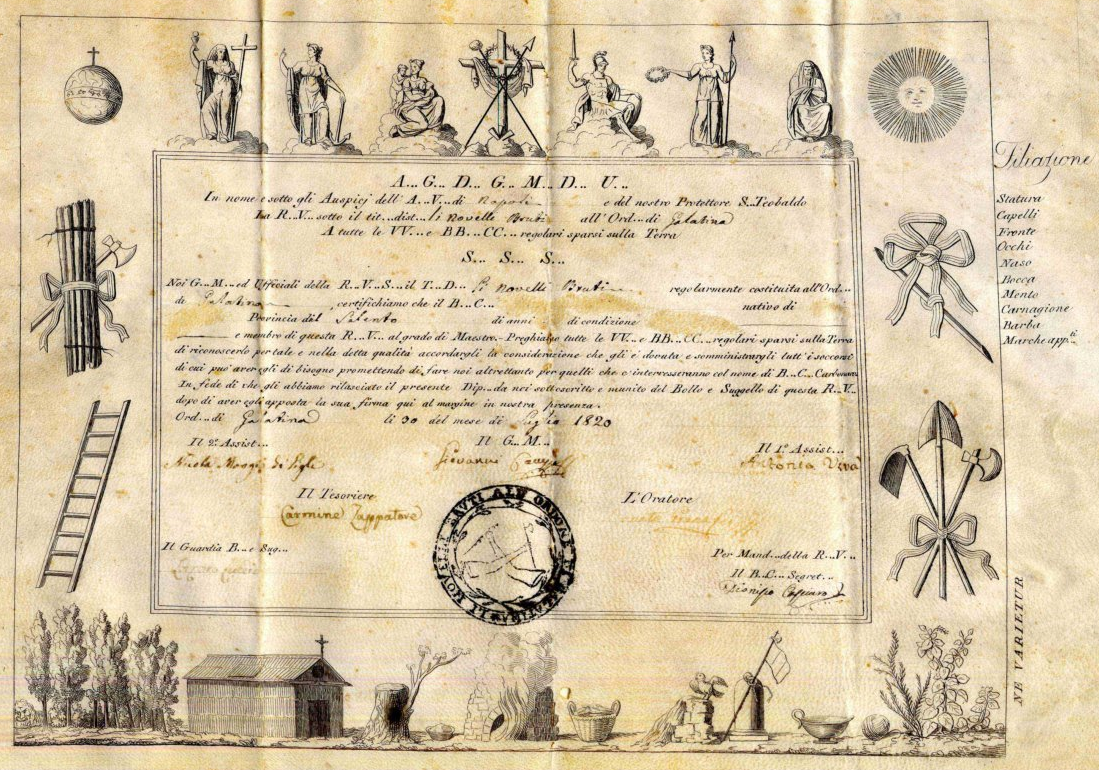
Diplôme de carbonaro datant de 1820.

La restauration des Bourbon-Siciles et la fondation du royaume des Deux-Siciles ne suppriment pas les idéaux progressistes et libéraux qui avaient commencé à se diffuser. Peu à peu se fonde une société secrète, nommée le carbonarisme, dont les buts sont, en premier lieu, la ratification d'une constitution par le roi mais également, par la suite, l'unification de l'Italie. La plupart des nobles et des bourgeois qui ont soutenu les Français du royaume de Naples napoléonien, ainsi que de nombreuses autres personnalités napolitaines et siciliennes de toutes les classes sociales y adhèrent. La politique conciliatrice du président du conseil des ministres Luigi de' Medici ne fait qu’amplifier ce mouvement en donnant des postes importants de l'administration et de l'armée à des carbonari.
Dans la nuit du 1er au 2 juillet 1820, le lieutenant Michele Morelli, chef de la section de la charbonnerie de Nola, et le lieutenant Giuseppe Silvati donnent le coup d'envoi de l'insurrection en désertant avec 145 hommes d'un régiment de cavalerie. Rapidement, ils sont rejoints par Luigi Minichini, abbé et anarchiste, qui s'oppose à Morelli car il veut parcourir la campagne afin de recruter des paysans qui, selon lui, attendent pour rejoindre la conspiration. Le 3 juillet, Morelli, Silvati et Minichini font leur entrée à Avellino. Ils y proclament alors, en présence de l'évêque, une constitution sur le modèle de celle de Cadix. Après cela, Morelli passe les pouvoirs aux mains du colonel De Concilij, chef d'état-major du général Guglielmo Pepe, un des dirigeants du carbonarisme. En même temps, des révoltes populaires en Calabre et en Basilicate empêchent la communication entre les diverses parties du royaume et font ainsi échouer la tentative de répression du gouvernement. Dans la nuit du 5 au 6 juillet, Guglielmo Pepe ainsi que deux régiments de cavalerie et un d'infanterie qu'il a levés à Naples se dirigent vers la ville d'Avellino. Ils y arrivent le soir du 6 juillet et Guglielmo Pepe y prend la direction de l'insurrection. Le même jour, les régiments de cavalerie Regina et Dragoni adhèrent à la révolte alors que Pepe joue un double jeu lui permettant de ralentir la gendarmerie. À la suite de ce coup d'État, le roi Ferdinand Ier des Deux-Siciles est donc obligé d'accorder la constitution le 7 juillet 1820. Un gouvernement est mis en place et le prince François Ier, fils du roi et futur roi, est nommé vicaire général du royaume. Le 9 juillet, les troupes révoltées, composées de près de 7 000 carbonari et dirigées par le général Guglielmo Pepe, Michele Morelli, le colonel De Concilj et Luigi Minichini, arrivent devant le palais royal de Naples. Le 13 juillet, le roi jure sur la constitution et promet de la faire appliquer dans tout le royaume,,.
Pendant ce temps, en Sicile, une double révolte éclate également. Les villes de la Sicile orientale (Messine et Catane) veulent, pareillement aux insurgés napolitains, une constitution de la part du roi et s'alignent donc sur la révolte dans la partie péninsulaire. La Sicile occidentale, et principalement les populations des villes de Palerme et d'Agrigente, quant à elles, demandent un gouvernement ainsi qu'un parlement différent de celui de Naples. Le 16 juillet, un gouvernement provisoire séparatiste qui désire la recréation d'un royaume de Sicile séparé de celui de Naples est mis en place à Palerme. Le 30 août, le gouvernement des Bourbons envoie donc le général Florestano Pepe, frère de Guglielmo, en Sicile pour traiter avec les Siciliens. Le 22 septembre, il concède à la Sicile la possibilité d'élire une assemblée de députés lors de l'accord de Termini Imerese, qui entre en vigueur le 5 octobre, mais ce dernier est refusé par le parlement napolitain et les villes de Messine et Catane qui refusent la séparation. Le général Florestano Pepe est alors démis et remplacé par Pietro Colletta, envoyé par le gouvernement napolitain le 14 octobre. Ce dernier fait preuve d'un grand autoritarisme militaire et mate rapidement la révolte indépendantiste en Sicile par de dures répressions,,.

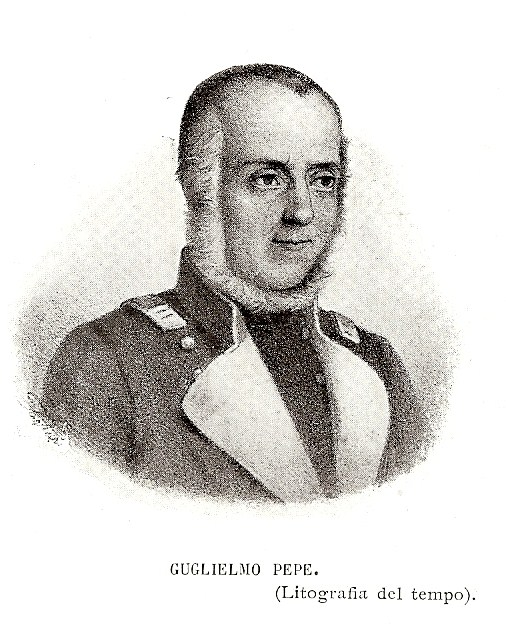
Le général Guglielmo Pepe.
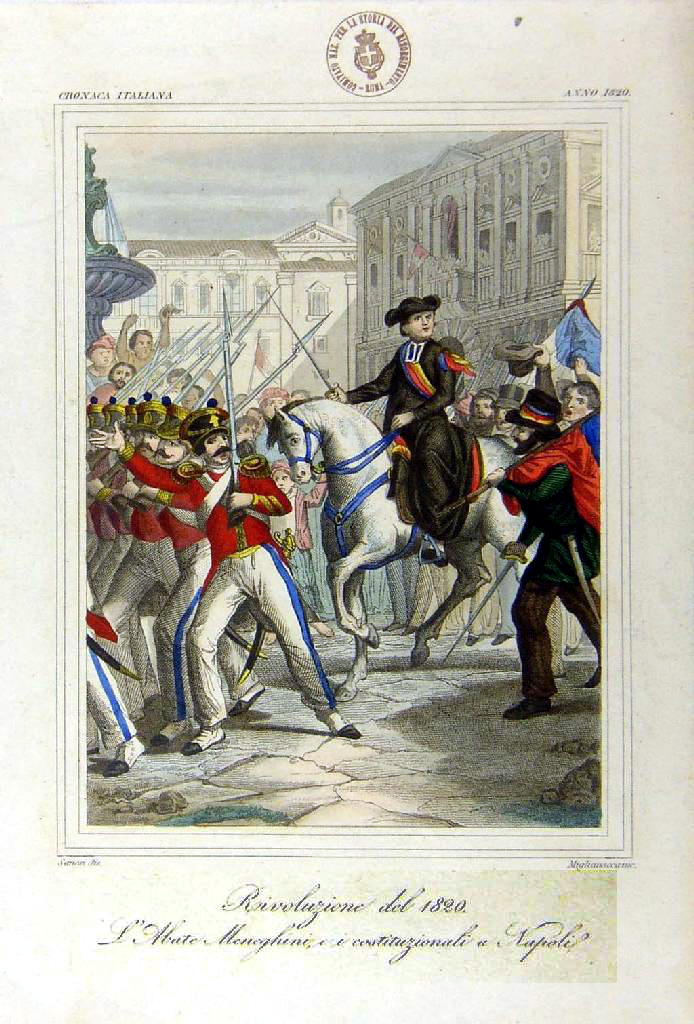
Entrée de Luigi Minichini à Naples.
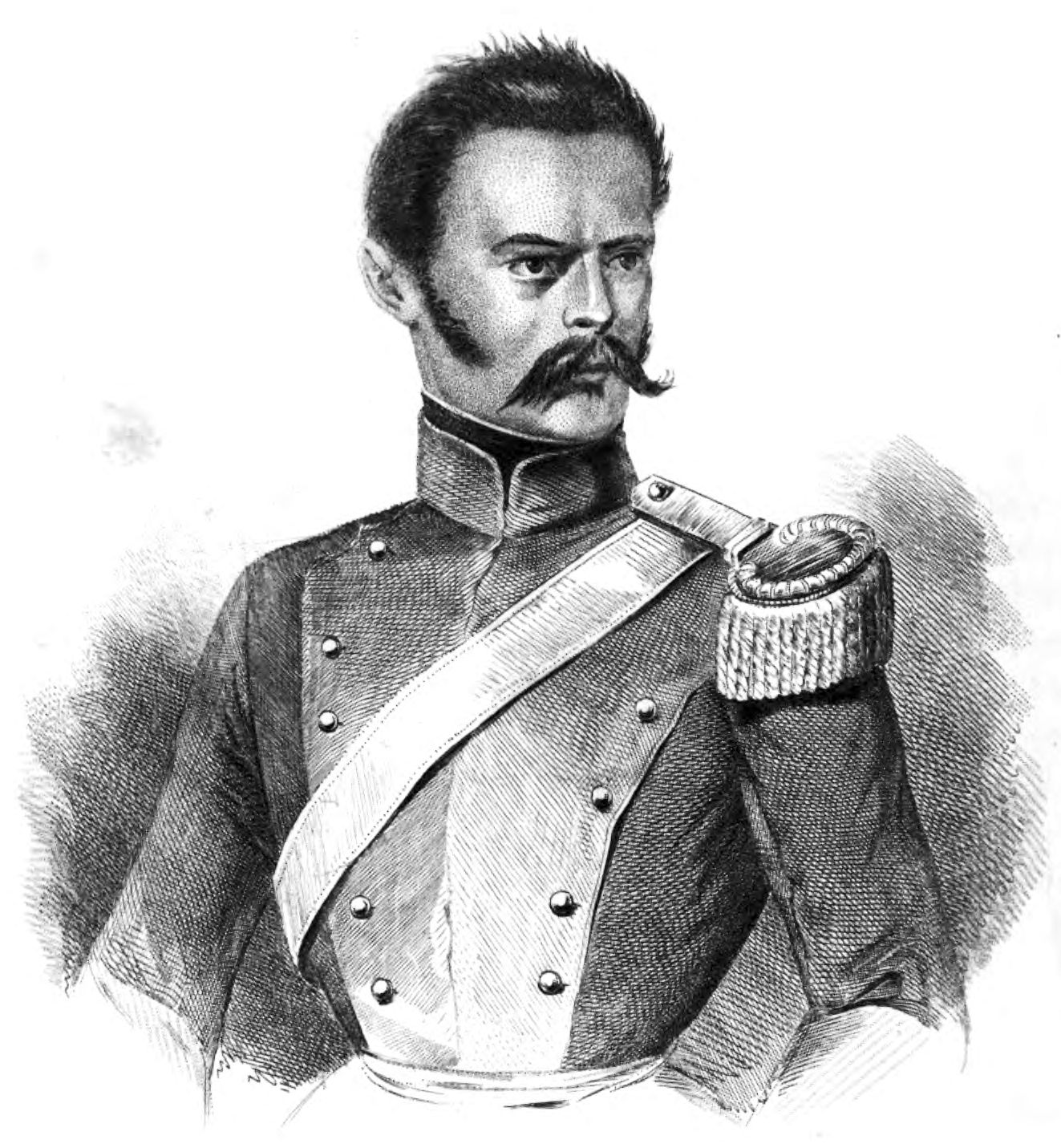
Le lieutenant Michele Morelli.
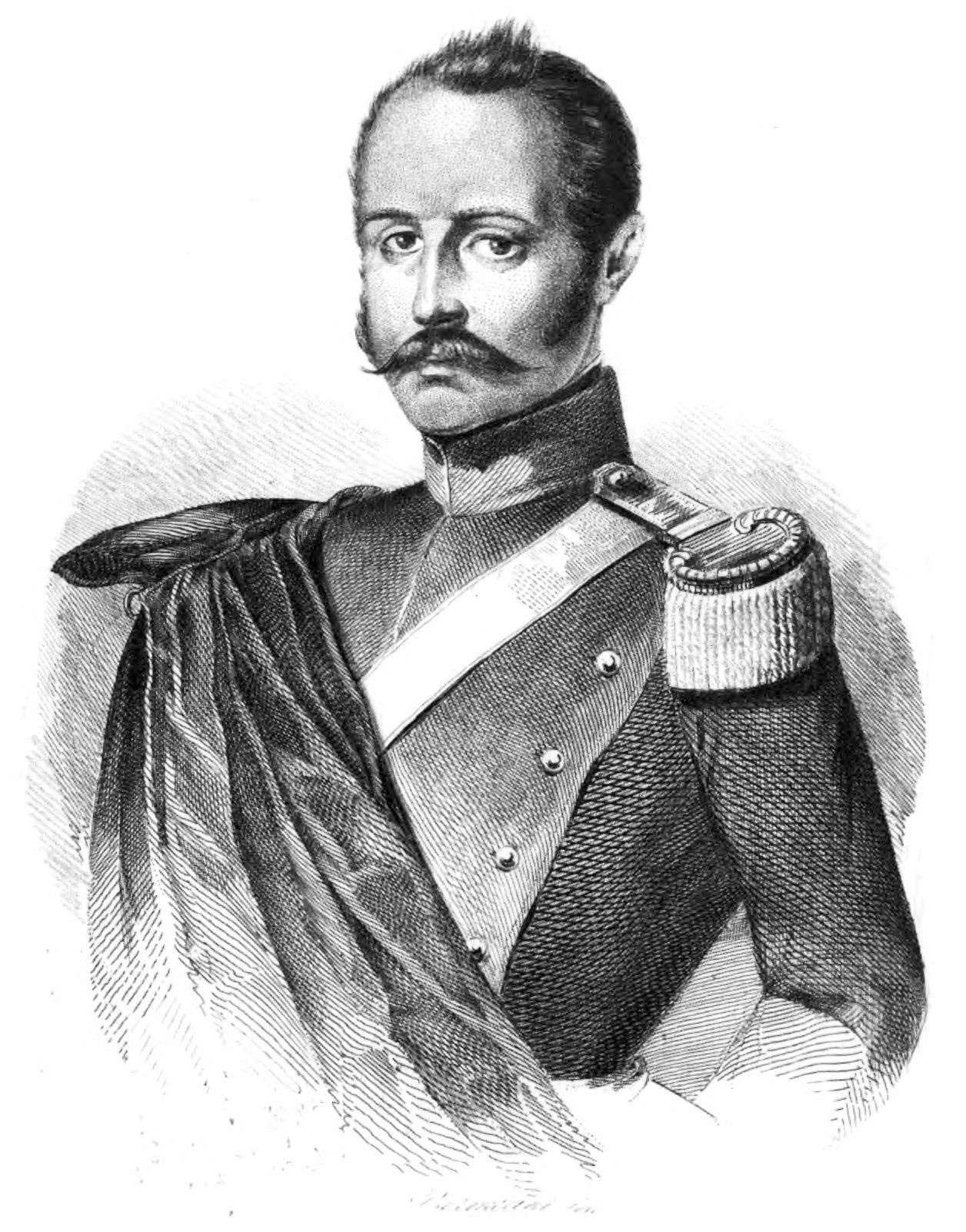
Le lieutenant Giuseppe Silvati.

#### Occupation autrichienne
Le 20 octobre 1820, Metternich convoque, au nom du gouvernement autrichien, garant de l'ordre en Italie, les puissances de la Sainte-Alliance lors de la Conférence de Troppau ; celle-ci déclare légitime une intervention dans le royaume des Deux-Siciles.
En janvier 1821, Metternich convoque ensuite Ferdinand Ier des Deux-Siciles à une conférence à Laybach pour décider d'une intervention armée contre les révolutionnaires napolitains. En février, un contingent autrichien de 52 000 soldats, commandé par le général Johann Maria Philipp Frimont, passe le fleuve Pô, qui délimite le nord de la péninsule italienne. Il se partage en cinq divisions qui occupent les principales villes de l'Italie centrale (Ancône, Tolentino, Foligno, Terni, Rieti, Arezzo, Pérouse, Spoleto, Empoli et Sienne).
Le 9 février 1821, le roi Ferdinand Ier révoque la constitution accordée quelques mois plus tôt. Les insurgés essayent de résister, mais le 7 mars 1821, les constitutionnalistes commandés par Guglielmo Pepe, forts de 40 000 hommes, sont battus à la bataille de Rieti par les troupes autrichiennes. Poursuivant leur avancée, les Autrichiens entrent à Naples sans rencontrer de résistance le 23 mars, puis à Palerme le 31 mai.
Le royaume des Deux-Siciles, de nouveau devenu une monarchie absolue dirigée pleinement par Ferdinand Ier, reste ainsi sous occupation autrichienne, visant à rétablir la paix et à mater les derniers révoltés, jusqu'en 1827. Nommé par le roi et les Autrichiens, le prince Antonio Capece Minutolo, ministre de la police, obtient la mission de capturer tous les suspects de conspiration. En 1822, Giuseppe Silvati et Michele Morelli sont pendus à Naples tandis que Guglielmo Pepe, condamné à mort, réussit à s'enfuir,.
L'occupation militaire autrichienne se poursuit ainsi, mais le 4 janvier 1825, à l'âge de 73 ans, le roi Ferdinand Ier décède (selon une légende célèbre, après une longue entrevue avec l'archéologue Andrea De Jorio, réputé pour son mauvais œil) et est inhumé dans la Basilique Santa Chiara de Naples, nécropole familiale des Bourbon-Siciles. Son fils lui succède sur le trône.

### Règne deFrançoisIer

Monogramme de François Ier.

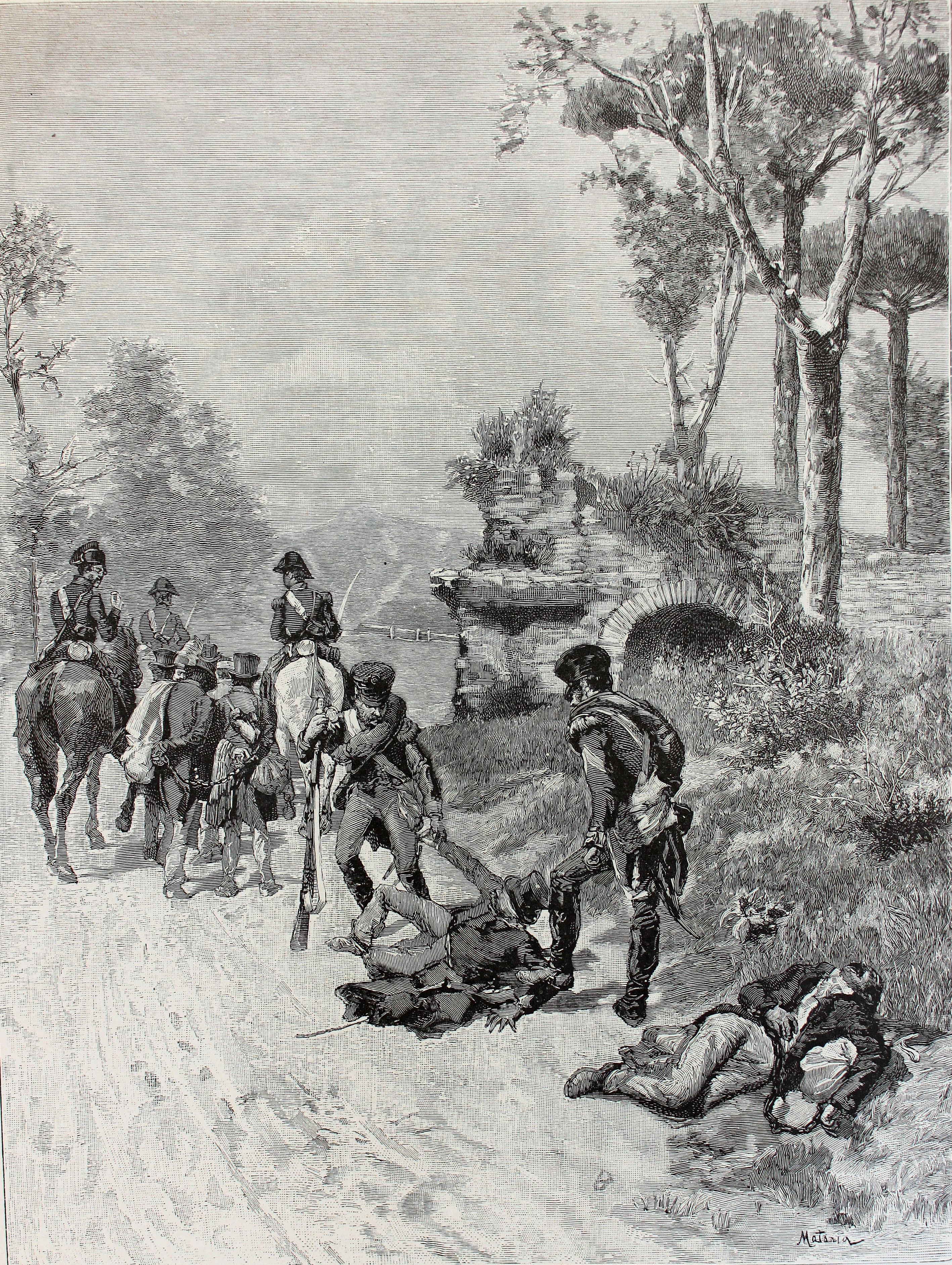
L'insurrection dans le Cilento.

Le roi François Ier monte sur le trône en janvier 1825 à la mort de son père. Comme il a déjà été auparavant et à plusieurs reprises vicaire du royaume, circonstances dans lesquelles il s'était montré favorable à une constitution, les libéraux et les anciens chefs insurgés s'attendent à une politique progressiste de la part du roi, mais il n'en est rien. François Ier a en réalité très peu de pouvoir, le royaume étant toujours occupé par les troupes autrichiennes, tandis que Naples est en fait dirigé par le président du conseil des ministres Luigi de' Medici et la Sicile, quant à elle, par Pietro Ugo Delle Favare, réputé pour son autoritarisme et sa politique de répression des opposants. La politique appliquée dans tout l'État est par conséquent réactionnaire, à l'opposé des attentes des libéraux et progressistes.
En 1827, François Ier obtient un bref succès en négociant l'évacuation du royaume par l'armée autrichienne. Il s’attelle alors à réorganiser les forces armées royales des Deux-Siciles, commandées par le prince royal et futur roi Ferdinand II, en leur redonnant l'importance et la force qu'elles possédaient avant l'insurrection de 1820. Il en chasse notamment tous les militaires qui ont eu des liens avec le carbonarisme ou qui ont soutenu le royaume napoléonien et il recrute quatre régiments de gardes suisses.
Le règne de François Ier reste tout de même assez mouvementé avec une augmentation des sectes de carbonari, principalement dans la partie péninsulaire et en Sicile orientale. Dans le reste du territoire sicilien, on assiste à l'apparition de trafics de contrebande, de corruptions, d'enlèvements et de nombreux autres crimes dus à des gardes armés privés qui travaillent pour le compte des feudataires (nobles ou grands propriétaires terriens) et qui sont par la suite qualifiés de mafia. Il existe à l'époque une importante différence économique entre les grandes villes comme Naples et Palerme qui font partie des capitales les plus avancées et modernes d'Europe et les milieux ruraux sous-développés du reste du pays.
Le 28 juin 1828, une nouvelle insurrection lancée par des membres de la société secrète des Philadelphes débute dans le Cilento pour demander le rétablissement de la constitution de 1820. Les insurgés prennent rapidement les communes de Centola, de Camerota, de Bosco et de Palinuro. Le 1er juillet, le roi envoie le ministre Francesco Saverio Del Carretto à la tête de 8 000 soldats pour réprimer la révolte. Ceux-ci commettent plusieurs exactions auprès des populations civiles et détruisent totalement le village de Bosco le 7 juillet pour le punir de s'être soulevé. Le même jour, de nombreux libéraux se rendent aux gendarmes à Vallo della Lucania, tandis que d'autres prennent le maquis (certains réussissent même à fuir en Corse). Le ministre Del Carretto menace de raser également le village de Celle di Bulgheria si le responsable de l'insurrection, le chanoine Antonio Maria De Luca, ne se rend pas. Ce dernier se remet à la police pour éviter un massacre et est condamné à mort quelques jours plus tard, après avoir été excommunié.
Le 8 novembre 1830, âgé de 53 ans, le roi François Ier meurt au terme de cinq années de règne. Son fils Ferdinand Charles Marie lui succède sous le nom de Ferdinand II.

### Règne deFerdinandII
En novembre 1830, le royaume des Deux-Siciles passe aux mains du roi Ferdinand II, âgé de seulement 20 ans. Le jeune souverain fait rapidement preuve d'idées progressistes et d'une grande attention envers son peuple. Il permet ainsi à de nombreuses personnalités exilées (parmi lesquelles le général Guglielmo Pepe) de revenir dans son royaume et il leur rend les charges qu'elles avaient occupées auparavant, notamment en redonnant leur grade militaire aux hauts fonctionnaires du règne de Joachim Murat qui avaient été chassés. Il réussit ainsi à s'attirer la fidélité des anciens militaires, employés et fonctionnaires du régime napoléonien.
Ferdinand II cherche également à moderniser son pays, surtout dans le domaine industriel et technologique avec par exemple la construction de la ligne de chemin de fer Naples - Portici, inaugurée en 1839 et par conséquent premier chemin de fer de la péninsule italienne. En 1841 est aussi bâti l'Observatoire du Vésuve, premier observatoire volcanologique et sismologique du monde.
Pourtant, malgré sa modernisation, le royaume des Deux-Siciles est encore sujet à d'importantes épidémies, comme en 1837. Cette année-là, une épidémie de choléra se propage à travers l'Europe et atteint le sud de l'Italie et la Sicile. On dénombre près de 65 000 morts dans la partie insulaire et 14 000 dans la région autour de Naples. Une théorie du complot se développe alors, particulièrement chez les indépendantistes siciliens, selon laquelle la maladie aurait été envoyée par le gouvernement pour affaiblir la population. De nombreuses révoltes d'importance mineure débutent, mais elles sont rapidement réprimées par le ministre Del Carretto, tandis que le roi tente de pacifier son royaume en donnant des postes d'importance dans le gouvernement napolitain à des Siciliens.
En matière de politique étrangère, le roi maintient son pays en dehors des sphères d'influence des grandes puissances de l'époque pour garder son indépendance. Pourtant, ce désir de se séparer de la gouvernance des autres États est à l'origine, dans les années 1838-1840, d'une crise appelée Question des soufres.

#### Question des soufres
Au XIXe siècle, le soufre est une des matières premières siciliennes les plus exportées. En 1816, après la restauration des Bourbon-Siciles sur le trône et pour renforcer les alliances, de nombreux traités commerciaux sont signés avec la France, le Royaume-Uni et l'Espagne. Ainsi, le 26 septembre 1816, un traité est ratifié à Londres qui permet à l'Empire britannique de continuer librement son commerce en Sicile où il possédait un monopole sur le soufre. Or, dans les années 1830, le prix du soufre est multiplié par 5 à la suite d'une augmentation importante de la demande industrielle en Europe, principalement en France et en Angleterre. Le roi Ferdinand II retire alors le monopole aux Britanniques et le revend à une entreprise marseillaise qui promet d'acheter le soufre au gouvernement napolitain à un prix bien plus élevé que les Britanniques. Face à ce qu'il considère comme une offense et une violation du traité de 1816, Lord Palmerston, plus tard responsable de la première guerre de l'opium et de la convention de Londres de 1840 pour servir les intérêts financiers britanniques, menace les Deux-Siciles d'une intervention de l'Armée britannique,,.
Le 14 avril 1840, une flotte britannique arrive dans la baie de Naples dans le but de faire un blocus et de mener des représailles contre la marine marchande des Deux-Siciles. Ferdinand II ordonne alors un embargo de tous les navires britanniques stationnant dans les ports du royaume, tandis que les navires napolitains et siciliens capturés par les Britanniques sont maintenus prisonniers dans le port de Malte. Le gouvernement français tente alors une médiation entre les Deux-Siciles et l'Empire britannique qui aboutit à la fin de l'embargo et à la restitution des navires le 26 avril. La reprise totale du commerce entre Londres et Naples n'advient qu'en 1845,.

#### Insurrection de 1847

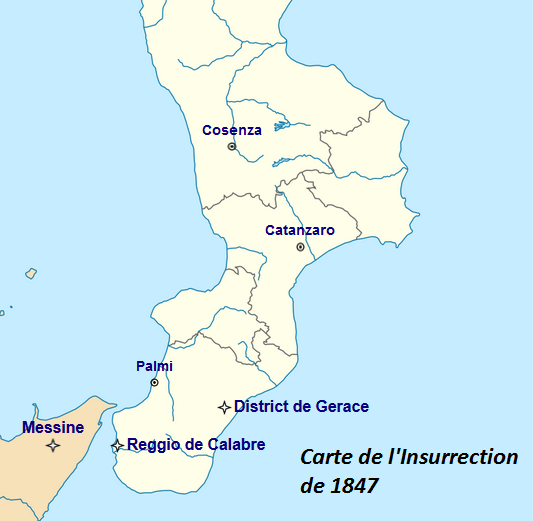
Carte de l'insurrection de 1847.

Le projet de monarchie constitutionnelle, véhiculé par des comités de libéraux, est présent en Calabre dès 1843. Trois tentatives d'insurrection de la population de Cosenza ont lieu, mais toutes se soldent par un échec. La première, décidée lors d'une réunion secrète à Naples, devait se tenir le 27 octobre 1843, la seconde tentative date du 15 mars 1844 et la troisième, menée par les frères Bandiera, se termine par leur exécution le 25 juillet,,. Pour obtenir une constitution, les libéraux de tout le royaume se réunissent en comités selon leur région d'origine. De très nombreuses personnalités en font partie, comme Carlo Poerio, Domenico Piraino, Domenico Romeo, Mariano d'Ayala, Alessandro Poerio, Francesco Stocco, Rocco Verduci et Carlo Gemelli. Ces comités se rassemblent et tiennent des réunions générales à Naples pour discuter des actions à entreprendre. Ainsi est décidée l'insurrection de 1847 qui devra se composer de trois révoltes distinctes, devant débuter simultanément le 2 septembre, une sicilienne à Messine et deux calabraises à Reggio et dans le district de Gerace. Elle aurait ensuite dû s'étendre à toute la Sicile de l'Ouest, au District de Palmi, à Catanzaro, à Cosenza et remonter jusqu'à Naples.

##### Révoltes de Messine et de Reggio
Bien que les trois révoltes de Messine, Reggio et Gerace doivent avoir lieu simultanément le 2 septembre 1847, Messine se soulève le 1er septembre en devenant ainsi la première ville insurgée. La révolte se propage rapidement aux cris de « Vive la Vierge Marie des Lettres, Vive Pie IX, Vive l’Italie ». Les insurgés, au nombre de 200, rentrent dans la ville à 16 h 30, divisés en deux colonnes qui parcourent la ville et se rejoignent sur la place de la Cathédrale sans rencontrer de résistance. L'autorité militaire bourbonienne envoie alors 79 soldats qui se divisent également en deux groupes : l'un continue vers la place de la Cathédrale, où sont réunis les insurgés, pendant que l'autre remonte vers la place de la Matrice pour les prendre à revers. L'affrontement entre les soldats bourboniens et les insurgés est sanglant et bref. La plupart des chefs de la révolte de Messine prennent le chemin de l’exil (notamment vers Malte), mais certains sont capturés et fusillés.
Le 29 août, Domenico Romeo fait hisser le drapeau tricolore italien sur la place de Santo Stefano in Aspromonte en prenant ainsi la tête de la future insurrection à Reggio. Le 2 septembre, Domenico Romeo, son frère Giannandrea, son neveu Pietro Aristeo et son cousin Stefano, à la tête de 500 hommes, prennent Reggio et instituent un gouvernement provisoire. Le jour suivant, avec 500 insurgés, ils assiègent et prennent la prison de San Francesco ainsi que le château où se réfugie la garnison bourbonienne. Ils mettent en place une « junte insurrectionnelle » composée d'Antonino Cimino, Domenico Muratori, Anton Maria Furnari, Antonino Plutino, Casimiro De Lieto, Federico Genoese, Agostino Plutino et Paolo Pellicano et font hisser le drapeau tricolore sur les principaux édifices publics. La nouvelle parvient au roi Ferdinand II qui envoie deux frégates à vapeur ainsi que plusieurs régiments de soldats commandés par le colonel Gabiele De Corné. Face à cette répression, les libéraux s'enfuient sur les collines qui entourent la ville. Le 4 septembre, les deux navires de guerre bombardent Reggio pendant que le colonel De Corné l'assiège et s'en empare. Le 15 septembre, Domenico Romeo, qui avait réussi à s’enfuir, est tué par des gardes urbains puis est décapité,,,,.

##### Révolte de Gerace

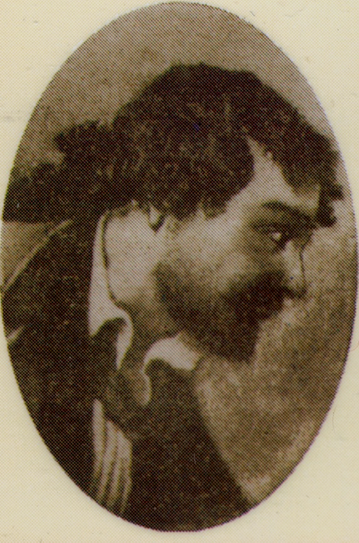
Rocco Verduci.

Le 2 septembre 1847, Rocco Verduci est nommé commandant militaire de l'insurrection pour le district de Gerace, tandis que Michele Bello, Domenico Salvadori et Gaetano Ruffo sont chargés d'y étendre l'insurrection,,,,. Les insurgés menés par Michele Bello capturent un navire de la douane au cap Spartivento avec lequel ils débarquent à Bianco où ils sont rejoints par Rocco Verduci et Domenico Salvadori qui s'étaient occupés de lever des troupes à Sant'Agata del Bianco. Ils détruisent les emblèmes royaux et brûlent les cartes de la police bourbonienne. Guidés par Rocco Verduci, ils prennent aussi les villes de Caraffa del Bianco et de Bovalino. Le même jour, les insurgés reçoivent une lettre selon laquelle le sous-intendant du district de Gerace, Antonio Bonafede, s'est enfui par la mer depuis Siderno. Les révoltés s'embarquent sur deux bateaux et le 4 septembre 1847, le bateau où se trouve Verduci aborde au large de Bianco le navire où se trouve Antonio Bonafede et le lieutenant Antonio Gargea. On leur laisse la vie sauve en les défendant d'un lynchage et Bonafede est traité comme un prisonnier de guerre, bien qu'il soit responsable de l’exécution de frères Bandiera en 1844,. Les chefs des insurgés quittent ensuite la ville de Bianco en direction de celle de Bovalino. Ils y font paraître un manifeste révolutionnaire dans lequel est annoncée la réduction de moitié du coût du sel et du tabac, l'abolition de l'interdiction de puiser de l'eau de mer (alors utilisée comme remède médical) et la suppression des droits de douane,.
Le 5 septembre au matin, le lieutenant Gargea est mis en liberté et les insurgés se dirigent vers Ardore où Bonafede est enfermé dans la mairie, sous la garde de Verduci. Les chefs insurgés se divisèrent en deux groupes : ceux qui veulent continuer et ceux qui émettent de la méfiance quant au futur de l'insurrection. Ceux qui restent sont rejoints à Siderno par un groupe armé de cinquante hommes levés à Roccella Ionica par Pietro Mazzoni. Parallèlement, Rocco Verduci invite Bonafede à écrire une lettre à l'évêque Perrone dans le but d'exhorter les habitants de Gerace à accueillir les insurgés. Bien plus tard, dans ses mémoires, Antonio Bonafede avoue avoir trouvé exagérée la prise de position antirévolutionnaire des puissants de Gerace. Selon lui, ils n'arrivaient pas à comprendre la volonté des insurgés de ne pas tuer.
Le 6 septembre 1847, comme les insurgés ne peuvent pas rejoindre Gerace en raison de l'hostilité de la population, ils se déplacent à Gioiosa Ionica. De nouveau, les chefs se réunissent à la mairie où ils proclament la destruction des emblèmes royaux et la diminution du prix du sel et du tabac. Aucune violence n'est faite à la population et lorsque le juge Giuseppe Parandelli, qui avait tenté d'inculper Verduci en 1846, est capturé, il est ensuite relâché avec l'ordre d'abandonner Gioiosa et de se retirer dans son village natal, Dasà. Les insurgés continuent ensuite jusqu'à Roccella Ionica où le quartier général est établi dans l'immeuble paternel de Pietro Mazzoni.
Le 6 septembre, trompés par un grand navire de commerce qu'ils prennent pour un navire de guerre, les insurgés de Roccella Ionica fuient la ville. Rocco Verduci, Michele Bello, Domenico Salvatori et Stefano Gemelli sont eux aussi contraints à la fuite et ils partent se cacher dans une grotte dans les montagnes près de Caulonia où ils sont arrêtés le 15 septembre 1847 par dénonciation de Nicola Ciccarello,. Pendant le procès sommaire mené par le sous-intendant de Gerace et le général Ferdinando Nunziante, ce dernier promet à Rocco Verduci la vie sauve s'il lui révèle le nom de ses complices, mais celui-ci refuse et préfère mourir,. Lors du bref procès que subirent les cinq chefs des insurgés de la Révolte de Gerace, le principal chef d’accusation contre eux est d'avoir brandi le drapeau tricolore vert, blanc, rouge (et donc de demander l'unification de l'Italie). En effet, l'insurrection dans le district de Gerace ne provoqua pas de mort. Rocco Verduci, Michele Bello, Pietro Mazzoni, Gaetano Ruffo et Domenico Salvadori sont fusillés le 2 octobre 1847 à trois heures du matin, dans la nuit et rapidement pour éviter qu'intervienne la grâce souveraine. Ils seront retenus par la postérité sous le nom des Cinq Martyrs de Gerace ou plus simplement sous le nom de Cinq Martyrs,.

#### Révolution de 1848

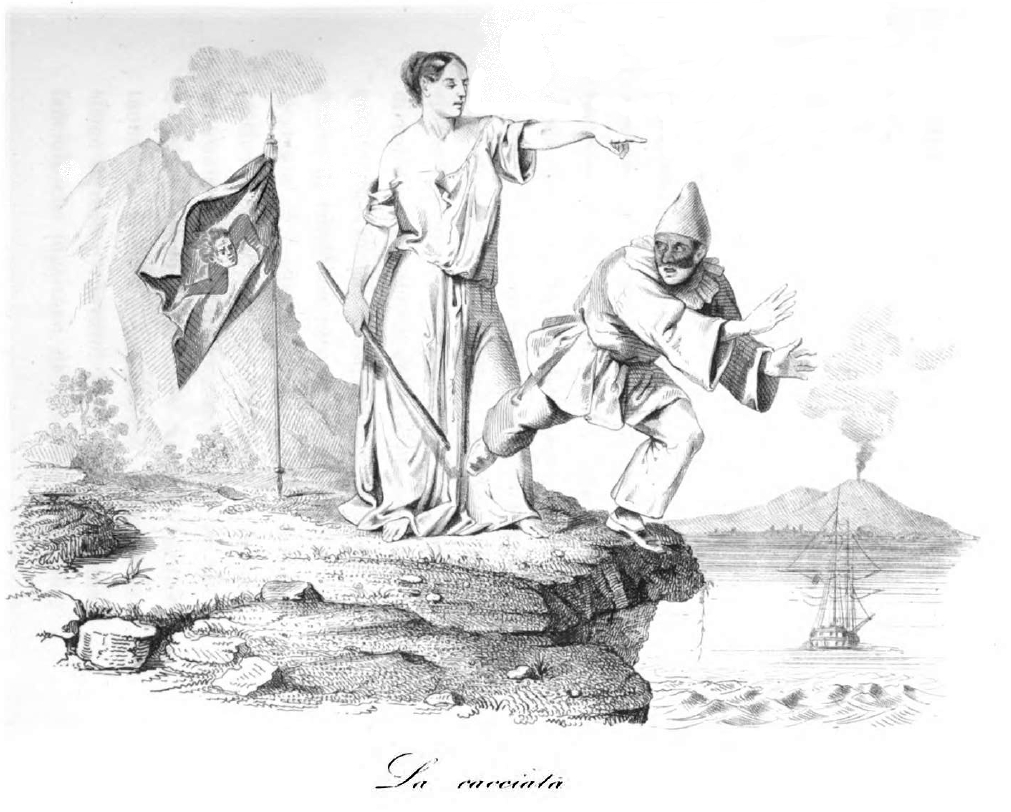
Allégorie de l’expulsion des Napolitains par les Siciliens au début de l'insurrection.

La révolution dans le royaume des Deux-Siciles de 1848 est essentiellement organisée et concentrée dans la ville de Palerme où des manifestations estudiantines débutent le 12 janvier 1848 et entraînent la fermeture de l'université de Palerme, tandis que le reste du soulèvement populaire est surtout mené par Rosolino Pilo et Giuseppe La Masa, soutenus par les Britanniques qui souhaitent étendre leur influence sur le bassin méditerranéen ainsi que par la franc-maçonnerie libérale qui combat l'absolutisme monarchique. La révolution sicilienne est par conséquent le premier mouvement du Printemps des peuples, ensemble de révolutions qui se diffuse rapidement à travers l’Europe avec les révolutions française, autrichienne, hongroise, allemande, milanaise, polonaise et roumaine de 1848. Des manifestes et des tracts sont distribués à la population palermitaine trois jours avant les actes révolutionnaires et incitent à la lutte armée. La date délibérément choisie par les dirigeants de l'insurrection coïncide avec l'anniversaire du roi Ferdinand II, lui-même né à Palerme en 1810. Dès la fin janvier, toute l'île est aux mains des insurgés, à l'exception de la ville de Messine, port de la partie est,.
Pour contrer le mouvement populaire, le libéral Ruggero Settimo, accompagné de son ami Mariano Stabile (1806-1863), organise une garde nationale composée de bourgeois et de nobles et institue, le 2 février 1848, un comité général révolutionnaire qui tient le rôle de gouvernement provisoire. Settimo occupe le poste de président du comité insurrectionnel, appuyé dans son action politique, à mi-chemin entre des idées républicaines et des idées monarchistes, par Stabile et Vincenzo Fardella di Torrearsa. Le 10 mai, il est proclamé « père de la patrie sicilienne ».
La révolution conduit à la déchéance de Ferdinand II et à la création d'un État de Sicile qui survit ainsi pendant seize mois en tant qu'État indépendant. Les nobles siciliens rétablissent immédiatement la constitution qui avait été proclamée en 1812, mais retirée lors de l'unification de Naples et de la Sicile en 1816 et qui reprend les principes de la démocratie représentative et la position centrale du Parlement sicilien dans la gouvernance de l'État. Ruggero Settimo en devient le président du Conseil des ministres du 25 mars 1848 au 7 février 1849, puis Pietro Lanza en prend la direction du 8 février au 7 avril 1849,.
Au début du mois de mai 1849, le roi Ferdinand II envoie le prince napolitain Carlo Filangieri reprendre le plein contrôle de l'île par la violence en utilisant la ville fortifiée de Messine que le parlement sicilien n'avait jamais été en mesure de contrôler. Le 15 mai, Palerme tombe et avec elle toute l'île, l'espoir de garder en vie un État indépendant s'évanouit définitivement. Ruggero Settimo s'exile à Malte où il est reçu avec tous les honneurs dus à un chef d’État.

#### L’immobilité politique et l'hostilité britannique
Peu de temps après l'échec de la révolution de 1848, une pétition lancée probablement par le ministre Giustino Fortunato et visant à supprimer la constitution accordée par l'État lors de l'insurrection est signée par la plupart des maires de communes ainsi que par les grands propriétaires terriens du royaume. L'opposition à cette manœuvre politique, dont la préparation avait commencé avec les actions de Carlo Filangieri, est très faible et provient principalement de la presse libérale. En effet, dans la partie insulaire comme dans celle péninsulaire, la population est fatiguée et se sent étrangère aux luttes de l'élite intellectuelle libérale,.
Pendant cette période de retour à la situation politique antérieure, les tensions avec les Britanniques augmentent. Ainsi, le Premier ministre britannique George Hamilton-Gordon sollicite à plusieurs reprises le prince Paolo Ruffo di Castelcicala (1791-1866), ambassadeur napolitain à Londres, afin que celui-ci fasse pression sur le gouvernement napolitain pour l'adoption d'une ligne politique plus libérale. Toutefois, le Premier ministre Giustino Fortunato y prête peu d'attention. En 1851, un scandale éclate après une dénonciation des conditions de vie dans le royaume des Deux-Siciles par l'homme politique britannique William Ewart Gladstone. Le roi Ferdinand II contraint donc Fortunato à donner sa démission.
Le royaume subit une certaine instabilité politique intérieure, comme le 8 décembre 1856 quand un soldat mazzinien d'origine calabraise, Agesilao Milano, tente d'assassiner le roi, sans succès. En juin 1857, le duc napolitain Carlo Pisacane, révolutionnaire anarchiste et faisant partie des dirigeants de la république romaine de 1849, part de Gênes et débarque au sud de Naples. Après une brève tentative d'insurrection, il est arrêté et exécuté en juillet à Sanza.
Le roi Ferdinand II décède finalement le 22 mai 1859 à Caserte après 28 ans de règne. Son fils aîné François II lui succède pour un court règne d'un an et huit mois.

### Règne deFrançoisII
François II monte sur le trône des Deux-Siciles en mai 1859. Âgé de 23 ans et mal préparé à ses fonctions, il a épousé en février de la même année Marie-Sophie de Bavière, sœur de l'impératrice d'Autriche. En voulant profiter de sa faiblesse liée à son jeune âge, la France et la Grande-Bretagne envoient des émissaires à Naples pour tenter d'attirer le roi dans leur sphère d'influence politique et économique. Ces deux puissances font pression sur François II et le gouvernement pour obtenir une monarchie constitutionnelle et la fin du régime policier instauré par son père après la révolution de 1848, alors que d'autres grandes puissances conservatrices comme l'empire d'Autriche, le royaume de Prusse et l'empire russe demandent le maintien de la situation.

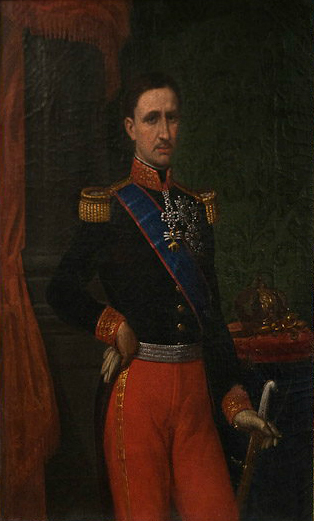
Portait de François II.

La victoire franco-sarde lors de la bataille de Magenta encourage les libéraux napolitains à se rebeller en juin 1859. Pour contrer leurs projets, le roi nomme alors Carlo Filangieri Premier ministre. Celui-ci mène une politique répressive. Ruggiero Gabaleone est envoyé par le ministre piémontais Camillo Cavour, plus tard « Père de la patrie italienne », pour faire accepter une constitution à François II, mais ce dernier refuse. La situation est de plus en plus tendue en Italie et en juillet, les soldats de la milice suisse se révoltent à Naples, tandis que la deuxième guerre d'indépendance italienne débute dans le nord de la péninsule.
Le royaume des Deux-Siciles entre alors dans un isolement diplomatique en s'écartant de l'Autriche, de la Grande-Bretagne et du Piémont. Son manque de soutien extérieur combiné au refus d'une politique libérale et constitutionnelle fait augmenter les émeutes dans le pays jusqu'au 11 mai 1860, lorsque l'expédition des Mille, menée par Giuseppe Garibaldi, débarque en Sicile à Marsala.

### L'unification de l'Italie

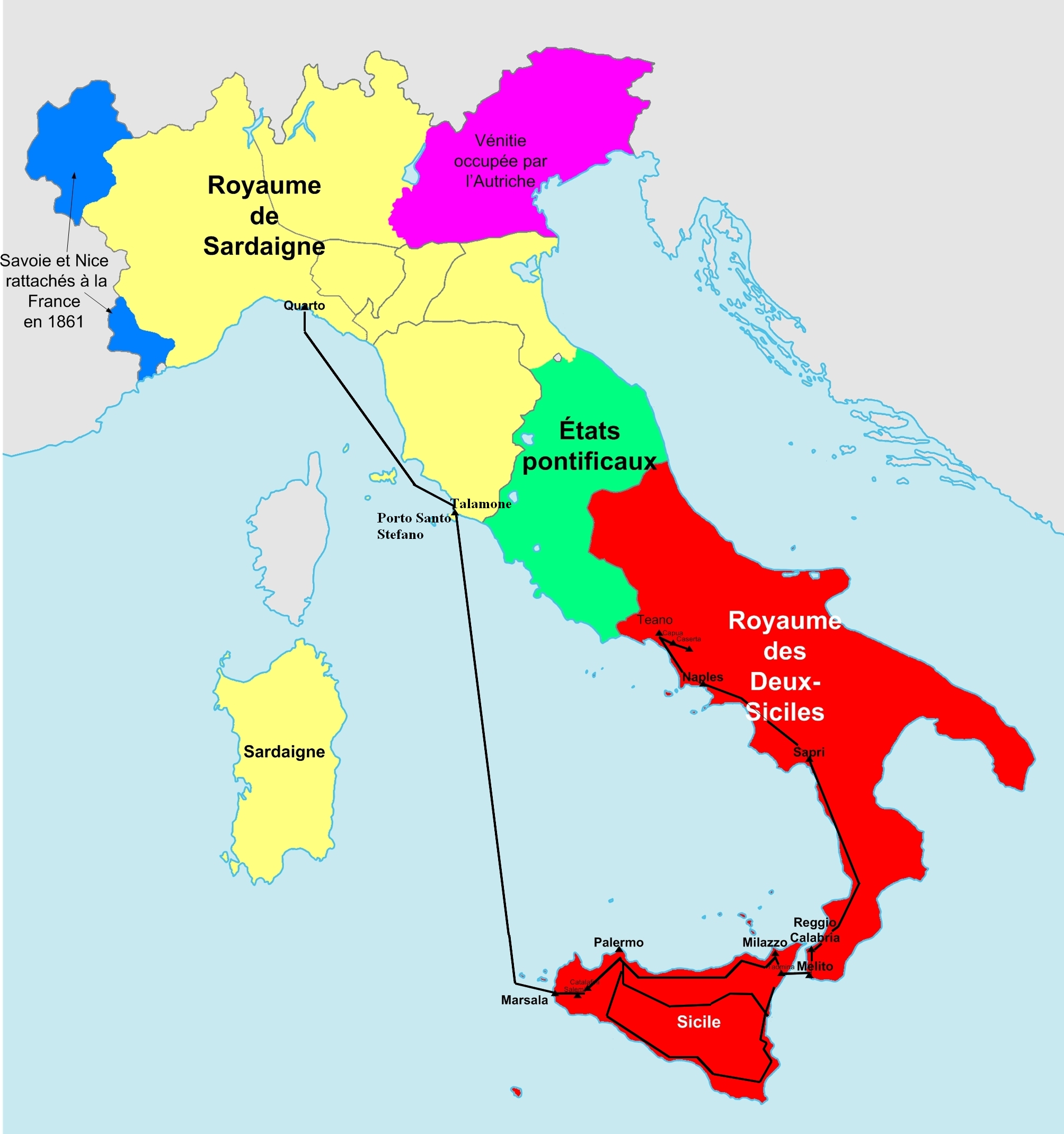
Le parcours de l’expédition.

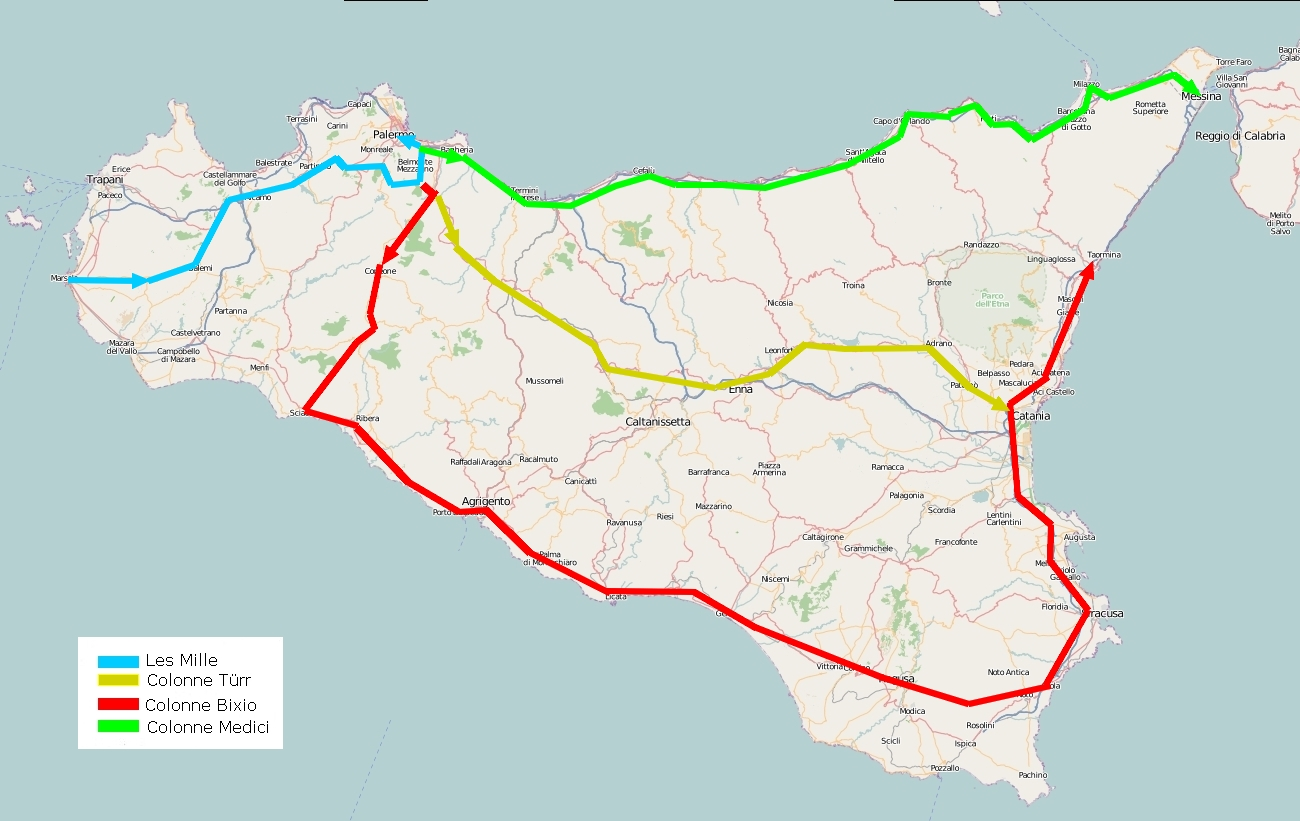
La conquête de la Sicile.

Dans la nuit du 5 au 6 mai 1860, l'expédition des Mille dirigée par Giuseppe Garibaldi part de Quarto, un quartier de la ville de Gênes, et fait deux brèves escales les 7 et 9 mai sur la côte de la Toscane, à Talamone et à Porto Santo Stefano. Un plan imaginé par Callimaco Zambianchi fait alors croire aux Bourbons que Garibaldi traverse les États pontificaux pour attaquer les Abruzzes. Abusé, le gouvernement des Deux-Siciles réduit la défense sur les côtes siciliennes, ce qui permet aux Mille d’y débarquer sans résistance. En suivant une route inhabituelle, Garibaldi donne également l'impression de vouloir faire escale en Tunisie,.
Les garibaldiens arrivent finalement à Marsala, dans l'ouest de la Sicile, le 11 mai. Ils n'y reçoivent pas l’accueil espéré et quittent Marsala le jour suivant. Ils progressent rapidement et facilement vers l'intérieur de l'île et, dans les jours qui suivent, un millier de volontaires siciliens se joignent à l'expédition. Le 14 mai 1860 à Salemi, après un accueil enthousiaste qui le rassure quant à la participation de la population, Garibaldi déclare assurer la dictature de la Sicile au nom du futur roi d'Italie Victor-Emmanuel II, de la dynastie de Savoie.
Les Mille remportent leur première victoire à la bataille de Calatafimi le 15 mai contre près de 4 000 soldats bourboniens. Cette victoire a un effet psychologique important, encourageant la population et démoralisant les troupes bourboniennes. Garibaldi poursuit ensuite vers Palerme en passant par Alcamo et Partinico. Aidés par l'insurrection de Palerme (à laquelle participent de futurs mafieux comme Antonino Giammona) qui a commencé le 28 mai, les garibaldiens pénètrent dans la capitale sicilienne après un affrontement violent. Barricadées dans la forteresse, les troupes bourboniennes demandent un armistice et l'obtiennent le 30 mai. Le 2 juin, Garibaldi nomme un gouvernement provisoire et le 6, les troupes ennemies capitulent en échange de leur départ. Le même jour, Camillo Cavour, qui craint l’avènement d'une république, envoie Giuseppe La Farina sur l'île pour tenter de prendre le contrôle de la situation au profit du royaume de Sardaigne en s'opposant au garibaldien Francesco Crispi, ministre de l'Intérieur du nouveau gouvernement sicilien. La Farina est finalement arrêté et expulsé par Garibaldi le 7 juin.
Le 21 juin 1860, Garibaldi occupe définitivement la capitale de l'île. La nouvelle se diffuse dans le monde et l'opinion publique prend fait et cause pour l'expédition. Ainsi, Alexandre Dumas débarque à Palerme où il organise la propagande de l'expédition auprès des journaux, il est également aux côtés de Garibaldi le jour de son entrée dans Naples. Les écrivains français George Sand et Victor Hugo soutiennent aussi l'action de Garibaldi tout comme Karl Marx et Friedrich Engels,.
Les garibaldiens se partagent en trois colonnes pour la conquête de l'île. La première est dirigée par István Türr, la seconde par Nino Bixio et la troisième par Giacomo Medici et Enrico Cosenz. Le 7 juillet, la bataille de Milazzo a lieu et, 20 jours plus tard, Medici arrive à Messine,. Le 1er août, les forteresses de Syracuse et d'Augusta capitulent, concluant la conquête de l'île.

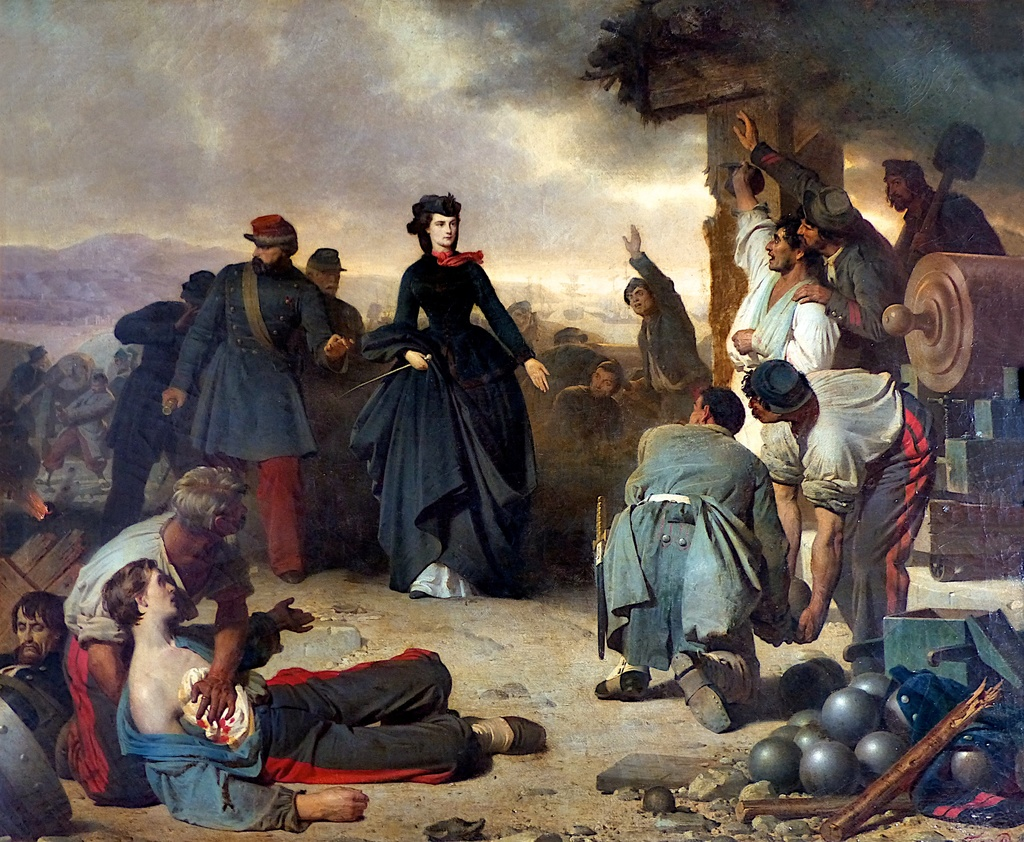
La reine Marie, l'héroïne de Gaète.

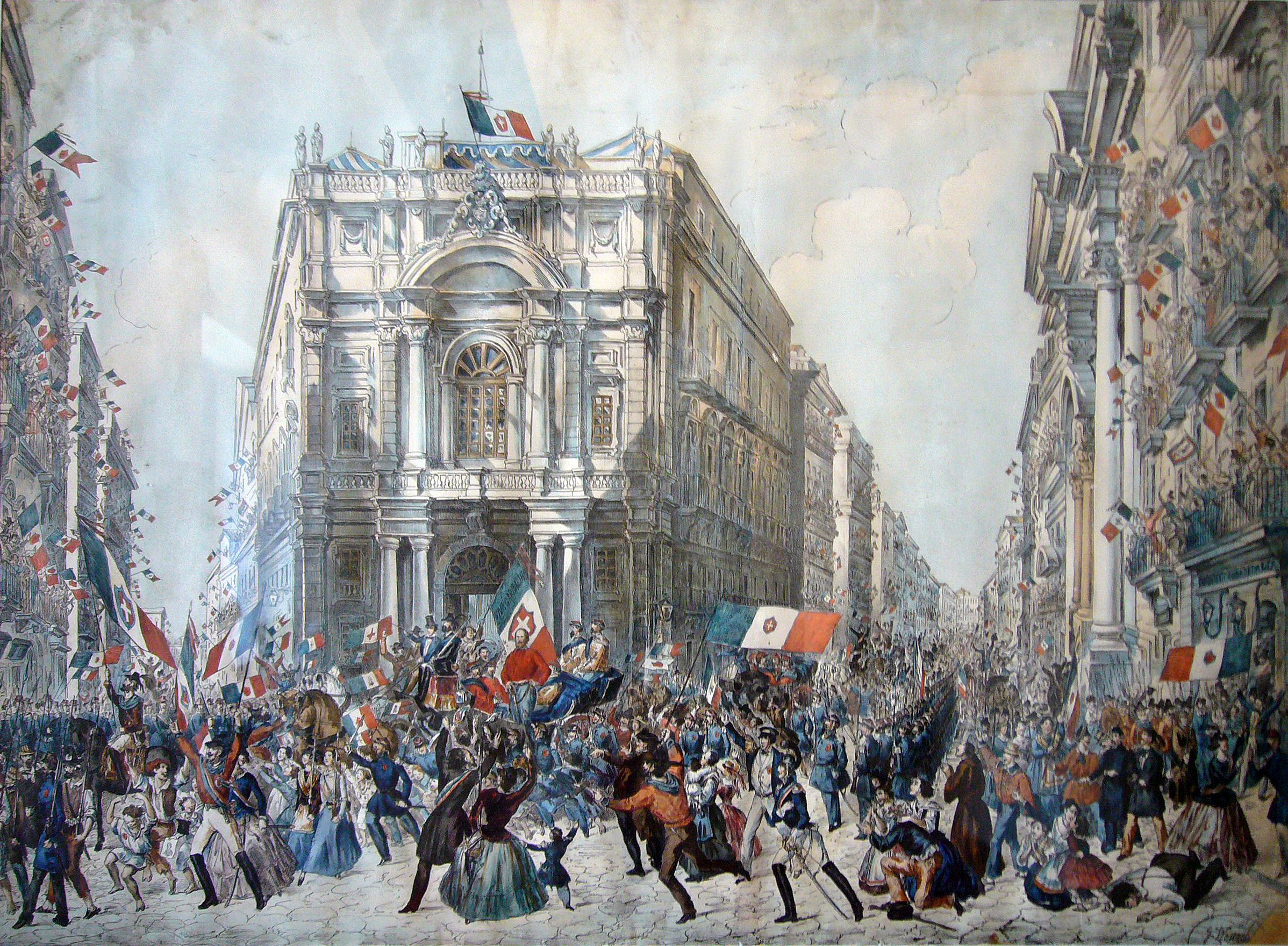
L'entrée de Garibaldi dans Naples le 7 septembre 1860.

Après plusieurs tentatives, Garibaldi débarque en Calabre le 19 août avec 3 700 hommes. Il choisit un trajet plus long pour éviter les troupes bourboniennes et débarque sur la plage de Melito di Porto Salvo. Garibaldi dispose désormais de près de 20 000 soldats face aux 80 000 soldats bourboniens. Le 30 août, l'armée des Bourbons, commandée par le général Giuseppe Ghio, est désarmée à Soveria Mannelli et se rend sans combattre. Le 2 septembre, Garibaldi et ses hommes entrent en Basilicate par la commune de Rotonda peu de temps après que l'insurrection de la Lucana a soulevé la région en faveur de l'unité nationale. Les Mille s'engagent ensuite dans la bataille du Volturno dont les Bourbons ressortent considérablement affaiblis,,.
Le 5 septembre, François II quitte Naples pour sauver la capitale de la destruction, conscient de la trahison de ses troupes. Il y laisse son Premier ministre Liborio Romano qui, en accord avec les libéraux, invite Garibaldi à prendre possession de la capitale des Deux-Siciles. Ainsi, le 7 septembre, Garibaldi entre dans la ville, presque sans escorte. Accueilli en libérateur, il prend possession du royaume. Le roi François II et les restes de l'armée qui lui est fidèle se retranchent dans les derniers bastions de Gaète, de Messine et de Civitella del Tronto. Le siège de Gaète par les armées piémontaises d'Enrico Cialdini débute le 5 novembre 1860. Jusqu'en janvier 1861, la flotte étrangère et principalement française présente dans la rade empêche une attaque maritime d'avoir lieu, mais son départ par accord secret entre Napoléon III et Camillo Cavour laisse Gaète presque sans défense. Le 13 février 1861, plus de 3 mois après le début du siège, malgré le comportement héroïque de la jeune reine Marie-Sophie et l'opposition de ses frères, François II se voit obligé de capituler et les derniers Bourbon-Siciles partent en exil à Rome. Le royaume des Deux-Siciles cesse réellement d'exister le 20 mars 1861 avec la prise de la forteresse de Civitella del Tronto.
Les officiers siciliens qui refusent de prêter serment au nouveau roi Victor-Emmanuel et restent fidèles à François II sont déportés vers des camps de prisonniers à Alexandrie, San Maurizio Canavese et au fort de Fenestrelle, le plus connu de ces camps, où la plupart des captifs meurent de faim ou de maladie,. D'autres soldats réussissent à prendre le maquis et continuent à se battre pour l'indépendance des Deux-Siciles en s'unissant aux brigands.
Depuis Rome, François II dirige un gouvernement en exil, soutenu par le pape et par les puissances étrangères en guerre contre les indépendantistes italiens, notamment par l'Empire austro-hongrois dirigé par l'empereur François-Joseph, son beau-frère. Après la troisième guerre d'indépendance italienne et la guerre austro-prussienne, qui fragilisent les alliés du couple royal en exil, François II met fin au gouvernement qu'il avait instauré à Rome. Le rattachement des États pontificaux au royaume d'Italie en 1870 les oblige à trouver refuge dans différents pays d'Europe, l'Autriche, la Suisse et la France.
En 1894, François II meurt à Arco, station thermale près du lac de Garde (à l'époque en Autriche-Hongrie). Il est enterré en l'église du Saint-Esprit des Napolitains de Rome. Ce n'est qu'en 1984 qu'il fut inhumé en la basilique Santa Chiara de Naples, nécropole des rois des Deux-Siciles.

## Territoire
Le royaume des Deux-Siciles naît en 1816 de l'union du royaume de Naples et du royaume de Sicile et comprend donc approximativement les territoires de ses deux prédécesseurs à l'exception de l'île de Malte (cédée à l'ordre de Saint-Jean de Jérusalem, puis devenue un protectorat de l'Empire britannique). Le royaume recouvre donc le territoire des actuelles régions d'Abruzzes, de Basilicate, de Calabre, de Campanie, de Molise, des Pouilles et de Sicile ainsi que la majeure partie du Latium méridional (les districts de Sora et de Gaète) et la partie orientale de l'actuelle province de Rieti (c'est-à-dire le district de Cittaducale),.
Poste militaire le plus avancé au milieu de la mer Adriatique, l'archipel de Palagruža, composé de 6 grandes îles et aujourd'hui partie intégrante de la Croatie, appartenait également au royaume des Deux-Siciles. Il était en effet compris dans la province de Capitanata. On remarque également le cas de l'île Ferdinandea (« île Graham » pour les Britanniques et « île Julia » pour les Français), île éphémère créée par le volcan sous-marin Empédocle entre la Sicile au nord-est et l'île de Pantelleria au sud-ouest. En 1831, elle émerge pour une durée de 6 mois et est alors revendiquée par de nombreuses nations comme l'Empire britannique, la France, l'Espagne et les Deux-Siciles dont le gouvernement y fait planter son drapeau le 17 août,,.
Les villes de Bénévent, aujourd'hui en Campanie, et de Pontecorvo, aujourd'hui dans le Latium, étaient toutes deux des enclaves des États pontificaux au sein du royaume des Deux-Siciles. La frontière entre ces deux États est en effet définie définitivement en 1840 lors d'un accord qui conclut qu'elle partirait de l'embouchure du fleuve Canneto à l'ouest (entre Fondi et Terracina) pour atteindre l'embouchure du fleuve Tronto à l'est. Entre 1846 et 1847, 686 bornes frontière sont posées le long du tracé de la ligne de démarcation.

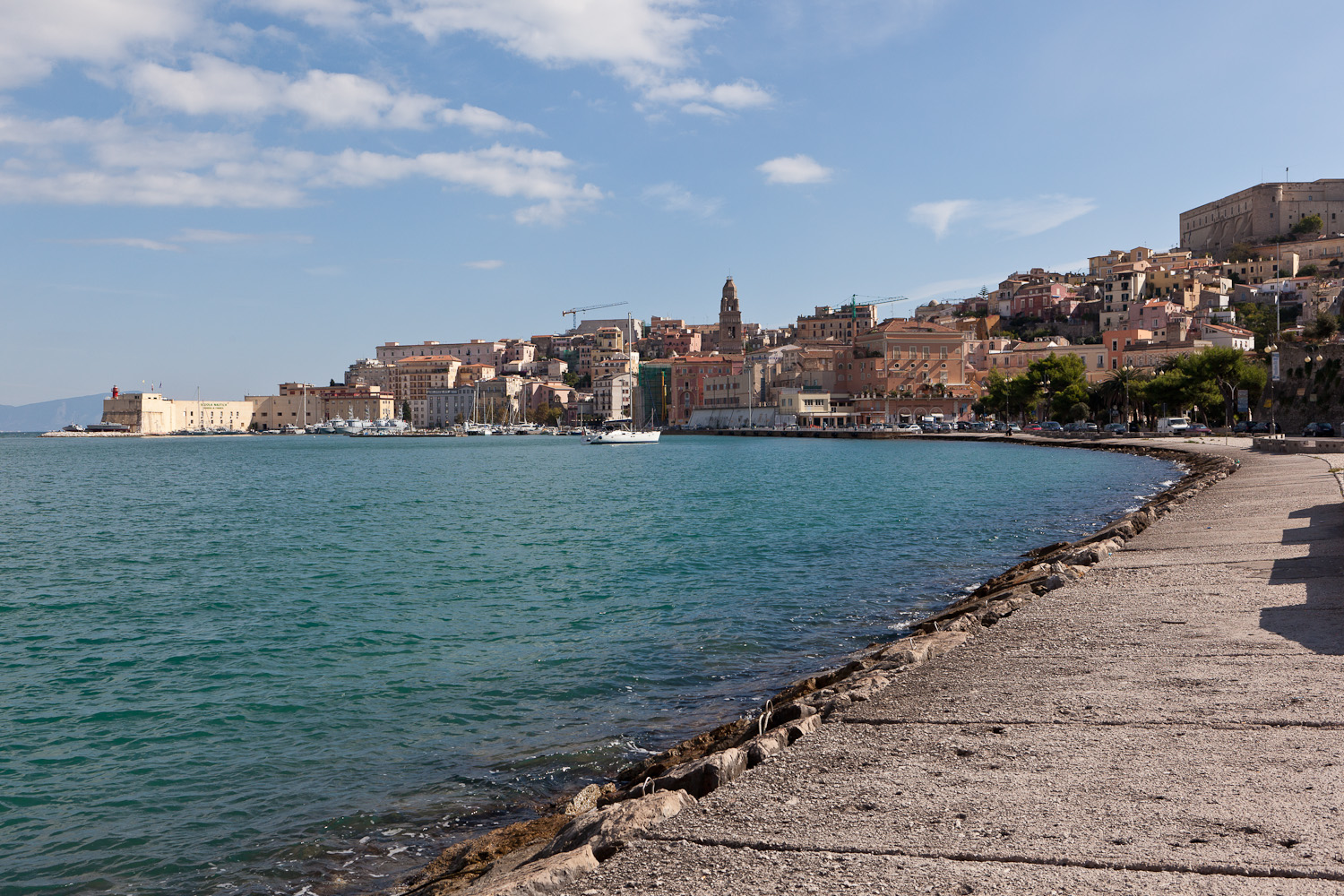
Vue de la ville de Gaète.
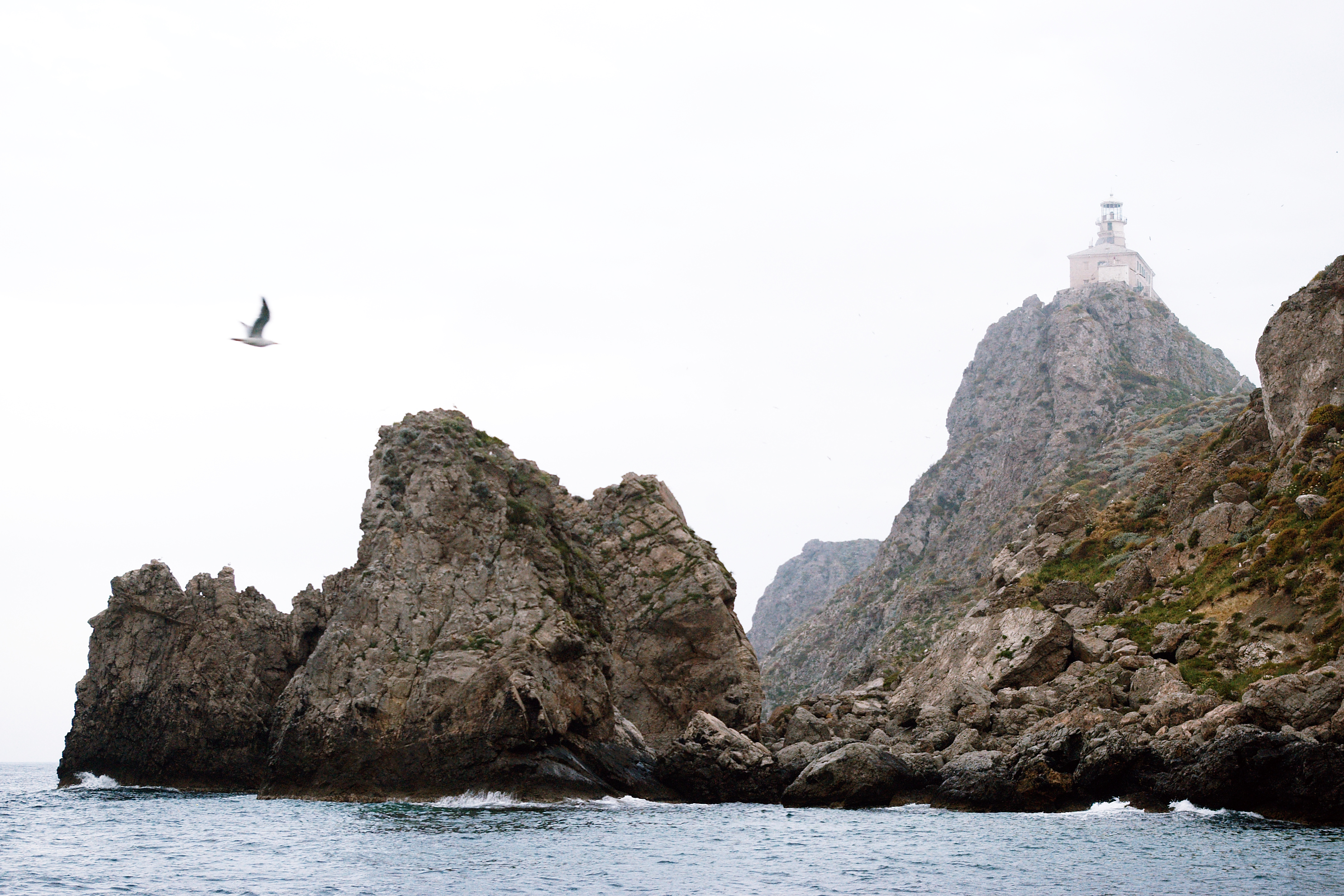
Le phare de l'île de Palagruža.
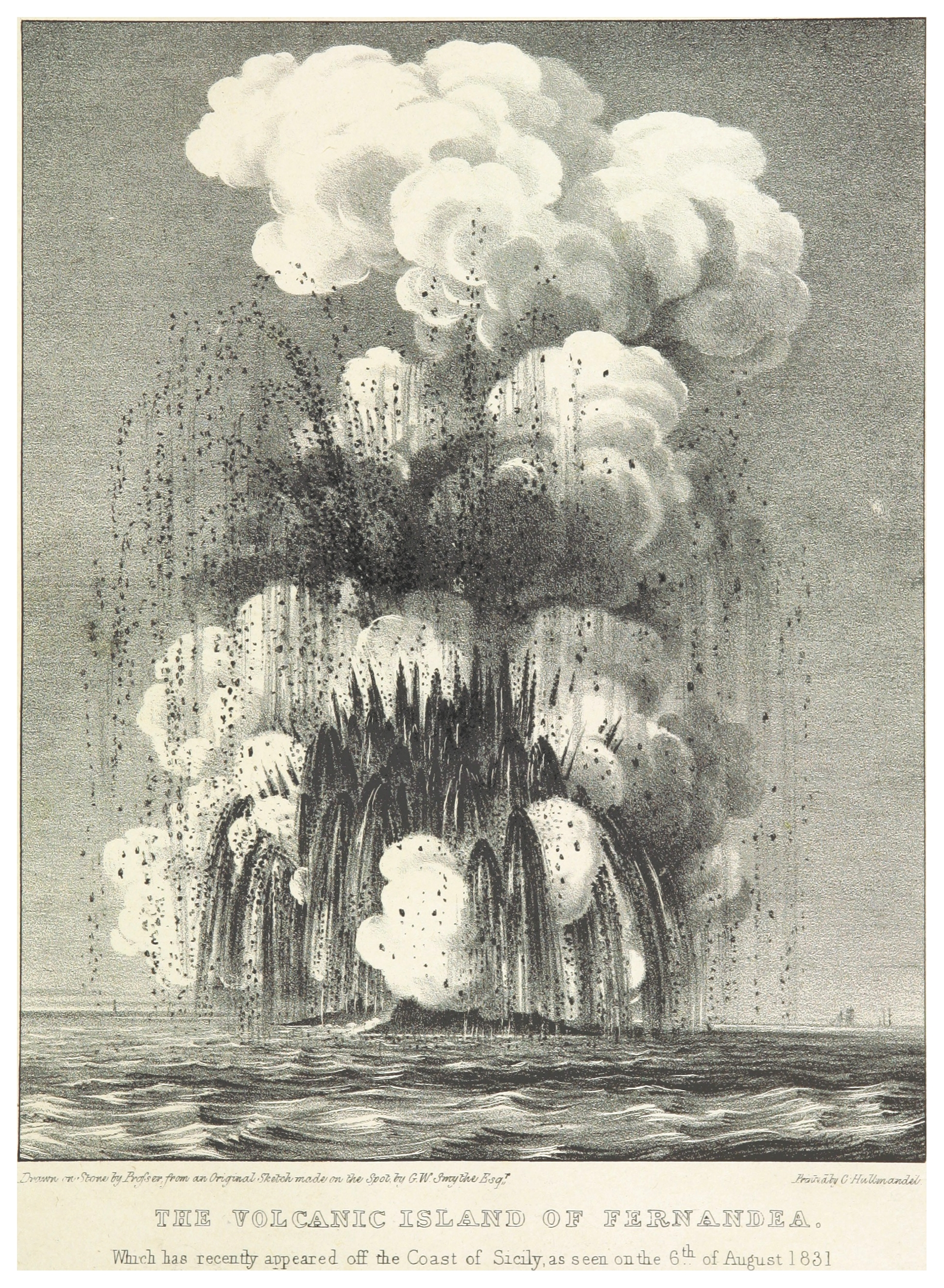
Gravure de Ferdinandea en 1831.
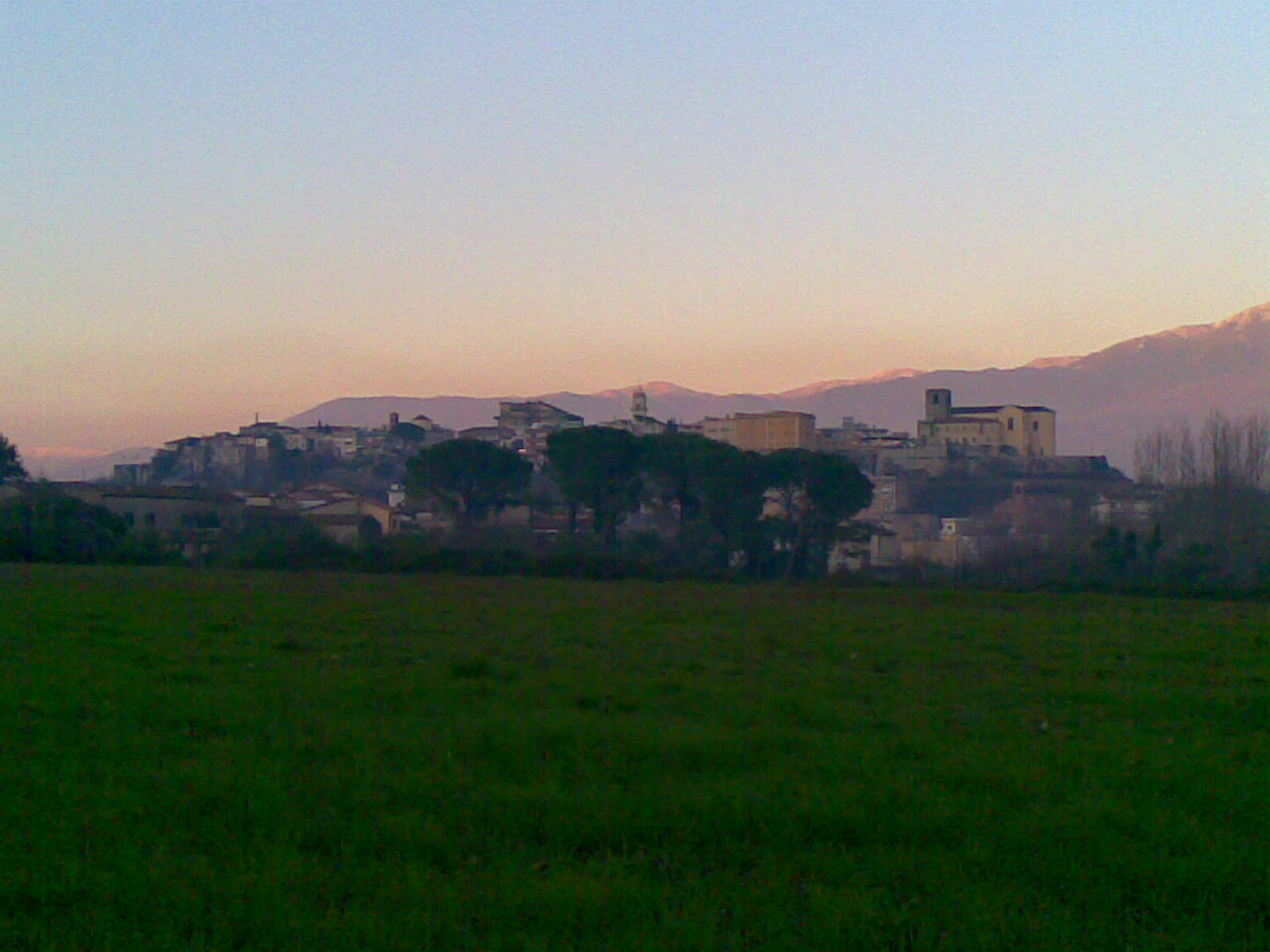
L'enclave de Pontecorvo.
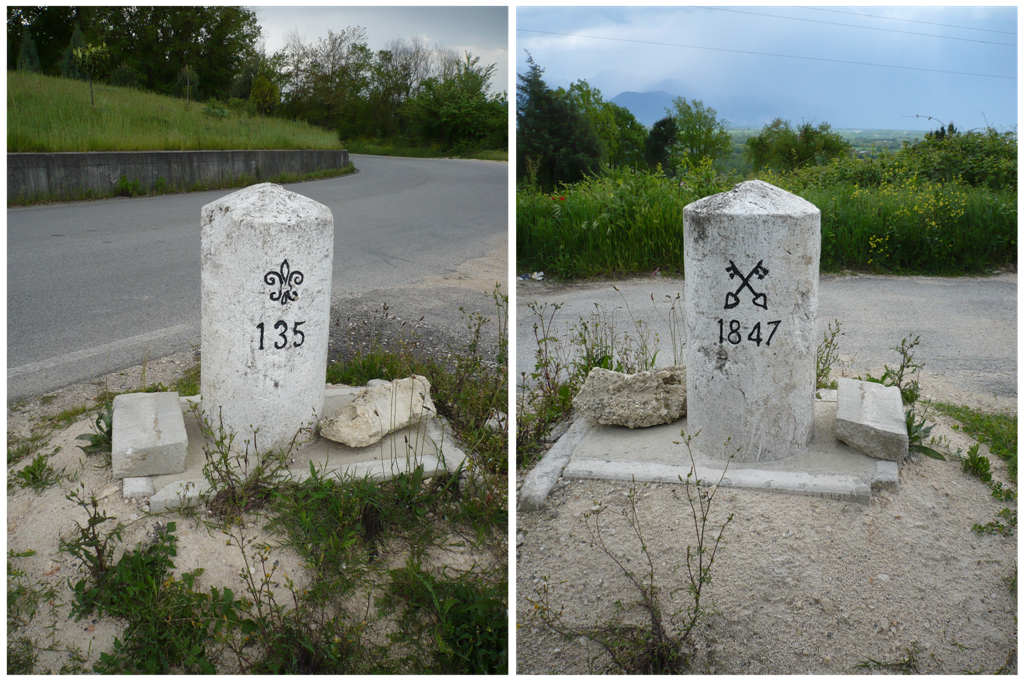
Bornes frontières entre les Deux-Siciles et les États pontificaux.

### Divisions administratives
Chaque province du royaume était dirigée par un conseil d'intendance, composé de plusieurs intendants.

Divisions administratives du royaume des Deux-Siciles.

|    | Provinces                   | Chef-lieu                    | Districts | Circondaires |
| -- | --------------------------- | ---------------------------- | --------- | ------------ |
| 1  | Naples                      | Naples                       | 4         | 43           |
| 2  | Terre de Labour             | Capoue puis Caserte dès 1818 | 5         | 49           |
| 3  | Principauté citérieure      | Salerne                      | 4         | 45           |
| 4  | Principauté ultérieure      | Avellino                     | 3         | 34           |
| 5  | Basilicate                  | Potenza                      | 4         | 42           |
| 6  | Capitanate                  | Foggia                       | 3         | 30           |
| 7  | Terre de Bari               | Bari                         | 3         | 37           |
| 8  | Terre d'Otrante             | Lecce                        | 4         | 45           |
| 9  | Calabre citérieure          | Cosenza                      | 4         | 43           |
| 10 | Calabre ultérieure seconde  | Catanzaro                    | 4         | 22           |
| 11 | Calabre ultérieure première | Reggio de Calabre            | 3         | 37           |
| 12 | Molise                      | Campobasso                   | 3         | 33           |
| 13 | Abruzze citérieure          | Chieti                       | 3         | 25           |
| 14 | Abruzze ultérieure seconde  | L'Aquila                     | 4         | 31           |
| 15 | Abruzze ultérieure première | Teramo                       | 2         | 17           |

|    | Provinces          | Chef-lieu                              | Districts | Circondaires |
| -- | ------------------ | -------------------------------------- | --------- | ------------ |
| 16 | Palerme            | Palerme                                | 4         | 34           |
| 17 | Messine            | Messine                                | 4         | 27           |
| 18 | Catane             | Catane                                 | 4         | 27           |
| 19 | Girgenti           | Agrigente                              | 3         | 17           |
| 20 | Syracuse puis Noto | Syracuse (1818-1837), Noto (1837-1861) | 3         | 17           |
| 21 | Trapani            | Trapani                                | 3         | 13           |
| 22 | Caltanissetta      | Caltanissetta                          | 3         | 16           |

## Démographie
| Territoire          | Population en 1832  | Population en 1855  |
| ------------------- | ------------------- | ------------------- |
| Partie péninsulaire | 5 727 141 habitants | 6 880 612 habitants |
| Naples              | 357 273 habitants   | 418 512 habitants   |
| Partie insulaire    | 1 705 411 habitants | 2 208 392 habitants |
| Palerme             | 140 549 habitants   | -                   |
| Total               | 7 432 552 habitants | 9 089 094 habitants |

Par sa taille, le royaume des Deux-Siciles était l'État le plus peuplé de la péninsule italienne. En 1853 par exemple, il comptait 8 000 000 d'habitants, alors que le total italien s'élevait à 24 832 000 et que le second État italien par sa population, le royaume de Sardaigne, n'en comptait que 4 916 000. Près d'un Italien sur trois vivait donc dans les Deux-Siciles.

## Économie

### Finances et système monétaire

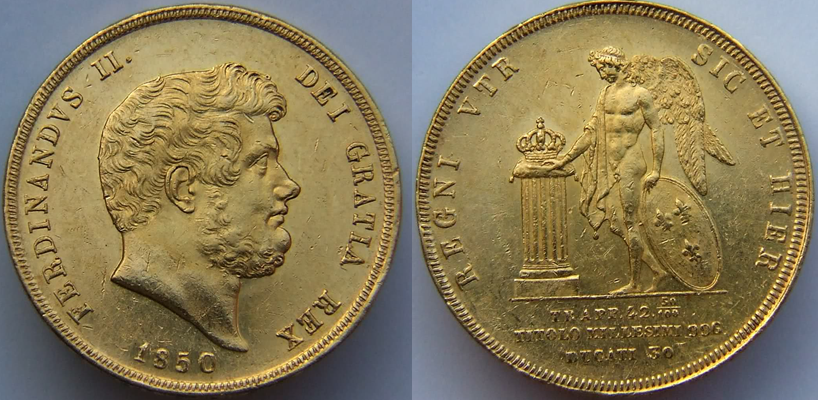
Pièce de 30 ducats.

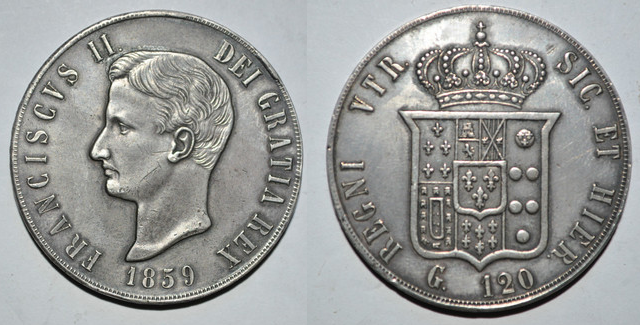
Pièce de 120 grani (Piastra).

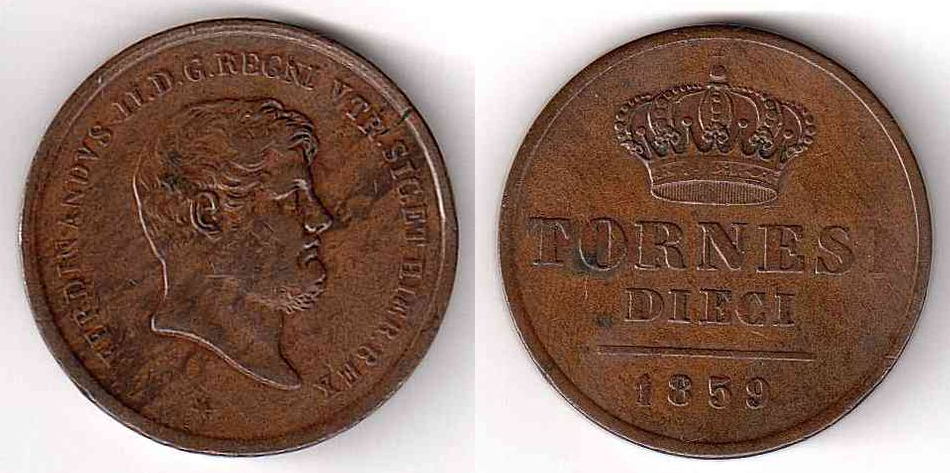
Pièce de 10 tournois.

La loi du 20 avril 1818 impose le ducat des Deux-Siciles comme unité monétaire officielle du royaume. Il est frappé en argent et pèse 22,943 grammes. Dans le système monétaire de l'époque, un ducat correspond à 100 grani et un grano correspond à 2 tournois. Les tournois sont faits de cuivre, les ducats et les grani (tout comme les monnaies qui en dérivent comme le carlino de 10 grani, le tarì de 20 grani, la mezza piastra de 60 grani et la piastra de 120 grani) sont d'argent tandis que les pièces de 3, 6, 15 et 30 ducats sont d'or. Outre le système monétaire métallique, des billets d'ordre (appelés fedi di credito dans le royaume des Deux-Siciles) sont imprimés par le Banco delle Due Sicilie, banque officielle du royaume, et ces derniers peuvent même être échangés à l'étranger dans la plupart des pays européens.
Après l'annexion des Deux-Siciles dans le nouveau royaume d'Italie, la lire italienne est introduite comme nouvelle monnaie officielle. Dès lors, 443 300 000 anciennes pièces (comme des tournois, des grani et des ducats), dont 424 000 000 pièces d'argent, sont retirées de la circulation, c'est-à-dire l'équivalent de 66 % de toutes les monnaies de la péninsule avant l'unification,. D'après l'économiste et ministre Antonio Scialoja, la plupart de ces monnaies d'argent auraient été frappées par la Zecca de Naples, particulièrement dans la période suivant l'augmentation des exportations du royaume à l'étranger dans les années 1850. Cette politique voulue par le gouvernement bourbonien aurait eu pour but de faire circuler des monnaies en métaux précieux dans la plupart des transactions commerciales du royaume comme prévu par la doctrine du mercantilisme. Pourtant, selon l'historien méridionaliste et sénateur Giustino Fortunato, l'abondance de monnaie d'argent dans le royaume serait uniquement due à un effet indirect de la découverte de nombreux gisements aurifères en Californie et en Australie. Cet événement aurait provoqué l'augmentation de l'importation d'or en Europe. La France qui en était le principal acheteur, l'échangeait contre de l'argent, ce qui explique que la majeure partie des États italiens préunitaires aient utilisé ce métal pour frapper leur monnaie. Une troisième hypothèse est également proposée par l'économiste Carlo Rodanó. Selon ce dernier, le gouvernement a fait baisser les droits de douane sur l'huile d'olive tout en augmentant les exportations de blé et d'autres produits alimentaires, jusqu'alors interdites, dans la deuxième moitié du XIXe siècle. Cela causa en contrepartie une importation d'argent de l'étranger vers les Deux-Siciles, ce qui explique que la frappe de la monnaie passa de 1,8 million de ducats en 1852 à 13,6 millions de ducats en 1856.
En 1808, pendant l'occupation napoléonienne, les principaux instituts de crédit, c'est-à-dire les banques, de l'ancien royaume de Naples sont unifiés pour créer une banque centrale, la Banque de Naples, sur le modèle de la Banque de France. Ce système est conservé lors de la restauration des Bourbons sur le trône en 1816, mais la Banque de Naples est fusionnée avec celle de Sicile dans un unique organisme, la Banque des Deux-Siciles (Banco delle Due Sicilie en italien). Cette dernière se compose alors de trois sections séparées : la Caisse de la Cour (s'occupant de la trésorerie générale du royaume, gérée par le ministre des Finances), la Caisse des Privés et la Caisse d'Escompte s'occupant des finances liées au commerce et à l'industrie. Pour faciliter l'usage de billets d'ordre (fedi di credito), des succursales de la Caisse de la Cour sont ouvertes dans les grandes villes du royaume comme à Naples en 1824, à Palerme en 1844, à Messine en 1846 et enfin à Bari en 1858. Dans les dernières années de vie du royaume, les principaux clients de la Banque des Deux-Siciles sont, outre les nobles et les organisations publiques, les hommes d'affaires et industriels ainsi que la plupart des grandes sociétés commerciales nées à partir de 1830.
La Bourse de Naples est au XIXe siècle une des bourses les plus actives d'Europe dans le secteur agricole. L'huile d'olive et les céréales ont une place de premier plan dans les opérations boursières du pays : le blé des Deux-Siciles, bien que fortement concurrencé par ceux venant de l'Empire russe ou de la Pologne, est un des plus appréciés en Europe à l'époque et l'huile d'olive des Pouilles et de Calabre est largement vendue à l'étranger pour des utilisations alimentaires et industrielles. Les Maisons de Commerce qui travaillent de pair avec la Bourse de Naples possèdent des comptoirs dans les principaux ports de la partie péninsulaire du royaume comme à Manfredoine, Barletta, Gallipoli, Gioia Tauro et Crotone. De nombreux propriétaires terriens viennent ainsi déposer directement leur production dans ces comptoirs. Des familles s'enrichissent rapidement grâce à ce commerce, ce qui leur permet de prendre de l'importance dans la politique du royaume. On peut citer les Rocca, les Cardinale, les Piria, les Perfetti, les Pavoncelli, les De Martino et la Minasi & Arlotta, cette dernière est ainsi responsable d'une importante opération boursière qui obligea la famille Rothschild à vendre la plupart de ses actions dans le royaume des Deux-Siciles.
| État                                                | Lire-or (en million) | Pourcentage |
| --------------------------------------------------- | -------------------- | ----------- |
| Royaume des Deux-Siciles                            | 443,2                | 66 %        |
| États pontificaux                                   | 90,6                 | 14 %        |
| Grand-duché de Toscane                              | 84,2                 | 13 %        |
| Royaume de Sardaigne                                | 27                   | 4 %         |
| Lombardie et Vénétie (sous domination autrichienne) | 20,8                 | 3 %         |
| Duché de Parme et Plaisance                         | 1,2                  | <1 %        |
| Duché de Modène                                     | 0,4                  | <1 %        |

### Agriculture, élevage et pêche

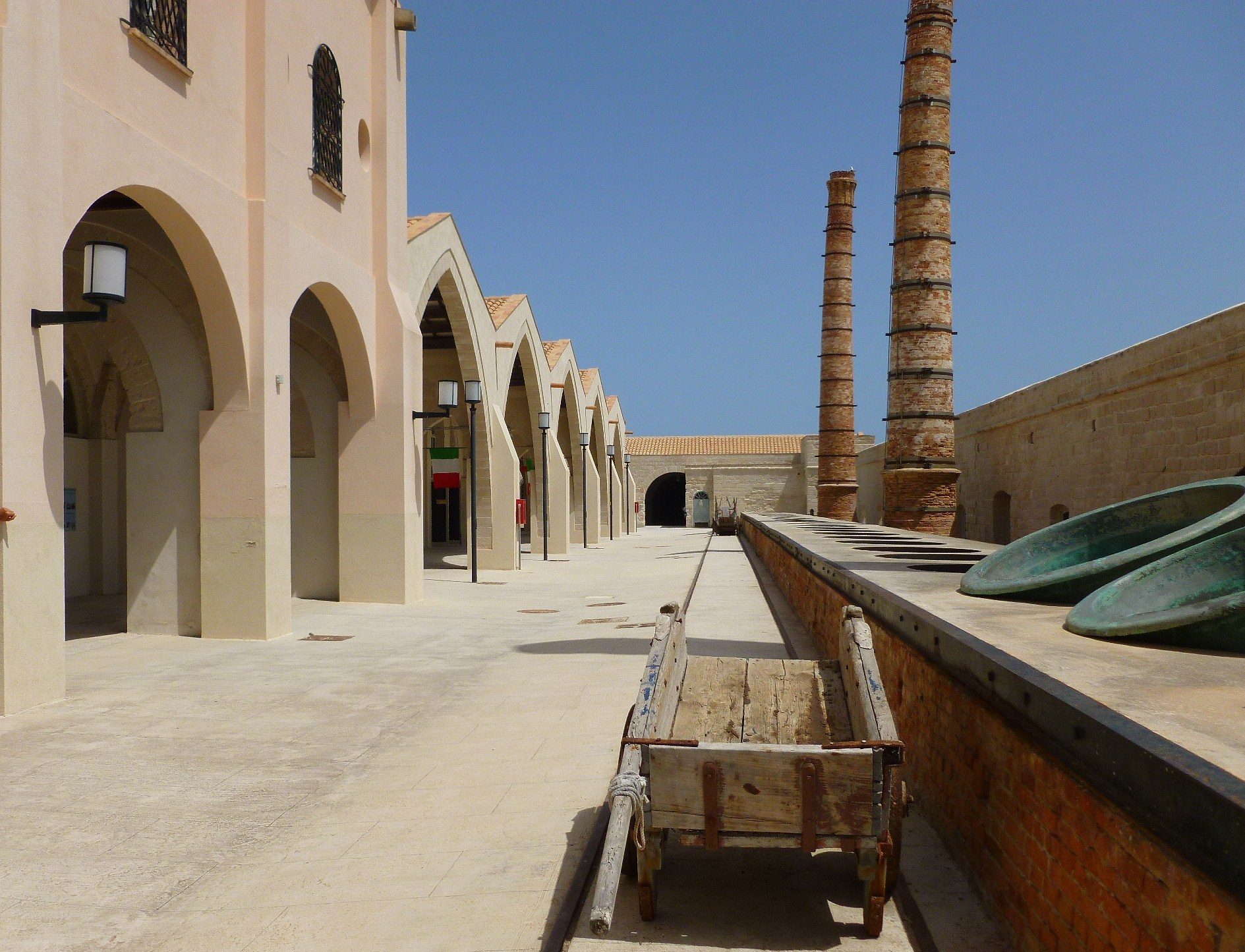
Tonnara de Favignana.

Dans le royaume des Deux-Siciles, comme dans la plupart des autres royaumes italiens préunitaires, l'agriculture constitue le principal secteur d'activité. Les conditions géographiques et climatiques favorisent la production de blé, d'orge, d'avoine, de pomme de terre, de légumineuses et d'huile d'olive. La culture des agrumes et d'autres plantes emblématiques des milieux méditerranéens tels que les oliviers, la vigne, les figuiers, les cerisiers, les châtaigniers communs, les noisetiers, les noyers et les amandiers occupe également une place importante. Parmi les zones les plus mises à profit pour l'arboriculture se trouvent les campagnes entourant le Vésuve qui sont particulièrement fertiles grâce à la présence de cendres dans les sols. Les élevages qui prévalent dans les Deux-Siciles sont les élevages ovins (pour la production de laine), chevalin et porcin,.
La pêche est une activité traditionnelle diffuse sur tout le littoral du royaume. 

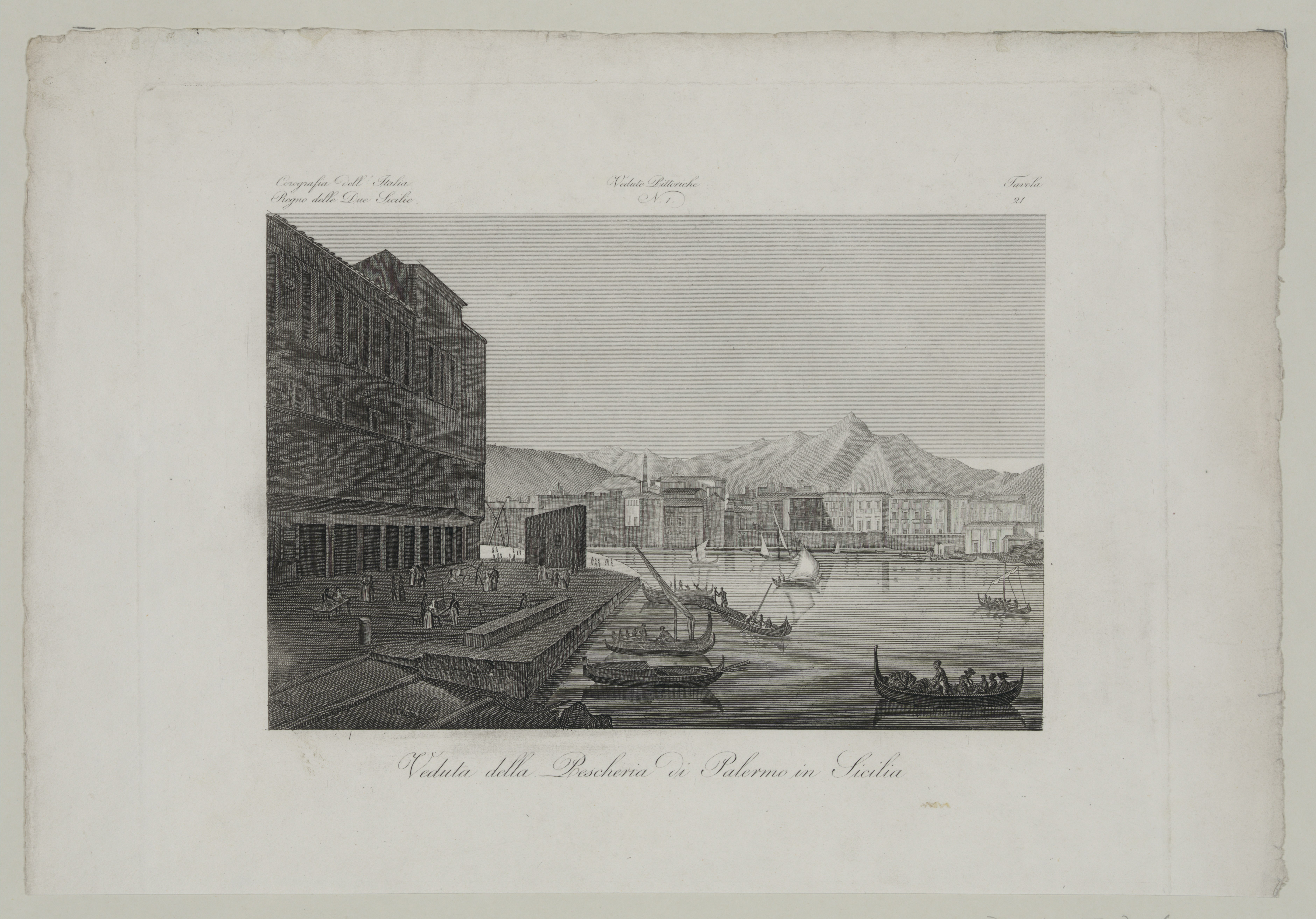
Marché aux poissons de Palerme, 1765-1780

La pêche adopte un caractère industriel surtout grâce à l'entrepreneur Vincenzo Florio, très actif en Sicile dans divers domaines comprenant également l'industrie chimique, la sidérurgie, le textile et les transports maritimes. Il construit ainsi des madragues, filet fixe de pêche au thon, et des établissements pour la transformation alimentaire et la conservation du poisson. Il achète ainsi toute l'île de Favignana et y fait bâtir une tonnara, nom local de la madrague.
Les régions majoritairement consacrées à l'agriculture sont les plaines de Campanie et des Pouilles. Dans les terres fertiles de Campanie est surtout pratiquée une culture intensive, en particulier d'arbres fruitiers, de tabac ou de plantes destinées à l'industrie textile comme le chanvre, le lin et le mûrier. Les plaines et les collines rocheuses des Pouilles, principalement possédées par de grands propriétaires terriens comme les Pavoncelli di Cerignola, dont est issu le ministre Giuseppe Pavoncelli (1836-1910), servent au contraire à la production d'huile d'olive ou des diverses céréales vendues par la suite à la Bourse de Naples ou dans les grands marchés d'Europe occidentale. Les vins, principalement produits en Sicile comme le Marsala, alimentent un commerce important avec le Royaume-Uni et les États-Unis d'Amérique,.

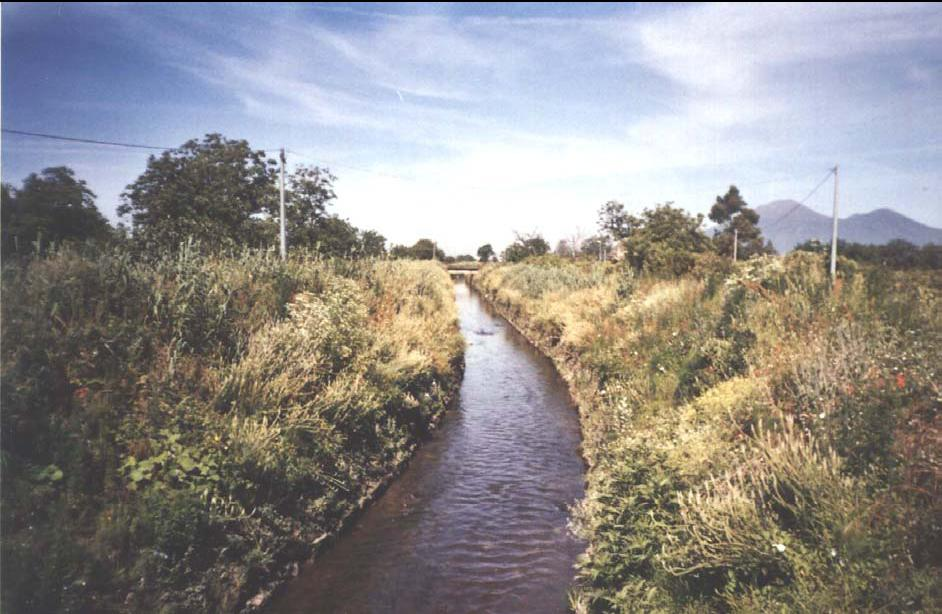
Canal Alveo Nocerino.

Pour agrandir la superficie agricole cultivable, des travaux de mise en valeur des terres sont entrepris, particulièrement sur d'anciennes zones marécageuses comme dans le Vallo di Diano, dans le Tavoliere delle Puglie et dans le Fucin. L'ingénieur et marquis Carlo Afan de Rivera s'occupa du reboisement des zones rocailleuses et de la mise en valeur pour l'agriculture des zones marécageuses à travers les Deux-Siciles, ainsi que de la construction de routes et des structures portuaires. Des dispositions analogues dans le domaine hydraulique sont prises pour régler les problèmes liés à la sécheresse, avec par exemple la construction de canaux artificiels comme l'Alveo Nocerino. Des colonies agricoles naissent également sur la volonté du roi, dont la plus connue est la reggia di Carditello, dans la commune de San Tammaro, qui sert aussi de centre d'études expérimentales pour des cultures et des productions innovantes. Un autre exemple de colonie agricole est celle de Battipaglia, construite en 1858 pour accueillir les habitants qui ont perdu leur maison lors du tremblement de terre de Melfi, où les ouvriers et paysans sont employés pour cultiver les anciens marais de la plaine d'Eboli.
Dans la plupart des régions insulaires du royaume et en conséquence de l'industrialisation de l'agriculture, une nouvelle classe sociale de bourgeois qui ont fait fortune dans le domaine agricole apparaît. Elle se substitue peu à peu à l'ancienne classe des grands propriétaires terriens d'origine noble. Ainsi la famille Barracco, en une cinquantaine d'années, s'élève au rang des familles possédant le plus de terres de Calabre jusqu'à devenir la plus riche propriétaire du royaume des Deux-Siciles. Une partie de cette classe bourgeoise d'origine aussi bien paysanne qu'industrielle qui se forme dans la première moitié du XIXe siècle devient la base des mouvements libéraux qui agitent le pays. La bourgeoisie méridionale, forte de la position économique à laquelle elle s'est élevée, soutient de nombreuses réformes et accède à des postes de pouvoir dans le gouvernement des Deux-Siciles. Les désirs de cette caste s'opposent pourtant à la politique réactionnaire menée par le roi Ferdinand II. De cette manière, cette bourgeoisie moyenne née grâce à la politique économique des Bourbons devient, après la révolution de 1848, la classe sociale la plus hostile à la dynastie régnante et forme le noyau des mouvements constitutionnels qui mène à l'unification de l'Italie en 1860.
Cependant, la méthode de culture dans le royaume des Deux-Siciles est dans la plupart des cas basée sur un système féodal : de grands latifundiums sont cultivés par des ouvriers agricoles nommés braccianti. Les aristocrates ou la bourgeoisie campagnarde qui les possèdent vivent souvent loin de leurs possessions et trouvent dégradant de s'occuper de leur gestion. En conséquence, ils ont peu d'intérêt à investir dans de meilleures techniques productives qui pourraient améliorer le rendement et les paysans sans terre qui travaillent dans leurs latifundiums vivent alors dans des conditions précaires proches de la pauvreté.

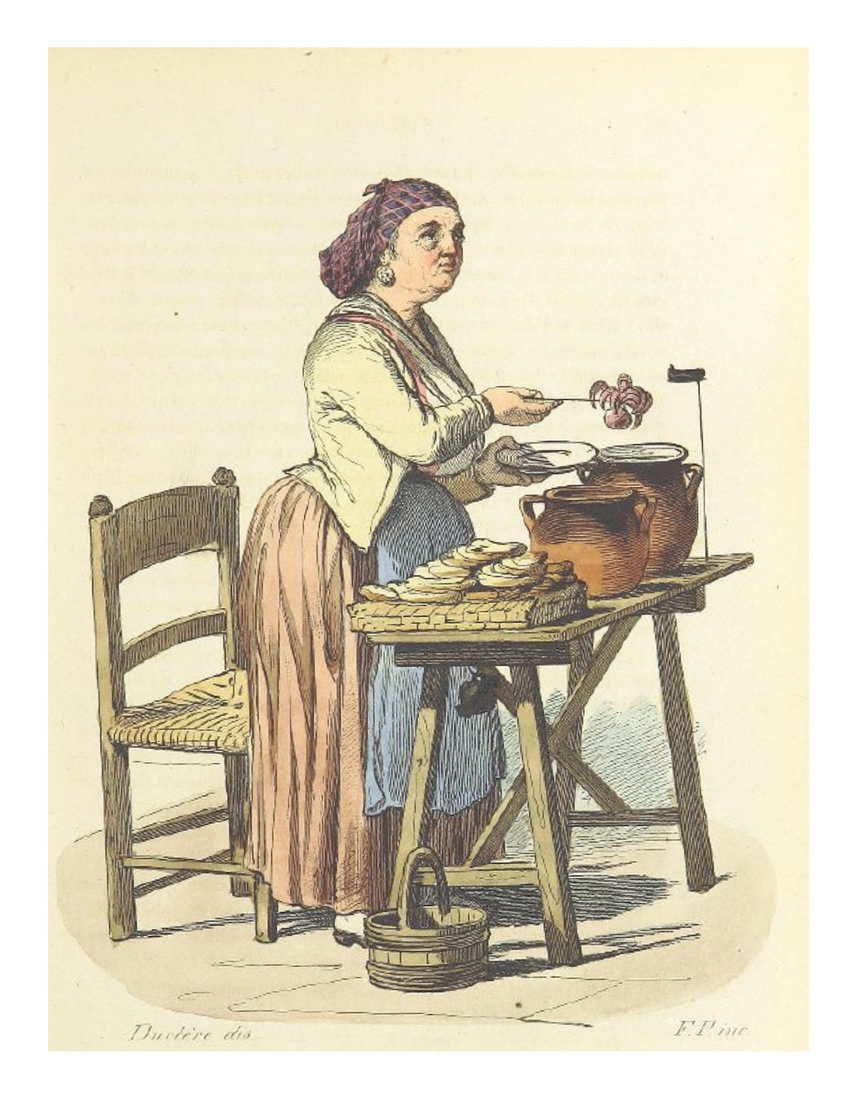
Vendeuse de poulpes.
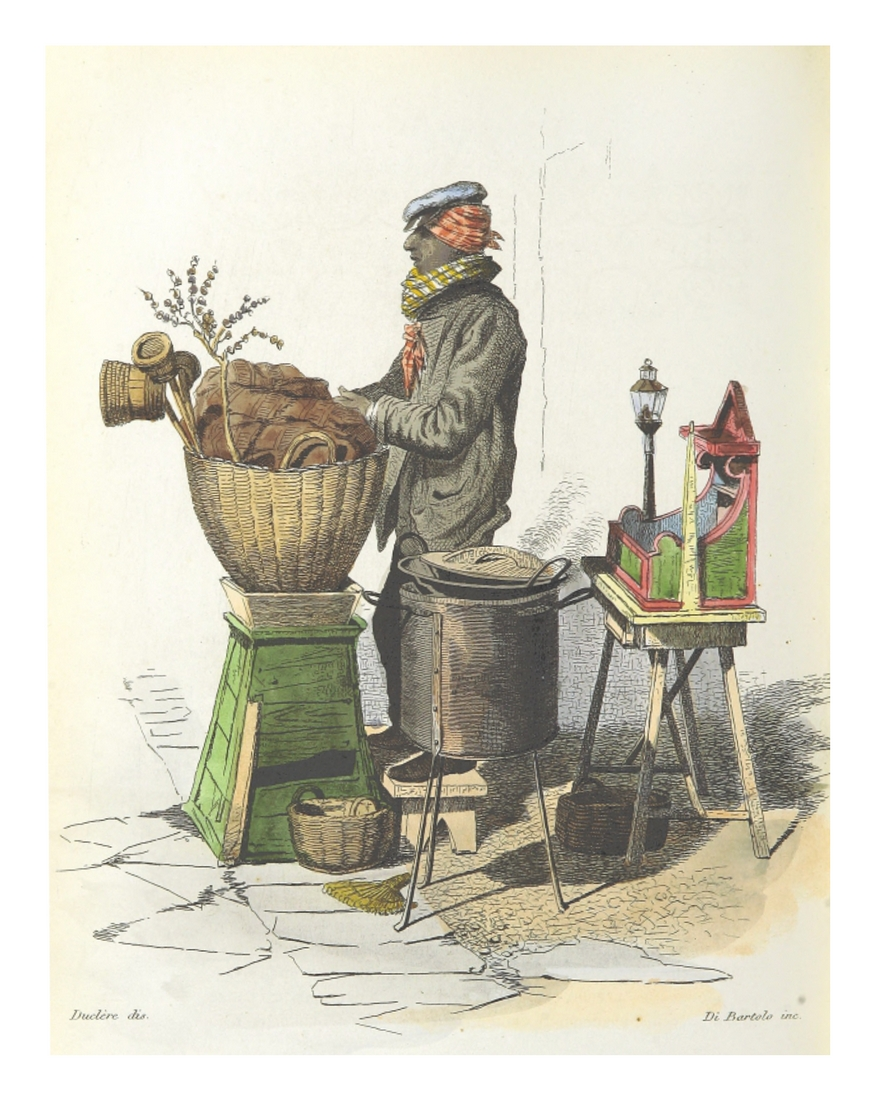
Vendeurs de châtaignes.
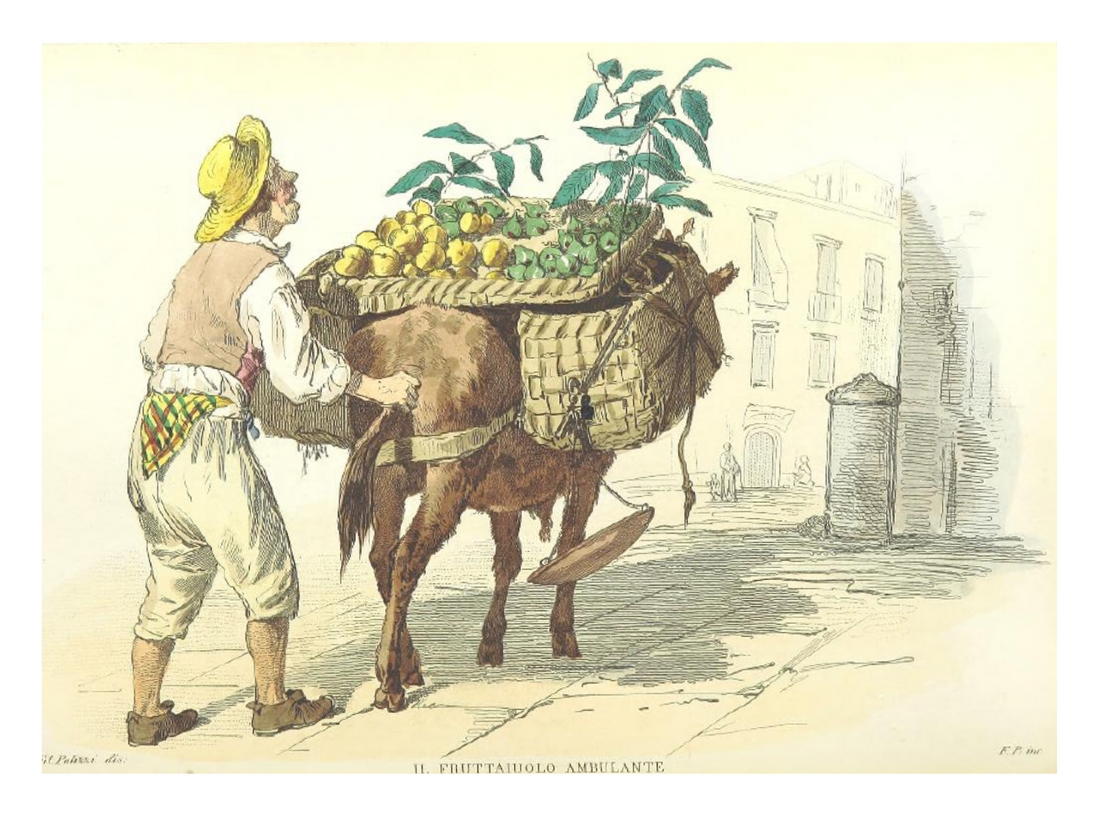
Marchand de fruits ambulant.
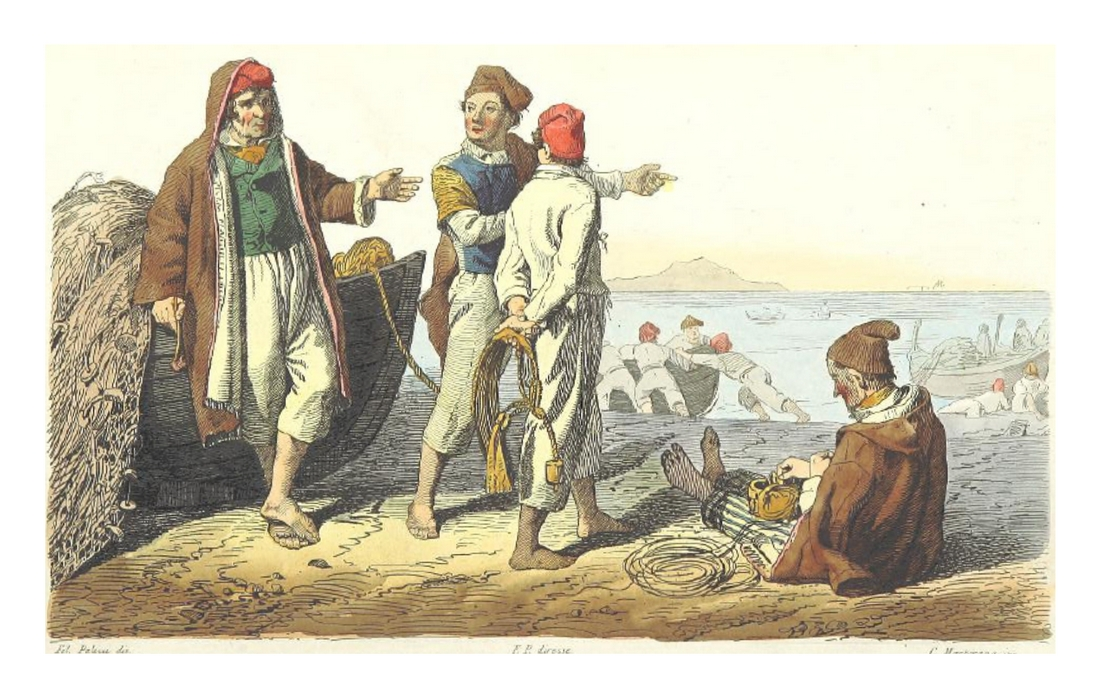
Pêcheurs.
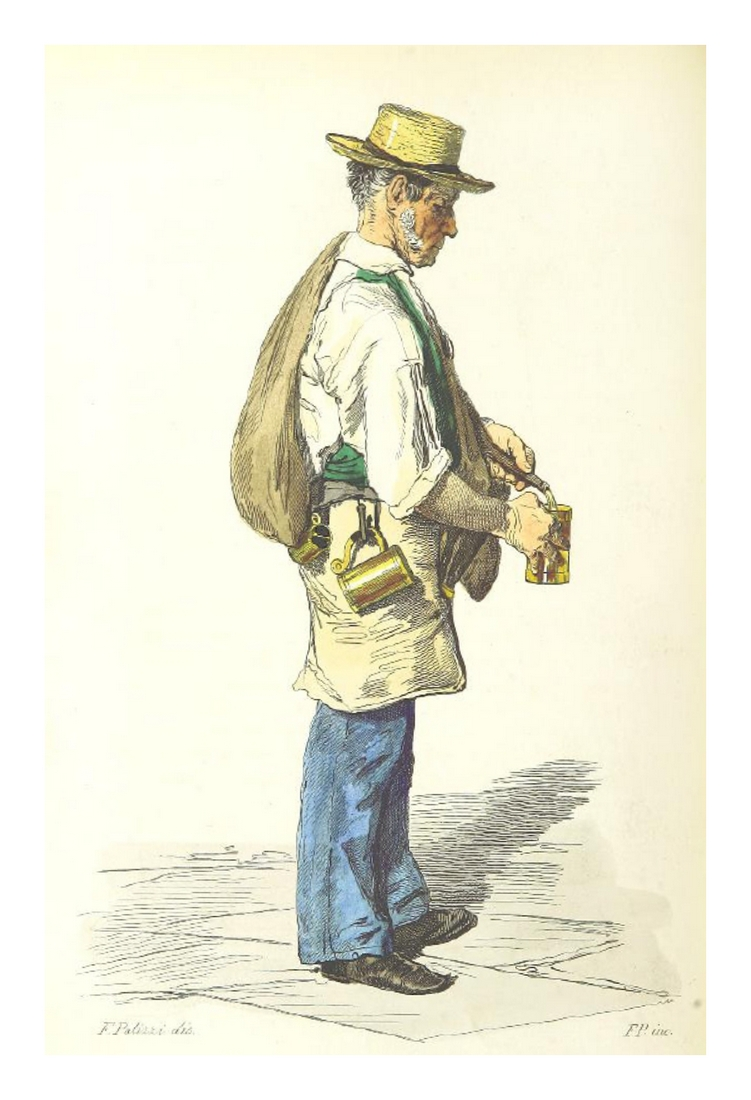
Vendeur d'huile d'olive.
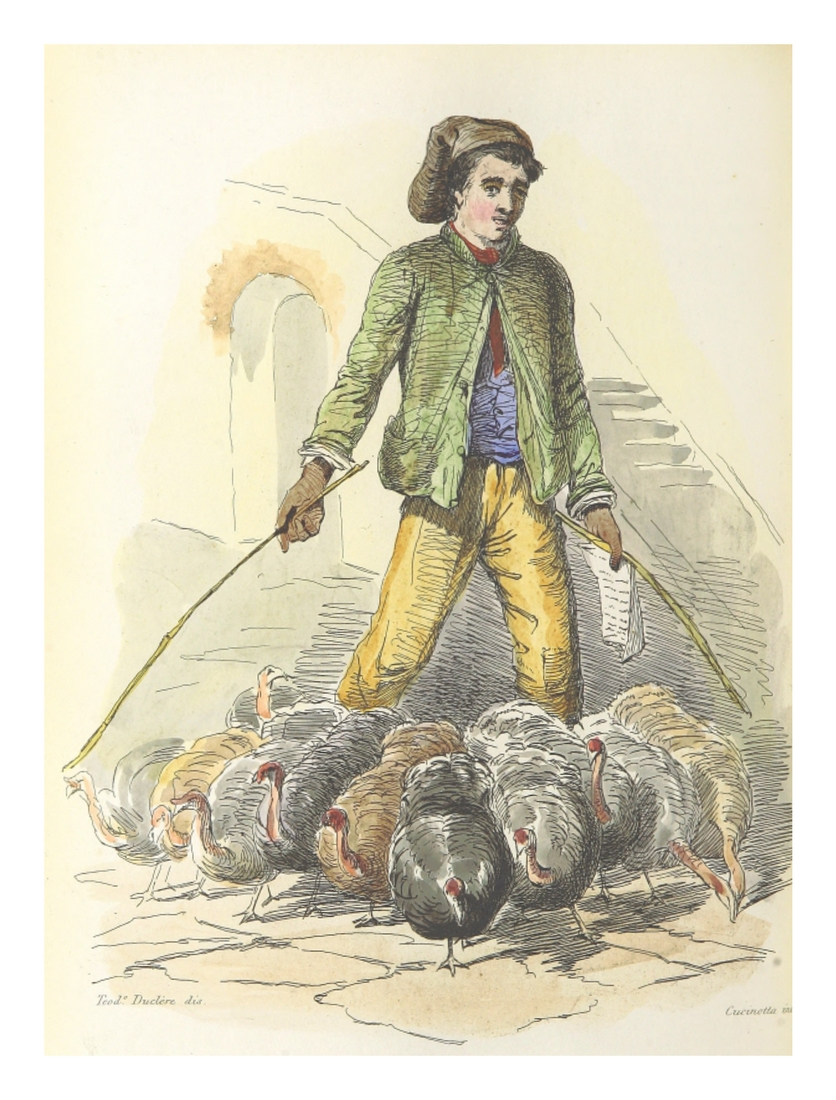
Marchand de volailles.

### Dépenses sociales et hygiène publique
La situation de l'époque en termes de dépenses sociales et d'hygiène publique est principalement connue aujourd'hui grâce aux écrits de l'historien et journaliste Raffaele De Cesare. On sait ainsi que les conditions d’hygiène publique dans les régions du royaume des Deux-Siciles sont très médiocres et tout particulièrement dans les régions centrales et rurales. La majeure partie des petites communes ne disposent pas d'égouts et ont un faible approvisionnement en eau à cause du manque d'investissements publics pour la construction de canalisations, ce qui fait également que la plupart des maisons privées ne possèdent pas de toilettes. Les routes pavées sont rares, à part dans la région autour de Naples ou sur les principaux axes routiers du pays, et elles sont souvent inondées et comportent de nombreux nids-de-poule.
De plus, la plupart des habitants ruraux vivent souvent dans des petits bourgs anciens qui, à cause du manque de dépenses sociales, deviennent insalubres, permettant ainsi à de nombreuses maladies infectieuses de s'y répandre rapidement. Alors que l'administration communale possède peu de moyens économiques pour remédier à la situation, les gentilshommes font souvent paver des pans de rues entiers devant l'entrée de leur demeure.
Pendant son long règne, le roi Ferdinand II visite à de nombreuses reprises les parties reculées et rurales de son royaume, mais il ne se préoccupe pas du manque d'hygiène et des conditions socialement misérables de ses sujets les plus pauvres. Il préfère donc construire des églises et des couvents en pensant ainsi obtenir le soutien de la population très croyante, plutôt que de lever des fonds pour améliorer la qualité de vie des habitants ruraux. Pourtant, en fin de vie, il décide de faire construire des cimetières dans la plupart des régions du royaume dans un but d'assainissement des lieux de sépultures où se développaient des maladies. Cette mesure a finalement une importance mineure, car les nobles et les bourgeois continuent à être enterrés dans les églises tandis que les pauvres ne pouvant pas s'acheter d'emplacement pour une tombe sont ensevelis dans des fosses communes.

### Industrie et entrepreneuriat

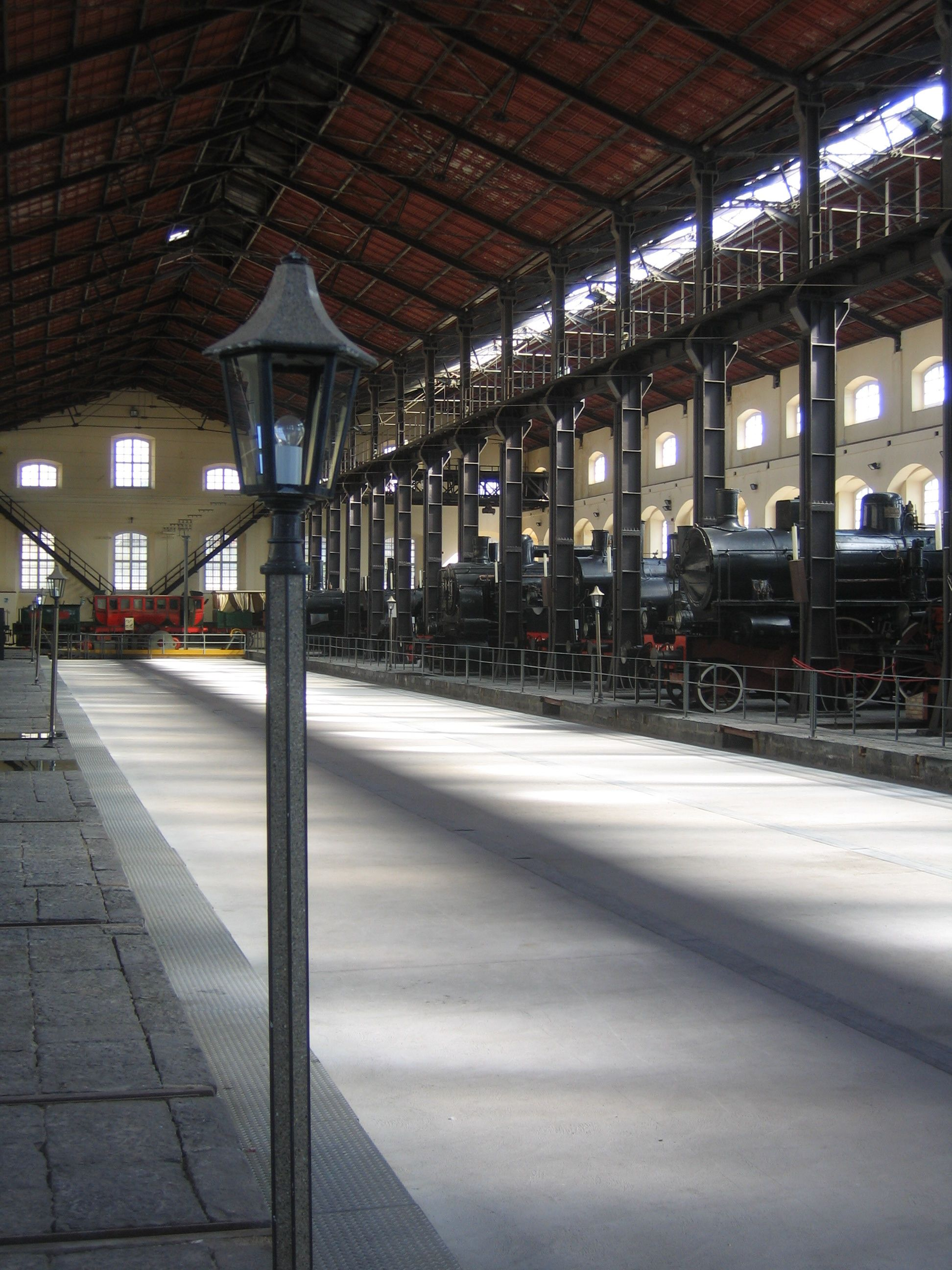
Intérieur de l'Usine royale de Pietrarsa.

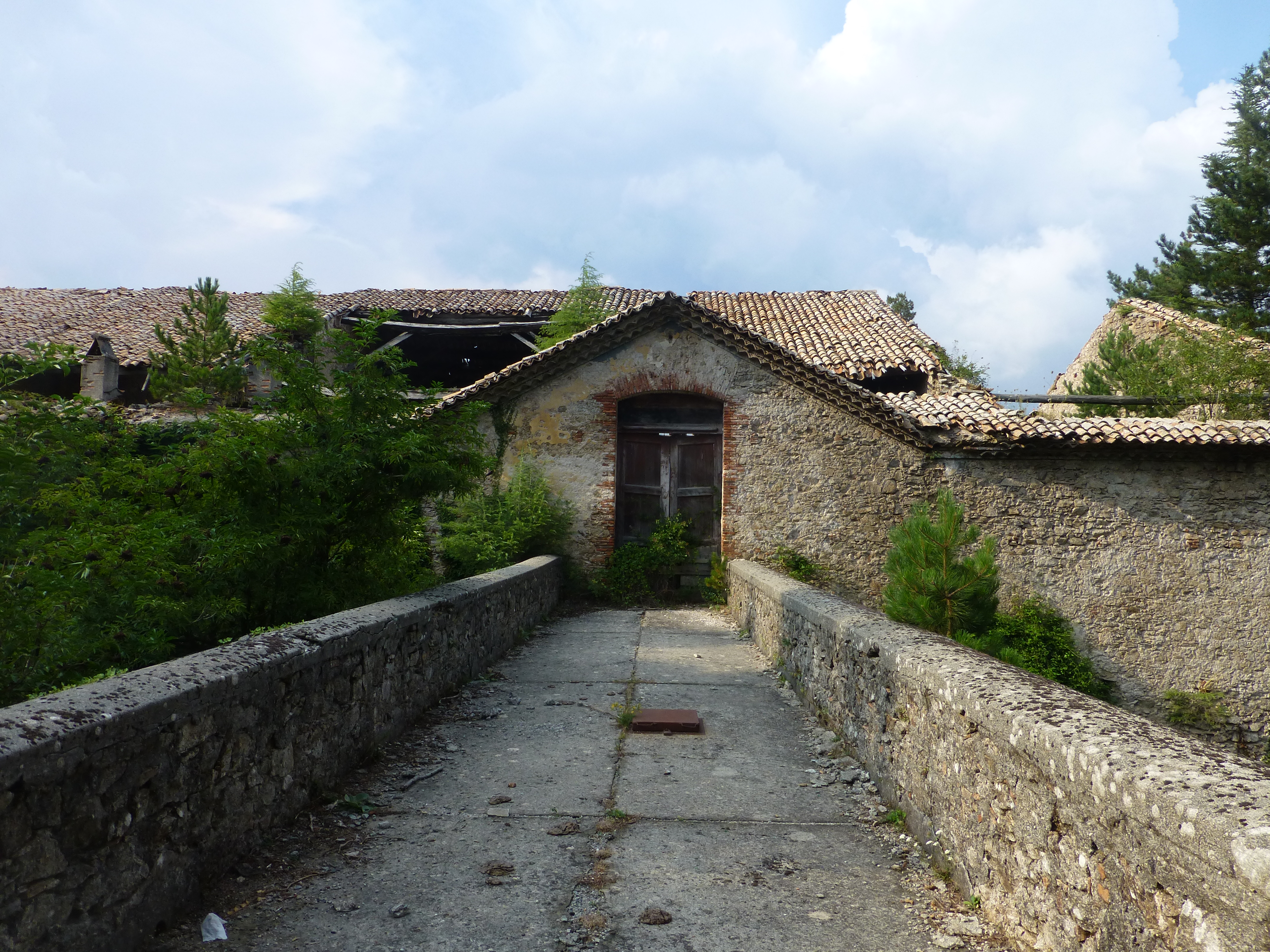
Entrée de la Fonderie Ferdinandea.

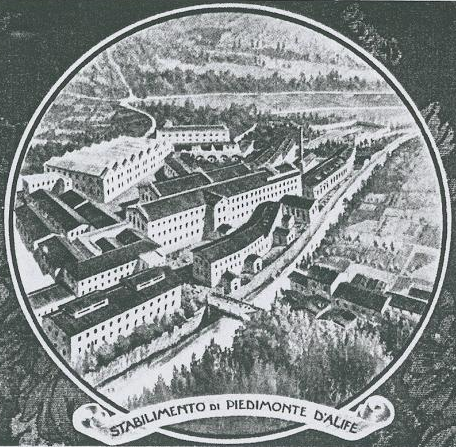
Usine textile de Piedimonte d'Alife.

Le secteur industriel, bien qu'occupant une part moins importante dans l'économie des Deux-Siciles que le secteur agricole, constitue une voie de développement non négligeable et est à ce titre soutenu par le gouvernement des Bourbons par de nombreuses politiques visant à encourager l’afflux de capitaux étrangers dans les entreprises du royaume. Après les premières tentatives d'industrialisation réalisées durant la période napoléonienne, la dynastie bourbonienne lance une politique d'indépendance économique qui inaugure le début d'une stratégie industrielle qui, bien que limitée (elle n'arriva pas à satisfaire complètement les besoins de l'État), est à l'origine des premières usines modernes de la péninsule. Cela contribue à la mutation des classes sociales du Mezzogiorno avec l'apparition de nouvelles familles enrichies qui prennent une place de premier plan sur le plan politique, certaines réussissant à se faire anoblir,.
La zone autour de Naples est la région la plus industrialisée du royaume. Parmi les activités les plus importantes de l'aire urbaine napolitaine, on retrouve le tannage (dans le but de produire des gants et des chaussures), la production de vaisselles, de meubles, de métaux pour la construction, d'instruments de musique, la cristallerie (la célèbre fabrique du Pausilippe) ainsi que les distilleries. L'industrie papetière et l'industrie textile sont également très présentes. Les progrès dans le domaine textile sont notamment remarqués par la Royal Statistical Society de Londres pour laquelle le consul britannique Gallwey rédige en octobre 1841 un rapport sur l'efficacité des usines textiles du littoral napolitain.
La sidérurgie et la métallurgie forment une branche de l'industrie des Deux-Siciles importante avec de nombreuses usines dans les zones de Mercato et de Pietrarsa. Parmi les usines appartenant à l'État, les plus connues et les plus productives sont l'Usine royale de Pietrarsa qui produit des locomotives et du matériel ferroviaire, la Fonderie royale de Castelnuovo, la Fabrique d'armes royale et le chantier naval de Naples, ainsi que l'Usine des Granili (usine métallurgique et ferroviaire construite par Ferdinando Fuga). L'usine de Pietrarsa demeure la plus importante par sa taille dans le domaine industriel avec ses 34 000 m2 consacrés à la production mécanique. L'édifice accueille aussi une école pour les conducteurs de trains ou de navires grâce à laquelle le royaume peut faire disparaître en peu de temps la majorité de conducteurs d'origine britannique qui occupaient auparavant ces postes, du fait de leur plus haute qualification que celle des locaux. C'est aussi à Pietrarsa que sont construits les premiers bateaux à roues à aubes d'Italie : le Tasso et la Fieramosca. Parmi les usines uniquement métallurgiques, on compte les usines navales Pattison (qui appartiennent à la société britannique Guppy), ainsi que la fabrique Zino & Henry. À proximité de Naples se trouve également le chantier naval de Castellammare di Stabia qui emploie près de 1 800 ouvriers.
Avec le développement économique du royaume en dehors des grands centres comme Naples, Palerme et Bari, des complexes industriels commencent à naître à travers le pays.
En Calabre ultérieure sont présents la Fonderie Ferdinandea (inaugurée en 1841) et le Pôle sidérurgique de Mongiana (existant depuis 1770), dans lesquels le fer extrait des nombreuses mines de la région, surtout celles de Pazzano et Bivongi, est transformé pour divers usages nationaux (l'exportation est déconseillée par l'État). Mongiana accueille aussi dès 1852 une fabrique d'armes destinées à l'Armée royale des Deux-Siciles, bien que les principales usines d'armes blanches ou à feu se trouvent à Naples et à Torre Annunziata où l'acier provenant de Calabre est transformé dans la Fabrique royale d'armes de Torre Annunziata.
En Sicile, le développement est plus lent et il faut attendre 1832 avec le sénateur et entrepreneur Vincenzo Florio qui commence à construire des complexes industriels dans les domaines de la sidérurgie, du transport maritime, de la conservation du vin et du poisson. Dans les zones d'Enna, Caltanissetta et Agrigente est présente depuis plusieurs siècles une industrie minière basée sur l'extraction du soufre sicilien, qui représente à l'époque 80 % de la production mondiale et qui est utilisé pour la production de poudre à canon ou d'acide sulfurique. Le sel gemme est extrait de mines siciliennes.
Dans la région autour de Salerne, en Campanie, se développe un pôle d'industrie textile, géré par des entrepreneurs faisant partie de l'importante communauté d'origine suisse (première communauté étrangère des Deux-Siciles par sa population) : ainsi les sociétés Von Willer, Meyer & Zottingen, Zublin & Co., Schlaepfer, Wenner & Co. et Escher & Co. dirigées par des patrons helvétiques mais basées en Italie du Sud. Ces usines textiles, pour la plupart mécanisées, ont à l'époque une production supérieure à celle des usines piémontaises du district de Biella (qui devient plus tard le principal pôle textile du royaume d'Italie). La plus ancienne zone d'implantation de la communauté helvétique dans la partie péninsulaire du pays se trouve à Piedimonte d'Alife et remonte à la fondation des usines textiles Egg. Parmi les premiers Suisses du royaume à posséder des entreprises dans le domaine du tissu figurent la future famille de banquier des Meuricoffre ainsi que Giovanni Giacomo Egg.
Comme l'ont montré les données de la Banque d'Italie, en 1871, le taux d'industrialisation de certains endroits (Naples, Palerme...) du royaume des Deux-Sicile avoisinait voire dépassait celui du fameux triangle industriel du Nord-Ouest.

## Transports, infrastructures et communications

### Réseau ferroviaire

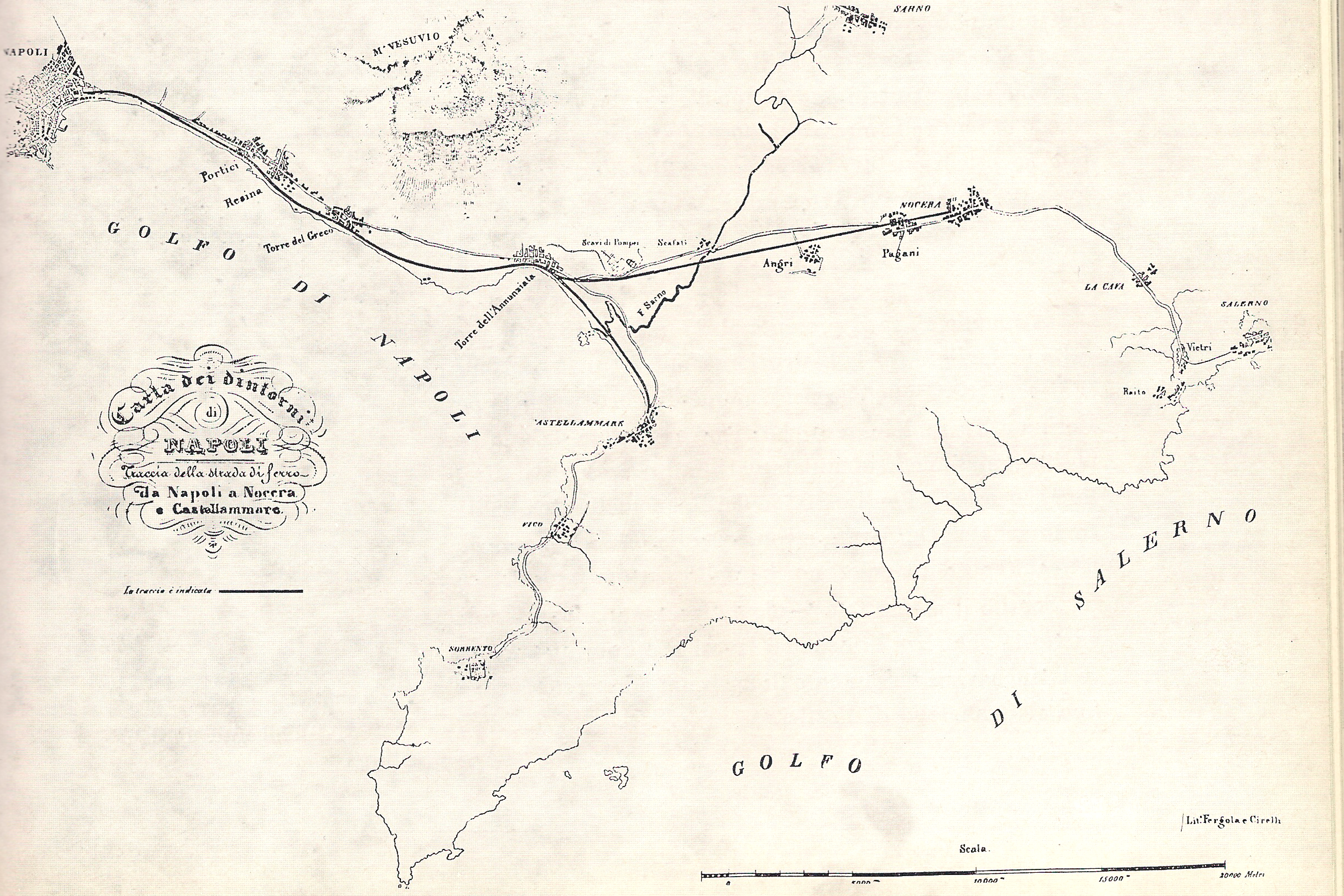
Plan de la ligne entre Naples et Nocera Inferiore.

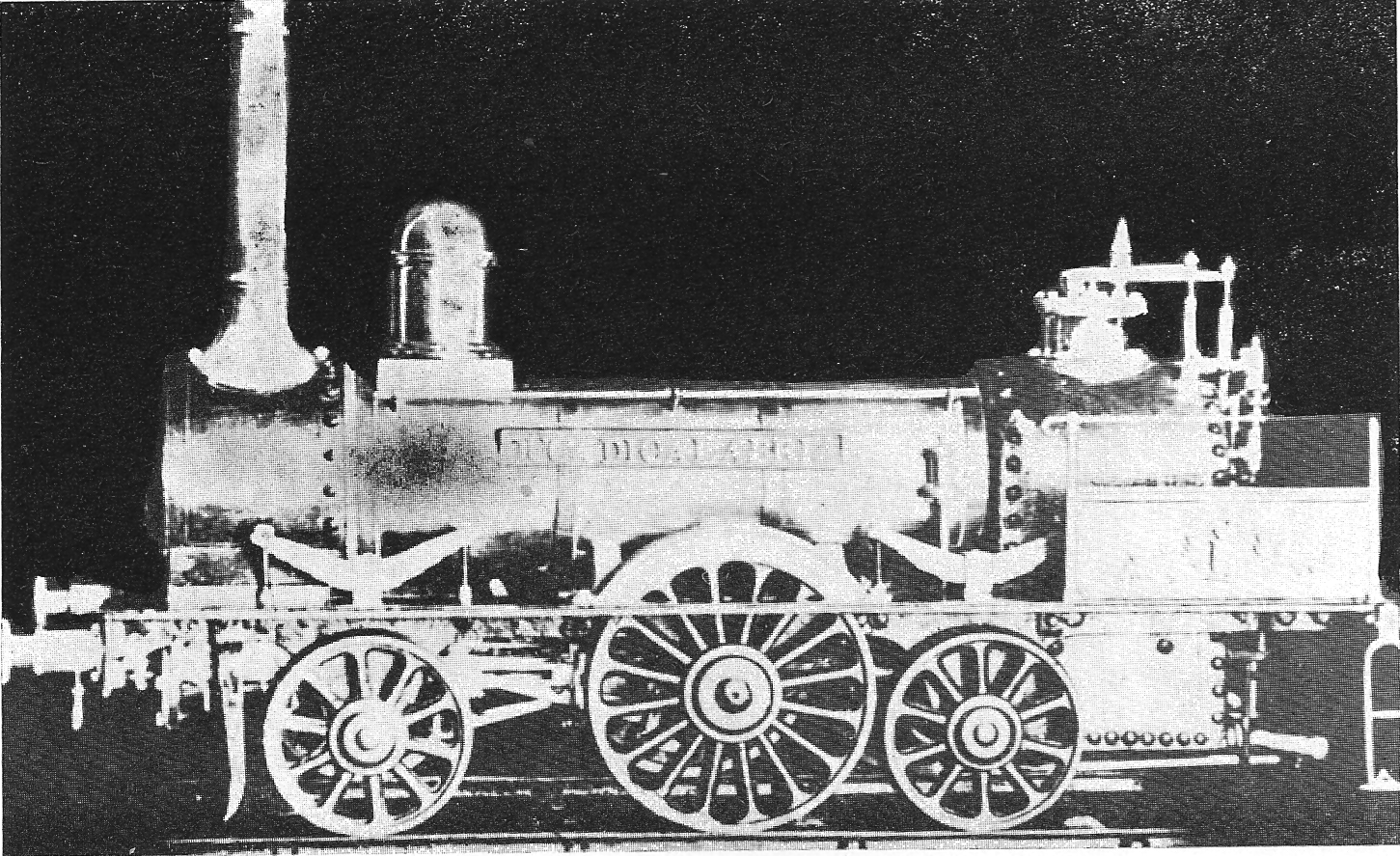
La locomotive Duca di Calabria.

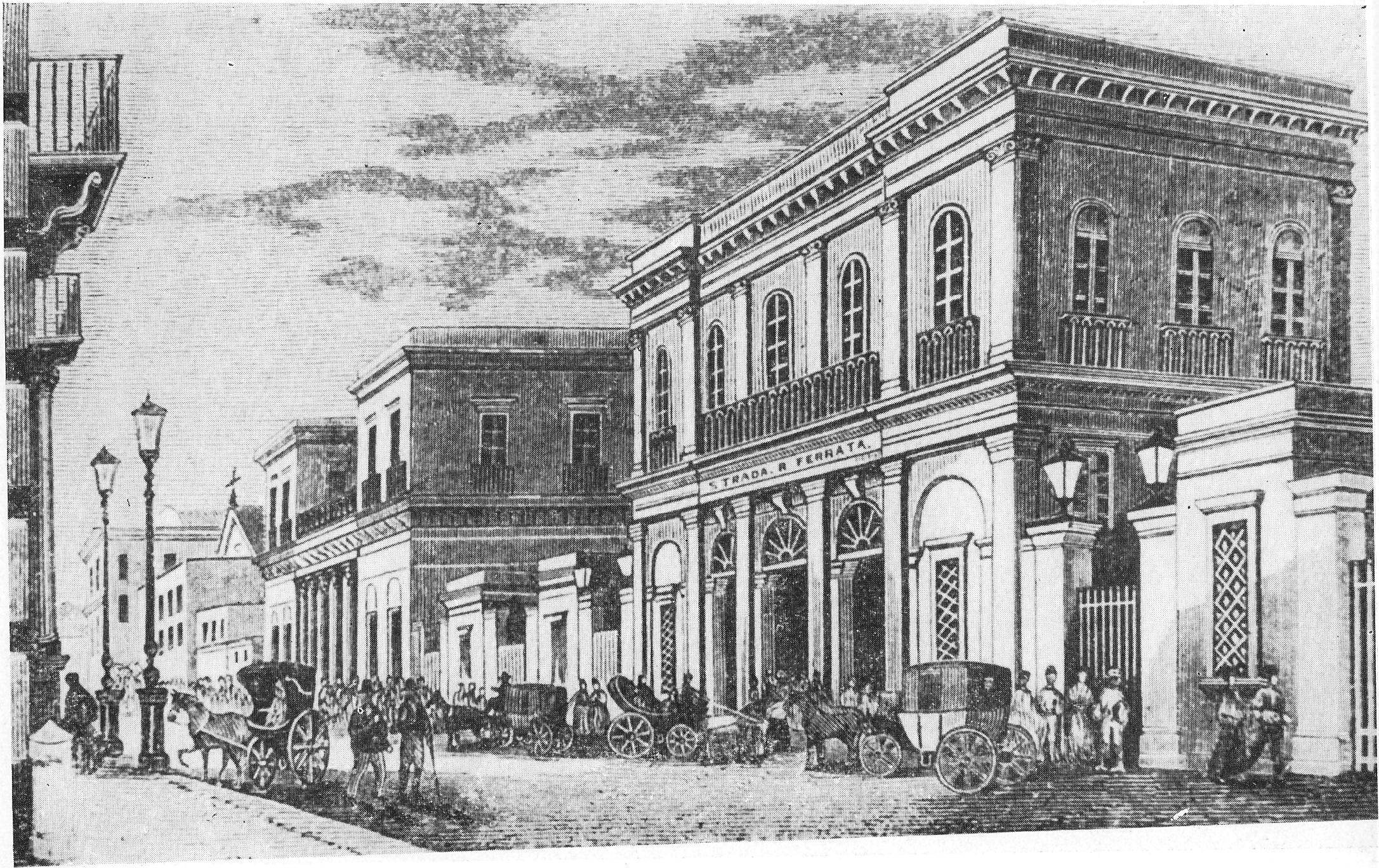
Les deux stations ferroviaires de Naples, celle de la Bayard et celle de la Regia.

Au début du XIXe siècle, de nombreux techniciens ferroviaires s'intéressent à la situation de la partie péninsulaire des Deux-Siciles et parmi ceux-ci on trouve l'ingénieur français Armand Bayard de la Vingtrie qui est le premier à imaginer la construction d'un chemin de fer entre la ville de Naples et les trois provinces des Pouilles, les trois de la Calabre et celles de la Basilicate.
Le 19 juin 1836, le roi Ferdinand II accepte officiellement la proposition de Paul-Armand Bayard en lui donnant une concession pour la construction d'un chemin de fer qui devait relier Naples à Castellammare di Stabia et à Nocera Inferiore avec la « faculté de prolonger la ligne jusqu'à Salerne et Avellino ». Pour indemniser l'ingénieur français, le gouvernement des Bourbons lui concède pour 80 ans le droit de retirer les sommes qu'il désire pour le chantier directement dans les caisses de l'État. Le 27 mars 1838, il présente donc son projet exact, approuvé immédiatement par le roi, pour la construction de la ligne de chemin de fer Naples - Portici. Le 3 octobre 1839, Ferdinand II inaugure le chemin de fer de 7,25 km qui devient ainsi la première ligne de chemin de fer de la péninsule italienne. Rien que le premier mois après sa mise en service, elle est empruntée par près de 60 000 personnes. La Duca di Calabria, construite en 1847 dans les fabriques de la station de Naples d'après les plans du machiniste Coppola, est la première locomotive complètement italienne.
Le nombre d'utilisateurs de la ligne Naples-Portici ne cessant de croître, le gouvernement décide d'agrandir immédiatement le réseau ferroviaire aux communes voisines qui représentent alors une population de presque un million d'habitants. Le 6 novembre 1840, la fabrique royale de Pietrarsa est créée, son but étant de produire pour le compte de l'État le plus possible de rails, de locomotives et d'outils nécessaires à la construction d'un chemin de fer. Le 1er mai 1841, l'unique ligne du royaume est étendue jusqu'à Torre del Greco, puis le 1er août 1842, jusqu'à Torre Annunziata et Castellammare di Stabia. Enfin, le 18 mai 1844, sont inaugurées de nouvelles lignes partant de Torre Annunziata et rejoignant Pompei, Scafati, Angri, Pagani et Nocera Inferiore. En 1845, l'ingénieur Paul-Armand Bayard présente au roi un projet de prolongement de la ligne depuis Nocera Inferiore jusqu'à la ville de Salerne, qui est alors la capitale de la province de la Principauté citérieure. Le souverain accepte, mais le chantier se révèle difficile, car la ligne doit traverser des zones montagneuses. De plus, un contentieux entre la société de Bayard et une société française, désirant s'emparer du monopole de la construction des voies ferrées dans les Deux-Siciles, apparaît mais il est rapidement réglé en 1853. Lors de l'unification de la péninsule italienne en 1861, la ligne Bayard s'étend jusqu'à Vietri sul Mare, village de la côte amalfitaine. Si le royaume n'avait pas été annexé, le projet prévoyait de l'étendre jusqu'à Salerne puis Eboli.
Parallèlement à l’allongement de la ligne Naples-Portici, l'État fait construire une seconde ligne de chemin de fer, cette fois-ci totalement à ses frais, entre Naples, Cancello et Caserta. Elle est inaugurée le 11 juin 1843 puis elle est prolongée jusqu'à Capoue le 25 mai 1844 en desservant ainsi la plupart des grandes villes de Campanie. Cette ligne est nommée la Regia, car financée intégralement par l'État, alors que la seconde est nommée la Bayard du nom de son architecte. Le 3 juin 1846, une bifurcation partant de Cancello pour la ville de Nola est mise en service. Elle sera prolongée en 1856 jusqu'à Sarno.
Au début des années 1850, commence à naître un projet visant à créer une ligne de chemin de fer qui traverserait la chaîne des Apennins pour relier la capitale à la partie orientale du royaume et ainsi aux régions le long de la mer Adriatique et de la mer Ionienne. En 1855, le roi Ferdinand II charge le baron Panfilo De Riseis de construire une voie ferrée depuis Naples jusqu'au fleuve Tronto qui représente alors la frontière entre les Deux-Siciles et l'État pontifical. Le chantier aurait dû s'étendre sur 10 ans et permettre de relier les villes d'Aversa, de Piedimonte Matese, d'Isernia, de Ceprano, de Castel di Sangro, de Lanciano, d'Ortona, de Popoli et de Pescara. En 1861, lors de l'unification italienne, la ligne s'étend jusqu'à Ceprano, à la limite de l’État pontifical en direction du nord.
En 1855, l'ingénieur Emmanuele Melisurgo obtient une concession royale pour la construction de la Voie Ferrée des Pouilles qui devait relier Naples à Brindisi. À cause de contretemps dus à une société britannique, le chantier ne débute qu'en 1857 avec des travaux en Campanie (entre Sarno et Avellino) et dans les Pouilles (entre Foggia et Barletta). Le premier pan bâti est celui entre Sarno et Mercato San Severino, inauguré en 1858. La ligne aurait ensuite dû s'étendre depuis Mercato San Severino jusqu'à Avellino, la vallée du Sabato, Orsara di Puglia, Troia et Foggia. Depuis cette ville, le projet prévoyait de continuer vers le sud en direction de Cerignola, Canosa di Puglia et Barletta d'où un tronçon séparé partirait vers Trani, Molfetta, Bitonto, Bari (la capitale des Pouilles), Conversano et Brindisi.

### Réseau routier

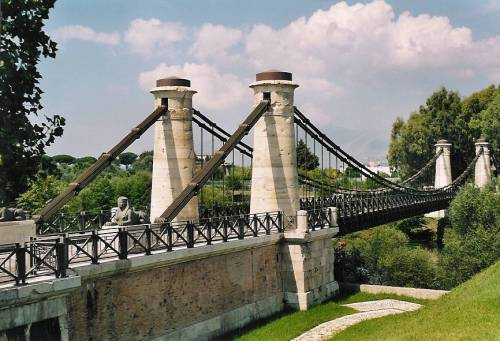
Le pont royal Ferdinando sur le Garigliano.

La plupart des principales routes du royaume des Deux-Siciles ont été bâties après 1734 en conséquence d'une politique de restructuration des œuvres publiques par le roi Charles III. Elles sont construites en suivant le tracé des anciennes voies romaines consulaires et en partant de Campanie (où se trouve la ville de Naples) vers les autres provinces du royaume (Pouilles, Basilicate, Abruzzes et Molise), mais également pour relier la capitale aux États pontificaux. Une des plus importantes routes pour son rôle économique est sans conteste la Route Royale des Pouilles, qui longeait la côte apulienne.
Avec le retour des Bourbons sur le trône après la période napoléonienne, de nouveaux projets d'aménagement sont lancés. C'est le cas de la Route de Calabre qui s'étend sur presque cent kilomètres. En raison des zones arides, instables et montagneuses qu'elle traverse, elle demanda une importante contribution économique du gouvernement ainsi que des efforts d'amélioration des techniques architecturales et de génie civil. Sous les règnes de Ferdinand Ier et François Ier, la direction des ponts et des routes est chargée de la construction de nouvelles voies terrestres pour relier les chefs-lieux des provinces du royaume ainsi que les frontières dans un but commercial.
Sous le règne de Ferdinand II sont réalisés de nombreux projets d'envergure. On dénombre ainsi les routes du Tirrena Inferiore, de l'Amalfitana, de la Sorrentina, de la Frentana, de l'Appula, de la Sannitica, de l'Aquilona et de la Ferdinandea Salentina. D'anciennes routes sont également modernisées avec la construction de plusieurs nouvelles sections routières le long des cinq principales routes du royaume : celles qui unissent la capitale aux Abruzzes, aux Pouilles, à la Basilicate, à la Calabre et à l’État pontifical. Ces voies de transports sont aussi dotées d'un service postal innovant qui fonctionne quotidiennement. En 1828, deux ans avant le début du règne de Ferdinand II, les Deux-Siciles comprennent près de 2 800 km de voies routières alors qu'en 1855, date de l'extension maximale du réseau routier, elles comprennent environ 8 500 km.
En 1832, le pont royal Ferdinando sur le fleuve Garigliano est inauguré. Il devient ainsi le premier pont suspendu à être construit en Italie, mais également un des premiers ponts suspendus d'Europe continentale, car le premier d'Europe en absolu est bâti en Grande-Bretagne en 1824. Il est un exemple de l'architecture industrielle des Deux-Siciles, qui d'un point de vue technologique, était à l'époque avancées pour son temps. Un second pont est construit en 1835, le pont Maria Cristina qui enjambe le Calore Irpino.
En 1851, Carlo Filangieri, lieutenant du roi en Sicile, décide de construire de nouvelles routes modernes dans la partie insulaire. Le projet est gigantesque et prévoit de bâtir 1 157 km de voies routières ainsi que huit ponts suspendus pour relier les grandes villes siciliennes entre elles. Toutefois, bien que Filangieri dispose des ressources et des moyens nécessaires, l'idée est rejetée par le gouvernement à cause des réserves émises par Giovanni Cassisi, ministre des Affaires siciliennes à Naples. Le lieutenant du roi en Sicile fait pourtant construire de sa propre initiative quelques routes comme celle qui relie aujourd'hui les villes de Palerme et Messine.
Malgré toutes ces politiques de construction, l'Italie du Sud reste majoritairement sous-développée sur le plan routier. Ainsi, lors de l'unification de l'Italie, elle ne comprenait que 14 000 km de routes alors que la Lombardie, d'une étendue quatre fois plus petite, en comptait 28 000 km.

#### Sûreté des routes et brigandage

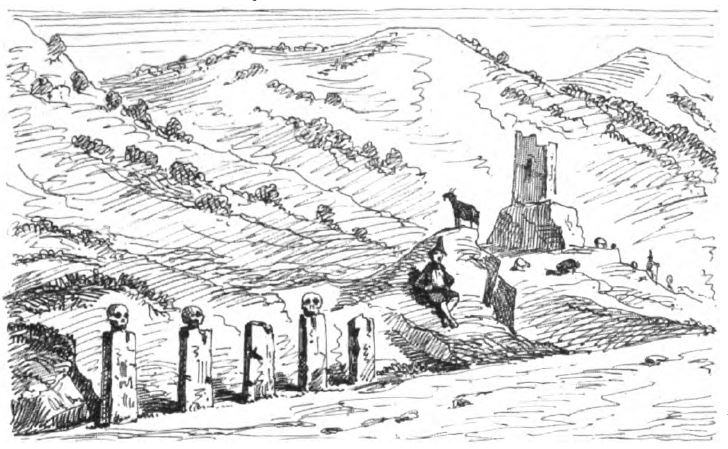
Crâne de brigands exposés dans la plaine de Morano Calabro en 1852.

Voyager le long des routes du royaume au XIXe siècle est assez dangereux. En effet, la sûreté des voies routières est mise en question par le brigandage et le banditisme, principalement dans la région autour de Bovino en Abruzzes (qui est par ailleurs appelée la « Vallée des Brigands »), dans le plateau de Cinquemiglia dans les Pouilles ainsi que dans les montagnes de la Sila et du Cilento à la frontière entre la Calabre et la Basilicate. Souvent lié directement aux propriétaires des tavernes qui dévalisent ainsi leurs hôtes, le nombre de brigands augmente aussi grâce au manque de surveillance des gendarmes qui sont la plupart du temps de connivence avec les malfrats. Il est donc conseillé à l'époque de voyager armé de fusils et à plusieurs.
Selon l'homme politique Francesco Saverio Nitti, le brigandage est ainsi un phénomène endémique et traditionnel, soutenu à tour de rôle par la population puis par la monarchie dans le but de servir ses propres intérêts. Parmi les bandes de brigands, une des plus célèbres est celle de Carmine Crocco, bien qu'elle n'ait agi que dans la période succédant à l'unification. Elles acquièrent une grande importance qui leur permet de dicter leurs lois et de dominer la majorité des campagnes de la partie péninsulaire.

### Poste et télégraphes

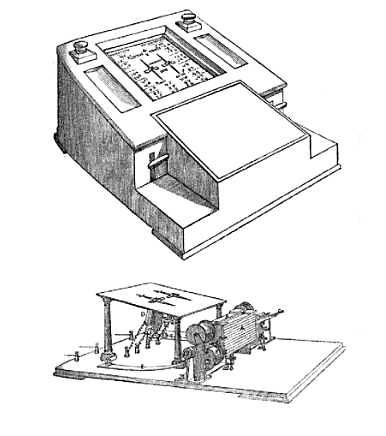
Le télégraphe Henley, utilisé dans les Deux-Siciles.

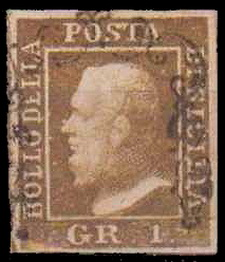
Timbre sicilien de 1859.

Au contraire de ce qu'il advint lors de la construction des chemins de fer à l'extérieur de la Campanie, le roi Ferdinand II est fortement favorable à la mise en place de lignes télégraphiques à travers son royaume. L'utilisation du télégraphe aérien de Chappe est attestée dans les Deux-Siciles depuis 1802. La première ligne napolitaine de télégraphe électrique n'est mise en fonction qu'en 1853 pour relier les villes de Naples et de Terracina en passant par Ariano Irpino et Salerne. Au début de l'année 1858, le roi fait rédiger un nouveau règlement relatif à l'installation et au service de télégraphes électromagnétiques, en adoptant ainsi les systèmes les plus modernes de l'époque, ceux de William Thomas Henley et de Samuel Morse. C'est également à cette époque que commence à se diffuser l'usage du télégraphe pour les personnes privées, avec la séparation du territoire du royaume en sept divisions télégraphiques, car il était auparavant réservé aux communications de l’État ou avec l'étranger. Une échelle tarifaire est aussi fixée. Ainsi, les communications de moins de 25 mots constituent le niveau le plus bas, viennent ensuite les communications de 25 à 50 mots, puis le prix augmente tous les 50 mots de plus. Ce système, qui ne tient pas compte de la position géographique du destinataire, est repris quelques décennies plus tard par le Service télégraphique du royaume d'Italie.
Le 25 janvier 1858 est inaugurée par le roi la première ligne électrique sous-marine entre Reggio de Calabre et Messine. Elle est mise à la disposition des personnes privées le 27 janvier. En 1859, de nouveaux câbles sous-marins sont mis en place entre la commune sicilienne de Modica et l'île de Malte ainsi qu'entre la ville apulienne d'Otrante et la ville albanaise de Vlora. De nombreuses autres stations et lignes télégraphiques, aussi bien terrestres que sous-marines, sont créées jusqu'à l'annexion des Deux-Siciles par le royaume d'Italie et de cette manière, en 1860, le pays comptait 86 stations et 2 874 kilomètres de lignes de télégraphe.
Les timbres postaux sont institués le 9 juillet 1857 par un décret royal. Ce décret impose d'affranchir les journaux ainsi que toute la correspondance en général, mais prévoit la faculté de faire payer le destinataire et non l'envoyeur. Sept types de timbres-poste sont créés : celui de moitié de grano, celui d'un grano, de deux, de cinq, de dix et de cinquante grano (en sachant que le prix de l'envoi d'une feuille de papier est d'environ un ou deux grano selon la destination de la lettre). La première diffusion de timbres postaux de la Poste napolitaine a lieu le 1er janvier 1858. Ils sont imprimés en diverses couleurs sur du filigrane et portent généralement l'effigie du roi Ferdinand II ou les symboles du royaume. L'utilisation des timbres est finalement aussi imposée à la Poste sicilienne par un décret royal du 28 février 1858.

### Marine marchande et commerce international

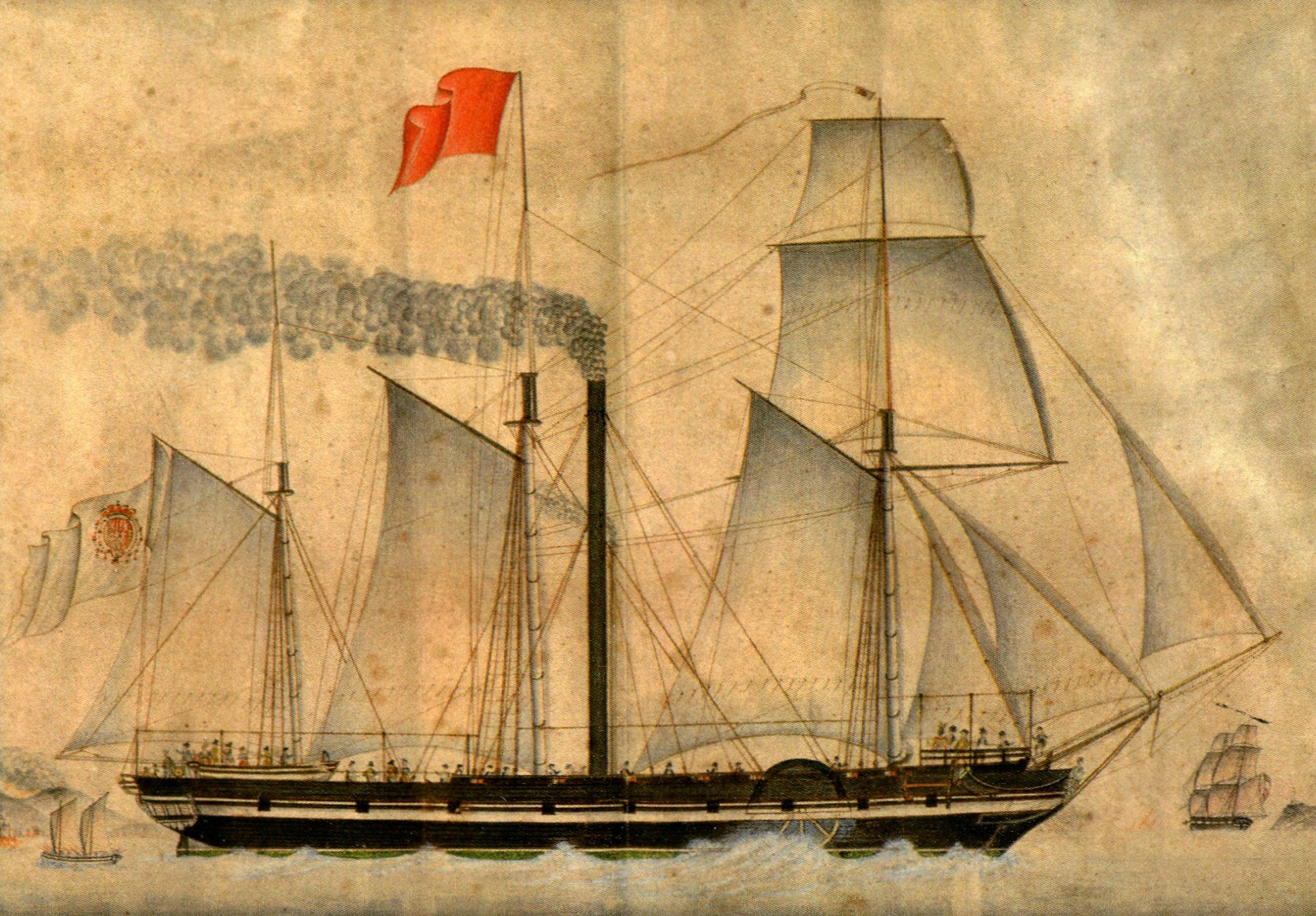
Le Ferdinando I, premier bateau à vapeur à naviguer sur la mer Méditerranée.

Le royaume des Deux-Siciles est doté d'une importante marine marchande, la seconde en Europe après la marine britannique et donc la première d'Europe continentale. Le commerce et l'industrie ainsi que le tout jeune tourisme de masse (à l'époque le Grand Tour), concentré dans les grandes villes côtières, sont les principaux secteurs utilisant le transport maritime, fourni par l'État et les nombreuses compagnies de navigation privées, qui permet de rallier la plupart des ports de la Méditerranée mais également ceux d'Europe du Nord, du Bosphore et d'Amérique du Nord,.
En 1817, une des premières actions dans le domaine maritime menée par le tout nouveau royaume des Deux-Siciles est décidée par le Premier ministre Luigi de' Medici. Elle a pour but de lancer la construction de nombreux bateaux à vapeur pour la navigation commerciale. En effet, ce type de navire n'est utilisé à l'époque en Europe que pour les déplacements sur des fleuves et il est considéré comme inadapté pour un usage en pleine mer. Les Deux-Siciles est le premier État à décider de l'utiliser pour une autre fin, l'usage maritime, et le gouvernement commande donc plusieurs navires à vapeur auprès du chantier naval de Stanislao Filosa. Le Ferdinando I devient ainsi, le 24 juin 1818, le premier à voguer sur la Méditerranée. Son premier voyage s'effectue entre Naples et Marseille avec des escales à Civitavecchia, Livourne et Gênes. Plus tard, en 1854, la société Sicula Transatlantica, propriété des armateurs palermitains De Pace, se dote du Sicilia qui relie les villes de Palerme et de New York en 26 jours, devenant le premier bateau à vapeur italien à rejoindre la côte américaine, ainsi que le premier transatlantique d'Italie.
Sous le règne de François Ier des Deux-Siciles qui débute en 1825, le flotte marchande du royaume est consolidée et les avantages financiers des navires exportant vers les Amériques sont augmentés. La construction de bateaux à vapeur augmente également, un service postal transitant par ces derniers est organisé, le premier en Italie, et de nouveaux accords commerciaux sont signés. On note en particulier l'accord avec la Sublime Porte (siège du gouvernement de l'Empire ottoman) qui permet aux navires des Deux-Siciles de naviguer dans le Bosphore.
Après la mort de François Ier en 1830, son fils Ferdinand II monte sur le trône. Il est retenu comme le souverain qui donna la plus grande impulsion à la marine marchande de son royaume. Sous son règne, on enregistre de nombreux records, tels que le premier système moderne de phares en Italie (dès 1841), le premier bateau à vapeur italien aux États-Unis ou encore la première forme de radoub de la péninsule. De plus, il agrandit et modernise considérablement presque tous les ports des Deux-Siciles, comme celui de Naples, et il en fait construire de nouveaux (ceux de Nisida et de Bari). Il fonde aussi de nouvelles écoles nautiques.
En 1830, le volume d'exportations fait un bond significatif grâce au capitaine sicilien Ignazio Tedesco, originaire de Termini Imerese, qui découvre une nouvelle route pour traverser l'océan Atlantique depuis la Méditerranée. Elle consiste à naviguer en direction du Tropique du Capricorne pour éviter les anciennes routes très empruntées et pour mettre à profit une mer plus calme et des vents plus favorables, ce qui permet de réduire le temps de trajet entre l'Europe et les côtes américaines et d'augmenter ainsi le commerce au niveau international des Deux-Siciles.

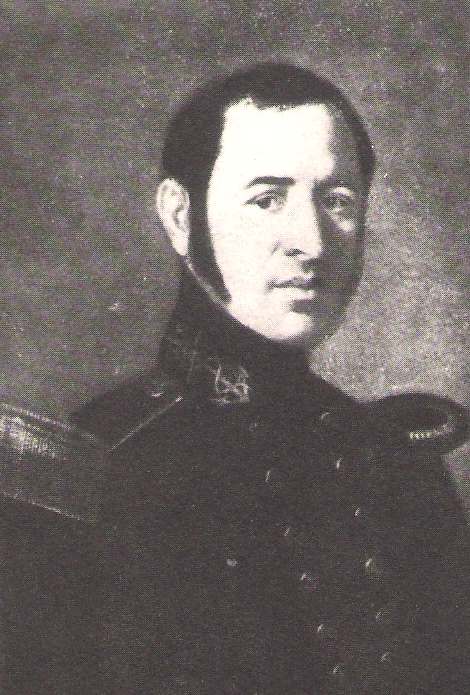
Le capitaine Vincenzo di Bartolo.

Le trafic maritime en direction de la mer Noire, de la mer Baltique, de l'Amérique latine, de la Scandinavie, du Royaume-Uni et de l'Afrique du Nord se consolide également. En 1839, le capitaine Vincenzo di Bartolo (1802-1849), aux commandes du navire l’Elisa, part pour l'Amérique du Nord et Boston. Finalement, il continue sa route en direction du sud et après avoir dépassé les Antilles, il contourne le Cap Horn après 68 jours de navigation et aboutit à l'océan Pacifique. Il rejoint ensuite l'Indonésie et l'île de Sumatra en dépassant alors de loin l'ancien record du royaume des Deux-Siciles. Sur cette île, il charge à bord du poivre noir pour le ramener à Palerme via le cap de Bonne-Espérance, terminant donc son tour du monde et en rompant ainsi l'ancien monopole britannique et hollandais sur le commerce du poivre. Ce périple ouvre de nouvelles possibilités à son royaume d'origine et l'on retrouve occasionnellement à partir de cette époque des navires siciliens et napolitains dans les Îles de la Sonde et à Madagascar ou dans les ports de Singapour et de Semarang.
En 1852, les navires napolitains commencent à commercer aussi avec Calcutta. De plus, la guerre de Crimée permet à l'État de s'enrichir en louant et mettant à disposition ses bateaux dans un but de transport militaire des belligérants soutenant l'Empire ottoman (c'est-à-dire la France, la Sardaigne et le Royaume-Uni). Pendant ces années, la marine marchande du royaume atteint son âge d'or. Des traités commerciaux sont signés avec l'Empire russe en 1845, avec le royaume de Sardaigne, les États-Unis d'Amérique et le Danemark en 1846, avec le royaume de Prusse en 1847, avec la Belgique et les Pays-Bas en 1848, avec l'Empire ottoman en 1851, avec le grand-duché de Toscane en 1852, avec l'empire d'Autriche et les États pontificaux en 1854 ainsi qu'avec le royaume d'Espagne et la Suisse en 1856.
D'un point de vue administratif, le littoral du royaume est divisé en 17 commissions maritimes, dont onze se trouvent dans la partie péninsulaire (Naples, Gaète, Salerne, Paola, Pizzo, Reggio de Calabre, Tarente, Barletta, Manfredonia, Pescara et Giulianova) et six dans la partie insulaire (Palerme, Messine, Catane, Syracuse, Agrigente et Trapani). Les douanes maritimes, auprès desquelles doivent s'enregistrer toutes les embarcations, dépendent à l'époque des commissions.
| État                   | Nombre | État                          | Nombre |
| ---------------------- | ------ | ----------------------------- | ------ |
| États pontificaux      | 34     | Empire russe                  | 6      |
| Empire d'Autriche      | 29     | République des Îles Ioniennes | 5      |
| Empire britannique     | 21     | États-Unis d'Amérique         | 3      |
| Royaume de Sardaigne   | 21     | Beylicat de Tunis             | 3      |
| Empire français        | 15     | Danemark                      | 2      |
| Grand-duché de Toscane | 13     | Suède                         | 2      |
| Royaume de Grèce       | 9      | Royaume de Prusse             | 2      |
| Empire ottoman         | 8      | Duché de Modène               | 2      |
| Espagne                | 7      | Principauté de Moldavie       | 1      |
| Royaume des Pays-Bas   | 6      | Confédération germanique      | 1      |

## Forces armées
Les forces armées du royaume des Deux-Siciles sont constituées de deux organisations : l'Armée royale (Real Esercito delle Due Sicilie) et la Marine royale (Real Marina delle Due Sicilie ou Armata di Mare di S.M. il Re), dirigées par le ministre de la Guerre et de la Marine.

### Armée royale

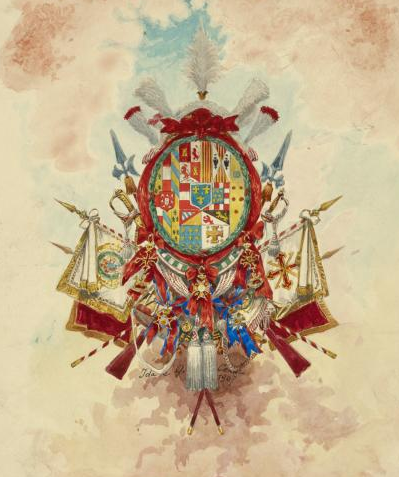
Emblème de l'Armée royale des Deux-Siciles.

L'Armée royale des Deux-Siciles est fondée en 1734 à l'époque des royaumes de Naples et de Sicile, mais elle est profondément réorganisée après la naissance du royaume des Deux-Siciles en 1816. Son nom officiel en forme longue est Reale Esercito di Sua Maestà il Re del Regno delle Due Sicilie, c'est-à-dire « Armée royale de Sa Majesté le roi du royaume des Deux-Siciles ».
En 1816 est créé un Conseil suprême de Guerre composé de généraux des deux anciens royaumes, mais ceux de Naples et principalement ceux qui ont été favorables à l'occupation napoléonienne font pression sur les autres pour conserver les règles françaises, bien que les généraux siciliens y soient opposés. Finalement, suivant le modèle de l'armée napolitaine napoléonienne, l'armée royale se compose de 52 bataillons d'infanterie composés de 47 000 soldats, de 24 escadrons de cavalerie composés de 4 800 cavaliers et enfin de 5 000 autres hommes appartenant à l'artillerie ou au génie militaire, soit un total de près de 57 000 militaires.
L'insurrection de 1820 ayant débuté à cause de deux officiers de cavalerie soutenus par quelques généraux comme Guglielmo Pepe, elle révèle l'existence de deux factions adverses au sein de l'armée, la première totalement fidèle au roi et la seconde liée au carbonarisme et demandant une monarchie constitutionnelle. Le roi Ferdinand Ier est obligé de concéder une constitution, mais l'empire d'Autriche, craignant une diffusion des idéaux progressistes, occupe les Deux-Siciles et les militaires de l'Armée royale sont congédiés et remplacés par des militaires autrichiens. L'armée ne renaît que progressivement à partir de 1823 et complètement en 1827. Pour répondre au manque de soldats causé par le licenciement des Autrichiens et des soldats napolitains insurgés, le roi François Ier crée quatre régiments de soldats suisses et dans ce but, près de 6 000 soldats suisses immigrent aux Deux-Siciles,. À la mort du roi en 1830, l'Armée royale se compose de la garde royale, de la gendarmerie royale, de l'infanterie, de la division militaire suisse, de la cavalerie, du corps royal d'artillerie, du corps du génie militaire, de l'institut d'éducation militaire et des troupes sédentaires comme la compagnie de protection des forts ou celle des vétérans.
À peine monté sur le trône, le roi Ferdinand II réintègre dans l'armée les anciens officiers licenciés pour leur participation à l'insurrection de 1820. Dans les années 1830-1840, il promeut de nombreuses modifications inspirées par le modèle français. Ces mesures contribuent à rendre rapidement l'Armée royale efficace et moderne autant que les autres forces armées européennes. Elle est d'ailleurs mise à l'essai lors de la première guerre d'indépendance italienne ainsi que lors de la révolution sicilienne de 1848, mais un incident se produit la même année lorsque les généraux napolitains Guglielmo Pepe, Enrico Cosenz, Cesare Rosaroll, Girolamo Calà Ulloa, Carlo Mezzacapo et Alessandro Poerio refusent de battre en retraite comme ordonnés par le roi et décident d'eux-mêmes de continuer à défendre la ville de Venise.
En 1860, à cause de plusieurs politiques reléguant le rôle de l'Armée royale au second plan, celle-ci est quasiment absente lors du débarquement de Giuseppe Garibaldi en Sicile et de l'expédition des Mille. Au moment de la prise de la ville de Gaète, dernière bataille que dispute l'armée, le nombre de pertes dues à la lutte contre les garibaldiens s'élève à 23 000 morts, blessés graves ou disparus,.

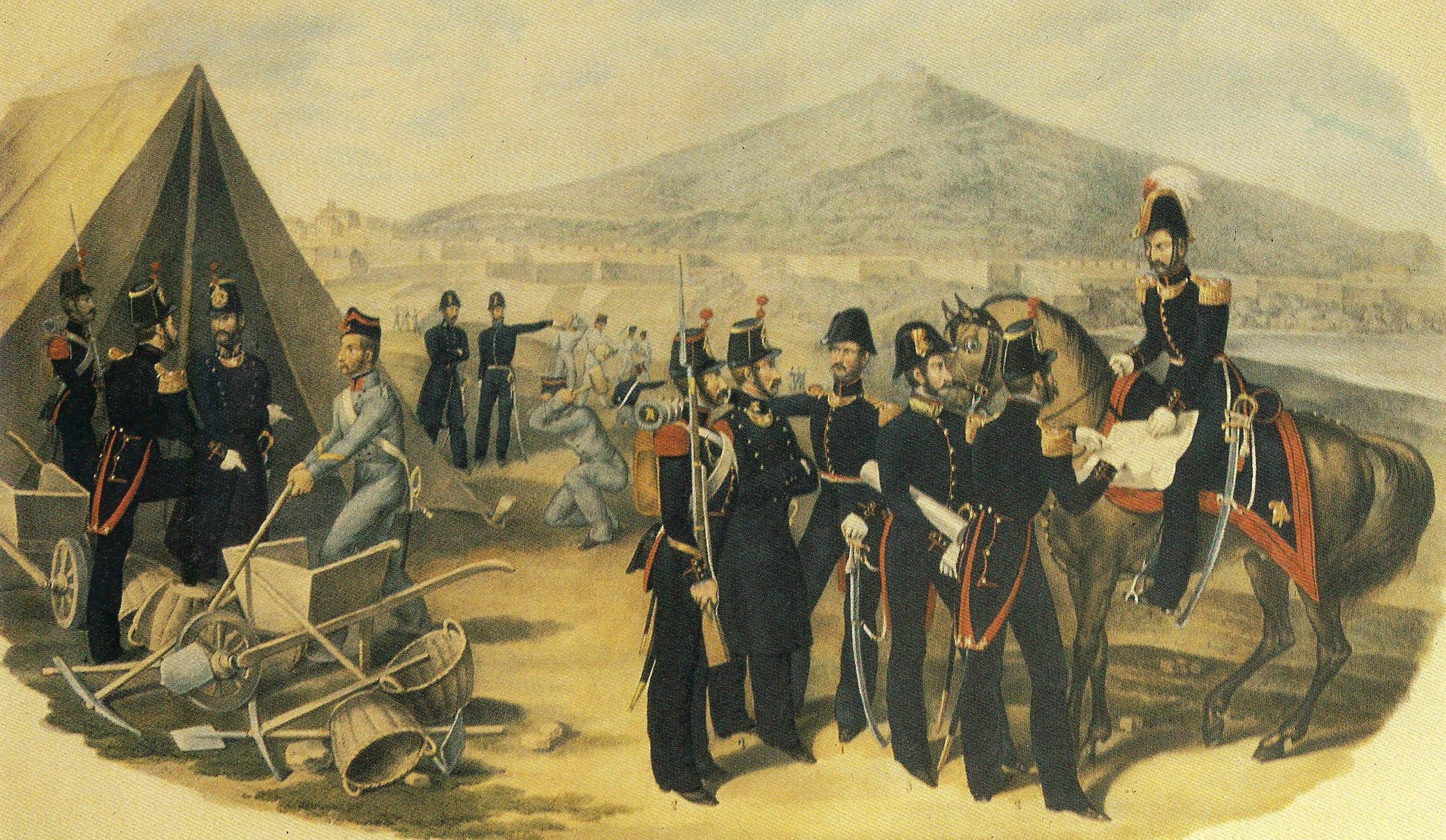
Génie militaire.
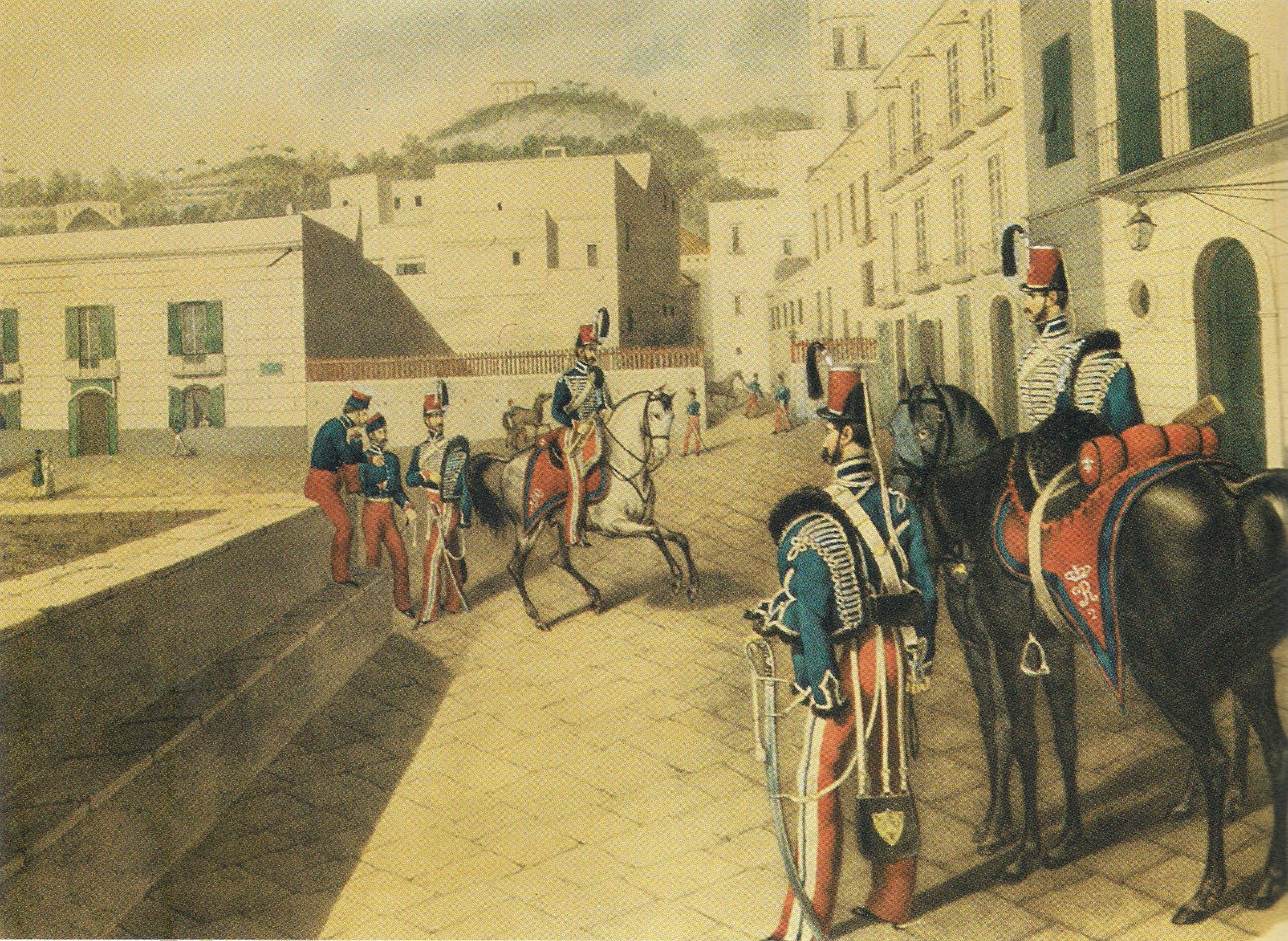
Compagnie des hussards.
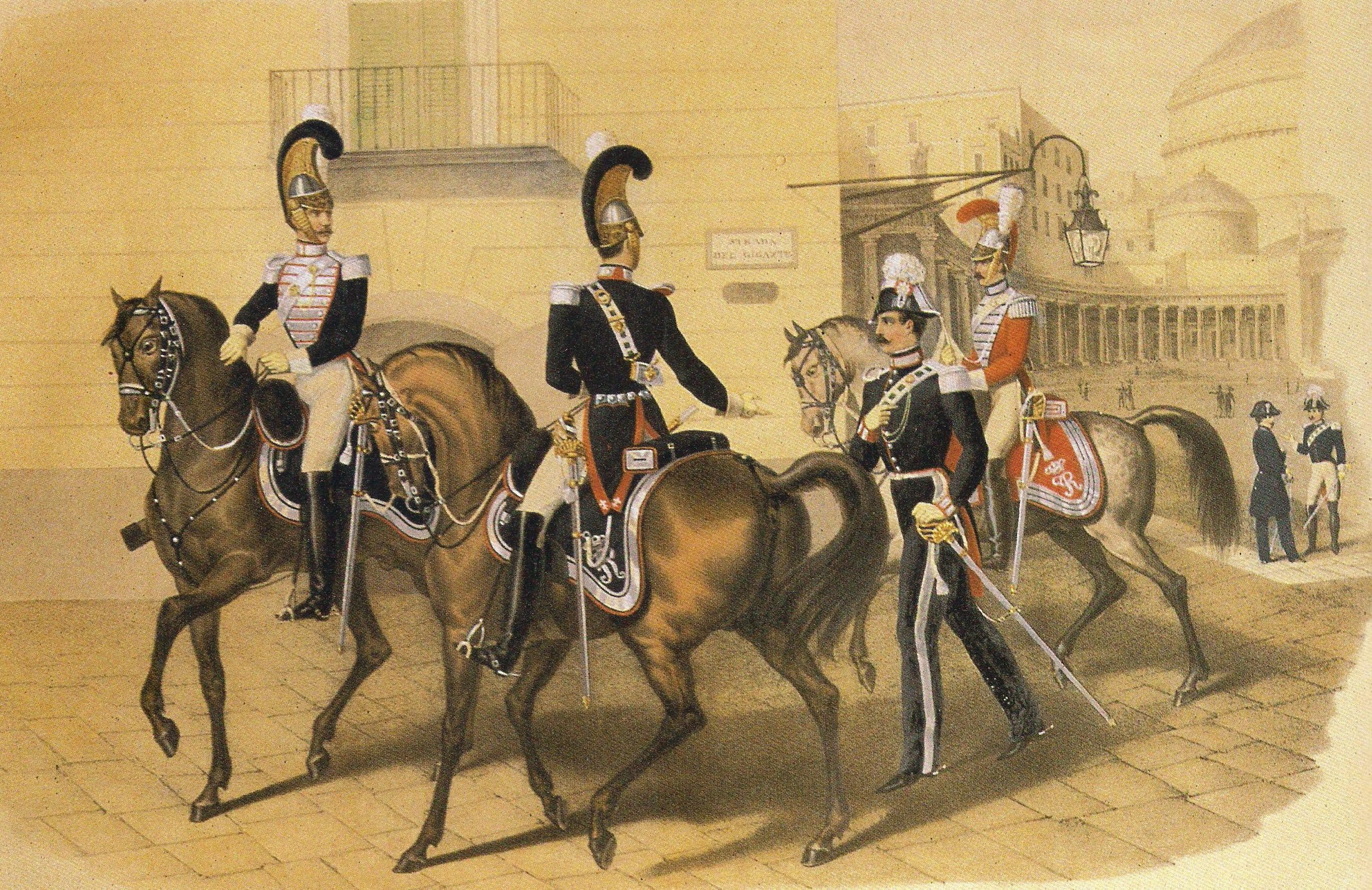
Gardes du corps.

### Marine royale

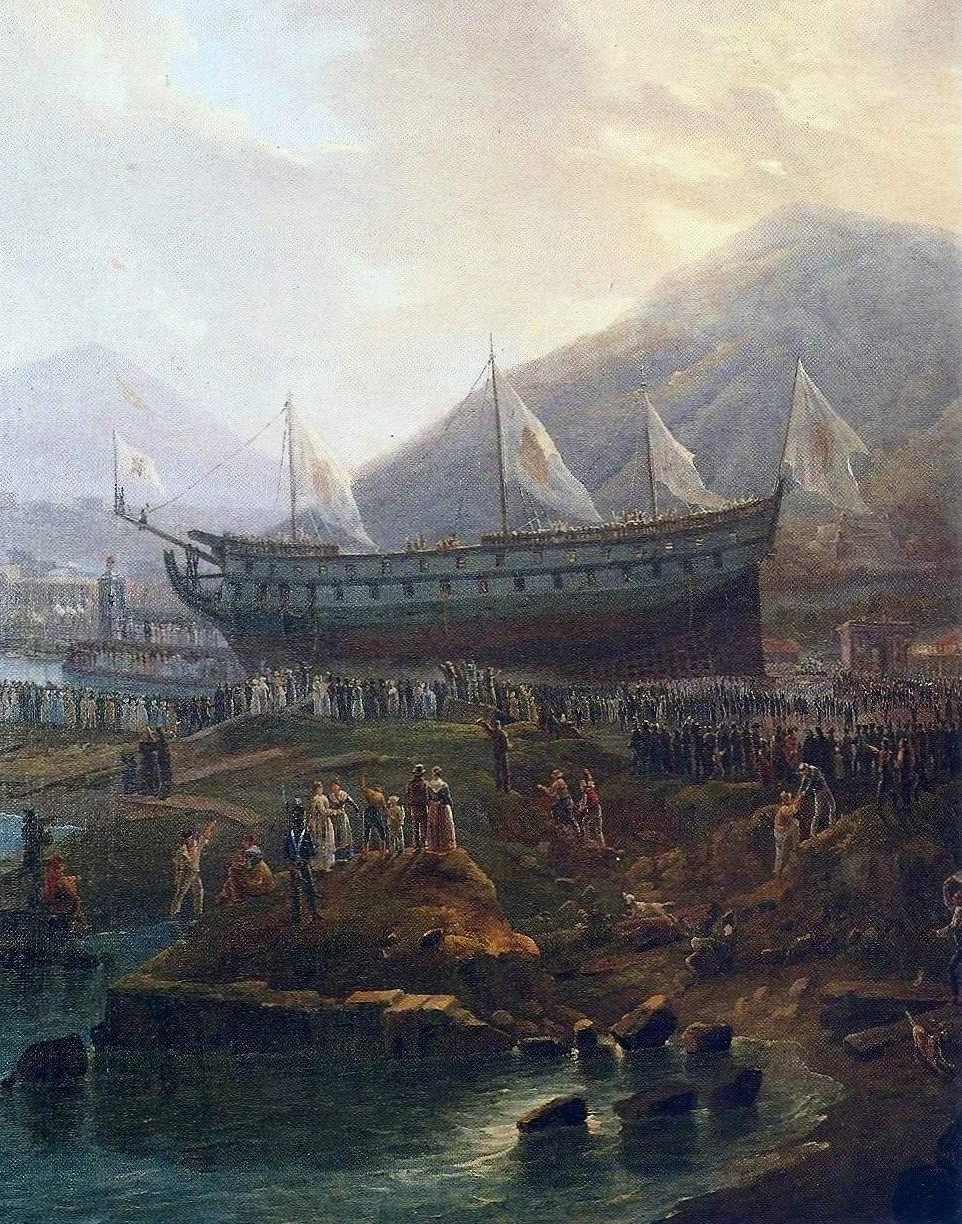
Le navire Vésuve de la Marine royale en 1824.

La Marine royale des Deux-Siciles, fondée en 1734 tout comme l'Armée royale, est la plus puissante des marines militaires de l'Italie préunitaire ainsi que la troisième d'Europe après celles britannique et française. Avec la naissance du royaume des Deux-Siciles en 1816, les Bourbons mettent en place de nouvelles ordonnances dans le but de constituer différents corps d'officiers, un observatoire nautique, une Académie de la Marine et trois compartiments maritimes (subdivisions de l'espace maritime du littoral italien) : Naples, Palerme et Messine. En 1818 un nouveau règlement de la marine est promulgué.
Sous le règne de Ferdinand II, la construction de bateaux à vapeur est lancée. Un corps du personnel de pilotage et un corps des canonniers sont créés, ainsi qu'une école d’ingénierie mécanique au sein de l'établissement ferroviaire de Pietrarsa et plusieurs écoles de machinerie afin de fournir des mécaniciens et des machinistes pour les navires à vapeur. Cette décision a pour origine la Question des soufres, conflit avec l'Empire britannique qui pousse les Deux-Siciles à s'améliorer dans le domaine naval.
En 1842, des officiers sardes, parmi lesquels le comte Carlo Pellion di Persano, sont envoyés pour étudier l'organisation et les progrès de la Marine royale des Deux-Siciles pour s'en inspirer dans l'amélioration de la Marine du royaume de Sardaigne. L'année suivante, une division navale est envoyée en Amérique du Sud comme escorte d'honneur de la princesse Thérèse-Christine de Bourbon-Siciles qui doit épouser l'empereur Pierre II du Brésil et, d'août 1844 à janvier 1846, la frégate Urania se rend une seconde fois au Brésil en passant par les États-Unis au retour en devenant ainsi le premier navire de guerre d'un État italien à visiter les États-Unis. En 1848, pendant la première guerre d'indépendance italienne, Ferdinand II envoie plusieurs navires avec 4 000 soldats aux ordres de Guglielmo Pepe afin de libérer Venise de l'occupation autrichienne, mais la révolution interne qui explose dans le royaume met fin à l'expédition.
Dans les années 1850, Ferdinand II fait réaliser une forme de radoub qui est le premier bassin d'accueil de navires d'Italie. Le chantier est solennellement inauguré après deux ans de travail le 15 août 1852. L'infanterie de marine se compose alors d'un corps royal des canonniers marins (constitué de 18 compagnies), d'un régiment Real Marina de 2 400 hommes répartis dans deux bataillons de six compagnies, d'un corps du génie maritime, d'un corps télégraphique, d'un corps sanitaire et d'un corps administratif réparti dans les trois compartiments maritimes,.
Minée par la forte dissidence politique des gradés les plus élevés contre le gouvernement des Bourbons, la Marine est totalement absente lors du débarquement de Giuseppe Garibaldi et au cours des événements qui suivent et qui causent la chute du royaume. Elle est par ailleurs prise pour modèle par Camillo Cavour dans le but de créer la Regia Marina italienne après l'annexion du royaume des Deux-Siciles.

## Institutions politiques

### Pouvoir exécutif
Lorsque le royaume des Deux-Siciles naît en 1816, il est créé sous la forme d'une monarchie absolue. Il conserve ce régime jusqu'à sa chute en 1861, bien qu'avec deux brèves parenthèses de monarchie constitutionnelle : une entre 1820 et 1821 à la suite de l'insurrection dans le royaume des Deux-Siciles de 1820, et une autre en 1848 qui s'exprime par l'arrivée au poste de Premier ministre de Carlo Troja, après le Printemps des Peuples et la révolution sicilienne.
Les pouvoirs législatif et exécutif se concentrent ainsi aux mains du roi et de ses ministres, dont la nomination et la révocation restent à sa discrétion, qui se réunissent au sein d'un conseil d'État ordinaire et d'un conseil des ministres, présidé par le président du conseil des ministres. Le pouvoir exécutif et juridictionnel est formé par une justice déléguée, c'est-à-dire qu'il est exercé par des juges nommés dans des tribunaux. Des organes consultatifs sont créés dans le but de déléguer et décentraliser ce pouvoir. L'administration civile est exercée par les ministères, mais aussi par des offices régionaux dont la charge la plus importante est celle d'Intendant de province. Ce sont en effet ces derniers qui dirigent les organismes de police et de juridiction administrative. La situation de la Sicile est particulière, car un Lieutenant du roi effectue la liaison entre les entités locales de l'île avec le roi et les ministres résidant à Naples.

### Législation
Les bases de lois civiles, commerciales et pénales sont contenues dans le Codice per lo regno delle Due Sicilie (Code du royaume des Deux-Siciles), inspiré du Code civil des Français apporté dans la péninsule par les armées napoléoniennes. Il a été rédigé en 1819, peu de temps après la fondation des Deux-Siciles, par le roi Ferdinand Ier qui maintient une grande partie des réformes faites par les Français. Le rapport avec l’Église reprend cependant un poste de premier plan sur la scène politique, ce qui conduit à d'autres modifications comme la suppression du droit au divorce.
Ce code est divisé en cinq grandes parties : les lois civiles, les lois pénales, les lois relatives aux juridictions civiles, les lois relatives aux juridictions pénales et les affaires de commerces. Il institue de grands changements comme le fait que les juges ne seront plus nommés par le roi, mais à la suite de concours. De plus, l'homosexualité et l'orientation sexuelle n'est ni punie ni réprimée par le code. Néanmoins, lorsque le royaume de Sardaigne en 1839 puis le naissant royaume d'Italie en 1860 réutilisent le code du royaume des Deux-Siciles, ils y ajoutent une mention sur la répression des « actes sexuels contre nature » qui n'est pas présente dans la version originelle.
La législation du royaume date pour la majeure partie de sa fondation : presque toutes les lois subsisteront ainsi de sa création à sa chute sans aucune modification. Les nouvelles lois sont émises sous la forme de décrets royaux. Les majeurs changements successifs adviennent au cours du règne de Ferdinand II, qui garantit et promeut l'indépendance absolue de la magistrature vis-à-vis des autres pouvoirs de l'État.

### Système judiciaire
Le système judiciaire des Deux-Siciles est un des plus avancés et des plus modernes de la péninsule italienne au XIXe siècle en particulier grâce à l'influence de l’École napolitaine de droit. En effet, le droit du royaume hérite de réformes modernes datant des décennies précédentes comme l'obligation de motiver la sentence d'un procès, introduite en 1774 grâce au juriste Gaetano Filangieri. De nouvelles lois sont également émises comme l'interdiction de la torture dans le cadre de procès (cette dernière était encore autorisée dans des États comme le Piémont). Le respect de la vie privée est aussi mis en avant avec l'interdiction d'ouvrir la correspondance privée sans consentement préalable.
La justice du royaume se fait ainsi une place parmi celles des grands autres États européens. De la sorte, en 1852, peu de temps après l'accession au trône français de l'empereur Napoléon III, celui-ci dépêche dans la capitale napolitaine une commission de juristes et hauts-fonctionnaires pour que ces derniers puissent étudier le système judiciaire des Deux-Siciles et s'en inspirer pour, lors de leur retour en France, modifier celui de leur pays.
Les cas judiciaires du royaume passent par les tribunaux locaux, qui effectuent des enquêtes policières et prennent les dépositions des témoins avant de délibérer sur la sentence, qui doit être justifiée. En cas d'affaires jugées de grande importance ou de demandes en appel, le verdict est alors confié aux Grandes Cours Criminelles, qui sont vingt et une au total, dont une dans chaque province et une majeure à Naples. Les sentences maximales à l'époque, principalement pour homicide, sont l'exécution du condamné ou la pena dei ferri (le criminel est enfermé en prison à perpétuité et il doit être couvert de chaînes). Le système judiciaire est alors dirigé par les Procureurs généraux du royaume qui sont tenus dès 1833 de faire parvenir au ministre de la Justice toutes les sentences pour peines capitales émises par les grands tribunaux et cours,.

### Système carcéral et pénitentiaire

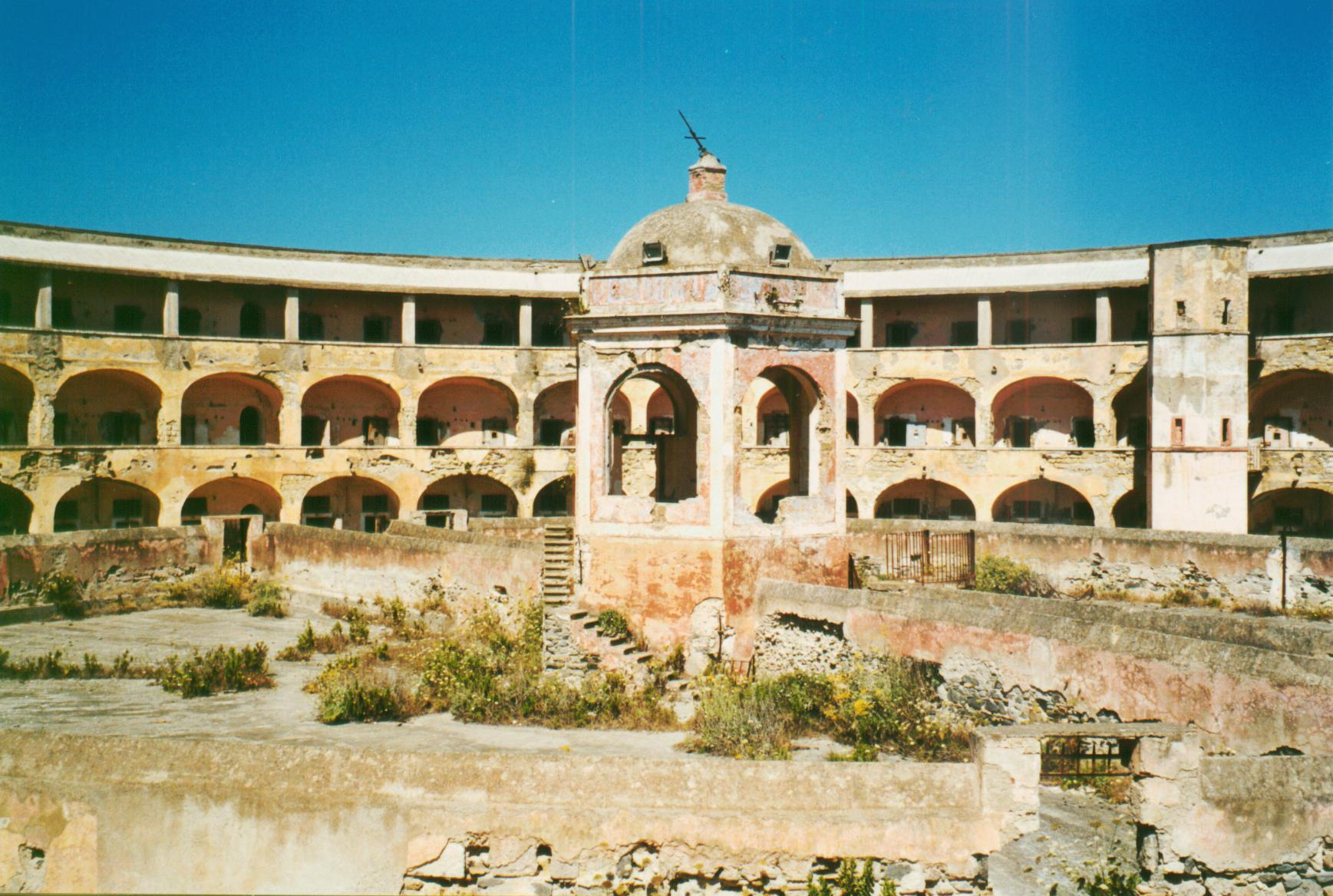
La prison de Santo Stefano.

En 1817, le roi Ferdinand Ier émet un décret royal qui prévoit la création d'une commission pour chaque province, chargée de surveiller et vérifier le bon fonctionnement et la salubrité des prisons ainsi que la sûreté des locaux et la qualité de la nourriture donnée aux prisonniers. Ce décret reconnaît également certains droits élémentaires aux condamnés comme la propreté, le rasage, le nettoyage du linge sale et le soin apporté aux prisonniers malades. Chaque prison doit aussi posséder un chapelain, un médecin et un barbier chirurgien.
En 1845, le roi Ferdinand II fait promulguer un décret pour que les prisons soient divisées en plusieurs catégories selon l'âge et l'importance de l'acte criminel commis. Cette mesure a pour but d'éviter que les détenus pour crimes puissent avoir une influence négative sur les détenus pour délits mineurs. Le décret prévoit aussi de donner des travaux d'intérêt public aux condamnés, de les faire travailler dans des manufactures et de les éduquer en leur inculquant une instruction morale et religieuse. Ces mesures ne sont pourtant que partiellement appliquées. En effet, les nombreuses révoltes et insurrections auxquelles doit faire face le gouvernement des Bourbons empêchent la mise en fonctionnement complète du décret.
Le royaume des Deux-Siciles est aussi avancé dans les domaines architecturaux de la construction de prisons. En témoigne la prison de Santo Stefano, bâtie sur l'île Santo Stefano, qui est considérée comme un des premiers pénitenciers construits sur le modèle de la structure panoptique (qui permet à un gardien, logé dans une tour centrale, d'observer tous les prisonniers, enfermés dans des cellules individuelles autour de la tour, sans que ceux-ci puissent savoir s'ils sont observés). Il servait surtout à accueillir des prisonniers politiques, comme Luigi Settembrini, puis à partir du milieu du XIXe siècle des criminels membres de groupes armés organisés, ancêtres des mafieux. Ainsi, en octobre 1860, quelques mois après le débarquement de Garibaldi en Sicile, près de 800 mafieux membres de la Camorra et emprisonnés à Santo Stefano se révoltent et tuent les gardes qui les surveillent. Ils instaurent ensuite une république, la République de Santo Stefano, qui élit un président en la personne de Francesco Venisca et constitue même un sénat composé des principaux chefs mafieux et notables libres de l'île. La révolte prendra finalement fin en janvier 1861, deux mois avant la chute des Deux-Siciles.

### Citoyenneté
Les personnes physiques qui obtiennent la citoyenneté du royaume des Deux-Siciles sont dites « nationales ». Cela permet d'accéder à des droits civils et politiques. Le terme « citoyen » a quant à lui une signification plus restreinte. Il est en effet réservé aux personnes bénéficiant de droits politiques et éligibles dans une commune donnée.
Pour être une personne nationale, il faut être né d'un père national dans le royaume ou à l'étranger. Les femmes étrangères ayant épousé un national bénéficient aussi de la nationalité. Les personnes physiques nées de parents étrangers sur le territoire des Deux-Siciles peuvent obtenir le statut de personnes nationales uniquement si elles en font la demande au cours de l'année suivant leur majorité. Les étrangers résidant dans le pays depuis au moins un an et ayant rendu des services particuliers à l'État ou ayant acquis des biens conséquents sur le territoire peuvent également demander à être naturalisés. Enfin, les étrangers habitants dans le pays depuis au moins dix années consécutives peuvent prétendre à devenir personnes nationales.
Avant 1824, lorsqu'une personne prétend à être naturalisée, sa demande doit être présentée au maire de la commune dans laquelle il réside qui l’envoie ensuite à l’Intendant de la province qui l'examine et décide s'il la fait parvenir au ministère de Grâce et de Justice pour que ces derniers la ratifient par décret royal ou la rejettent. À partir du 11 septembre 1824, une loi est passée afin que seules les personnes de religion catholique puissent être naturalisées Deux-Siciliennes. De plus, avant d'arriver auprès du ministre de Grâce et de Justice, la demande doit désormais passer entre les mains du Conseil suprême de Chancellerie. La concession de nationalité devient également personnelle, elle ne peut être étendue aux enfants du bénéficiaire.
Une personne nationale obtenant d'être naturalisée dans un pays étranger perd de suite sa citoyenneté. En effet, les Deux-Siciles ne reconnaissent pas les binationaux. Il en va de même si un citoyen accepte une charge au sein d'une institution publique ou militaire étrangère ou encore s'il exerce une activité à l'exception des activités commerciales dans un autre pays ; il est dès lors déchu de sa nationalité.

## Culture

### Théâtres et presse

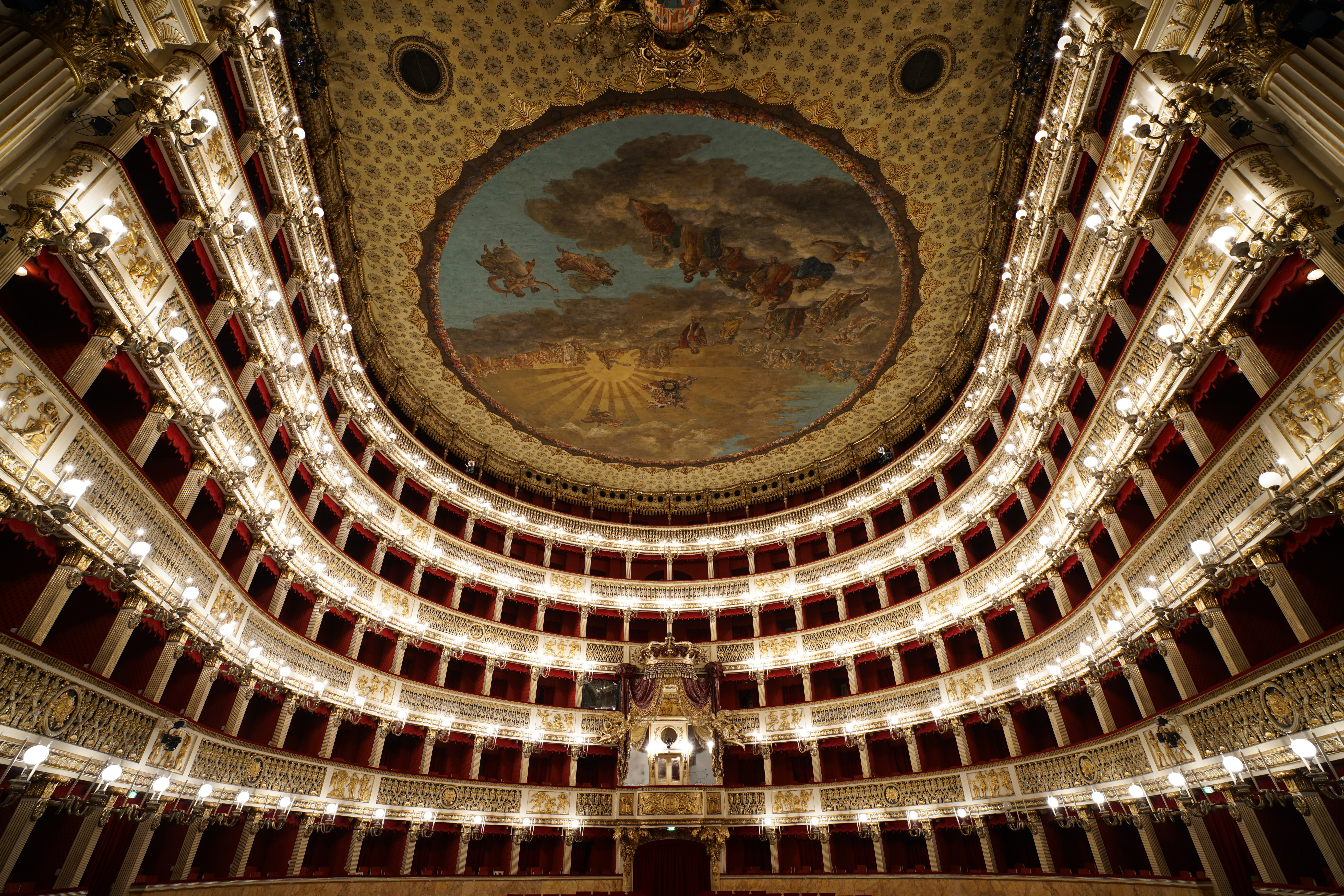
Intérieur du Teatro San Carlo.

Le royaume des Deux-Siciles hérite des institutions culturelles traditionnelles des royaumes de Naples et de Sicile. Les théâtres et opéras y jouent un rôle primordial en tant que lieu de la vie mondaine et artistique du royaume. À Naples est ainsi présent le Teatro San Carlo (anciennement Real Teatro di San Carlo) qui a été édifié en 1737 et qui est aujourd'hui le plus ancien opéra encore actif au monde et également un des plus grands. En 1816, il est en partie détruit par un incendie et est alors reconstruit et restauré par Antonio Niccolini. Le compositeur Gioachino Rossini commence sa carrière musicale à Naples et il est le directeur musical du Teatro San Carlo de 1815 à 1822 ; il a pour successeur Gaetano Donizetti de 1822 à 1838 ; l'un et l'autre y créent plusieurs de leurs œuvres, de même que Vincenzo Bellini, Saverio Mercadante qui dirige le conservatoire de Naples à partir de 1840, et Giuseppe Verdi. De nombreuses autres personnalités du domaine musical y donnent des représentations, comme le violoniste Niccolò Paganini ou le ténor français Gilbert Duprez.
De grands noms de la vie mondaine napolitaine s'investissent dans la gestion et le financement des théâtres de la capitale, comme l'écrivain et imprésario Vincenzo Torelli, fondateur en 1833 de la revue hebdomadaire littéraire et politique Omnibus. Cette dernière est une des plus anciennes publications périodiques du royaume des Deux-Siciles et celle qui a eu la durée de vie la plus longue, puisque son dernier numéro paraît en 1882, vingt ans après l'unification italienne. Une autre revue importante de l'époque est le Poliorama Pittoresco qui est paru de 1836 à 1860 et dont le but était la vulgarisation scientifique, technologique et artistique ainsi que de plusieurs autres domaines de connaissances pour toutes les classes sociales.

### Musique et peinture
Dans les années 1830 commence à apparaître un nouveau genre de musique traditionnelle, la chanson classique napolitaine, dont un des morceaux les plus représentatifs est Santa Lucia, barcarolle écrite en 1849 par le compositeur et poète Teodoro Cottrau. Parmi les autres auteurs de chansons napolitaines de l'époque on compte des précurseurs tels que Raffaele Sacco, Guillaume Louis Cottrau, Filippo Campanella, Luigi Biscardi et Enrico Cossovich qui précèdent les chanteurs napolitains modernes (Luigi Denza, Giovanni Capurro, Roberto Murolo, Eduardo di Capua, Salvatore Di Giacomo...).
Au XIXe siècle, la baie de Naples (alors une des étapes principales du Grand Tour) inspire de nombreux peintres napolitains et européens. En 1820, le vedutiste hollandais Anton Sminck Pitloo et le napolitain Giacinto Gigante fondent une école de peinture romantique qui devient l'École du Pausilippe (la Scuola di Posillipo). Cette dernière réunit rapidement entre 1825 et 1845 des artistes du calibre d'Achille Vianelli, Raffaele Carelli, Consalvo Carelli, Johan Christian Dahl, Teodoro Duclère, Joseph Mallord William Turner et Filippo Palizzi.
Un rôle important dans la diffusion de la peinture traditionnelle et moderne à travers le royaume des Deux-Siciles est également joué par l'Académie des beaux-arts de Naples, fondée en 1752, ainsi que par l'Académie des beaux-arts de Palerme, fondée en 1780 et séparée en deux parties de 1805 à 1860 : l'Académie du Nu (l’Accademia del Nudo) et l’École du Dessin (la Scuola del Disegno).

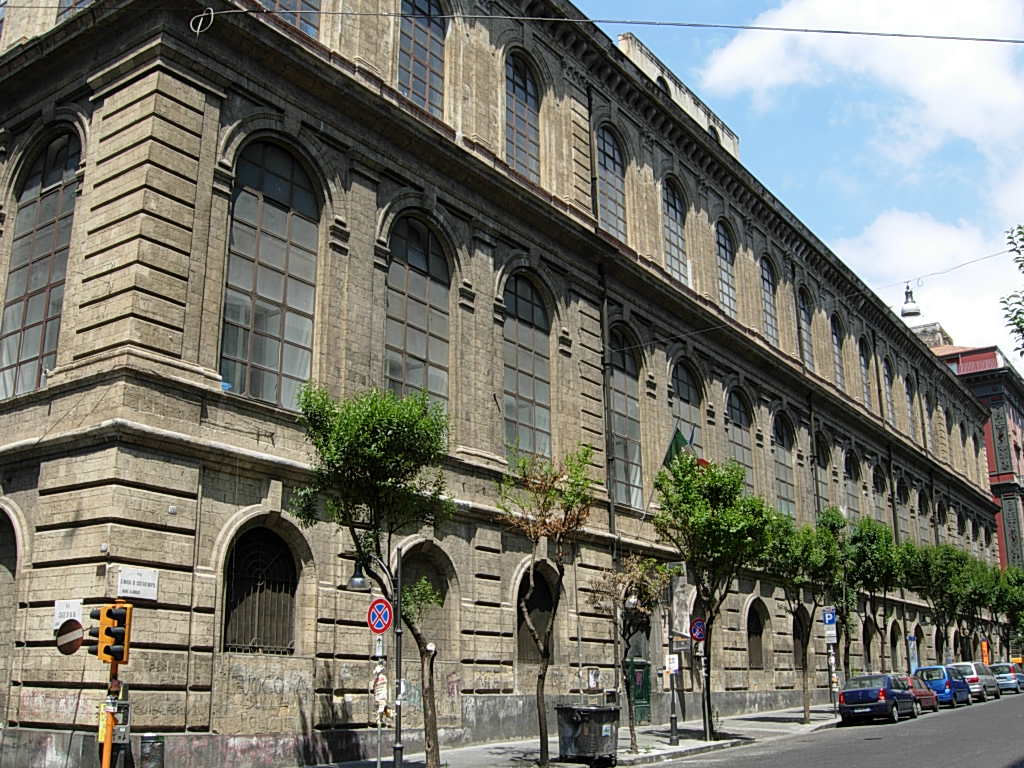
Académie des beaux-arts de Naples.
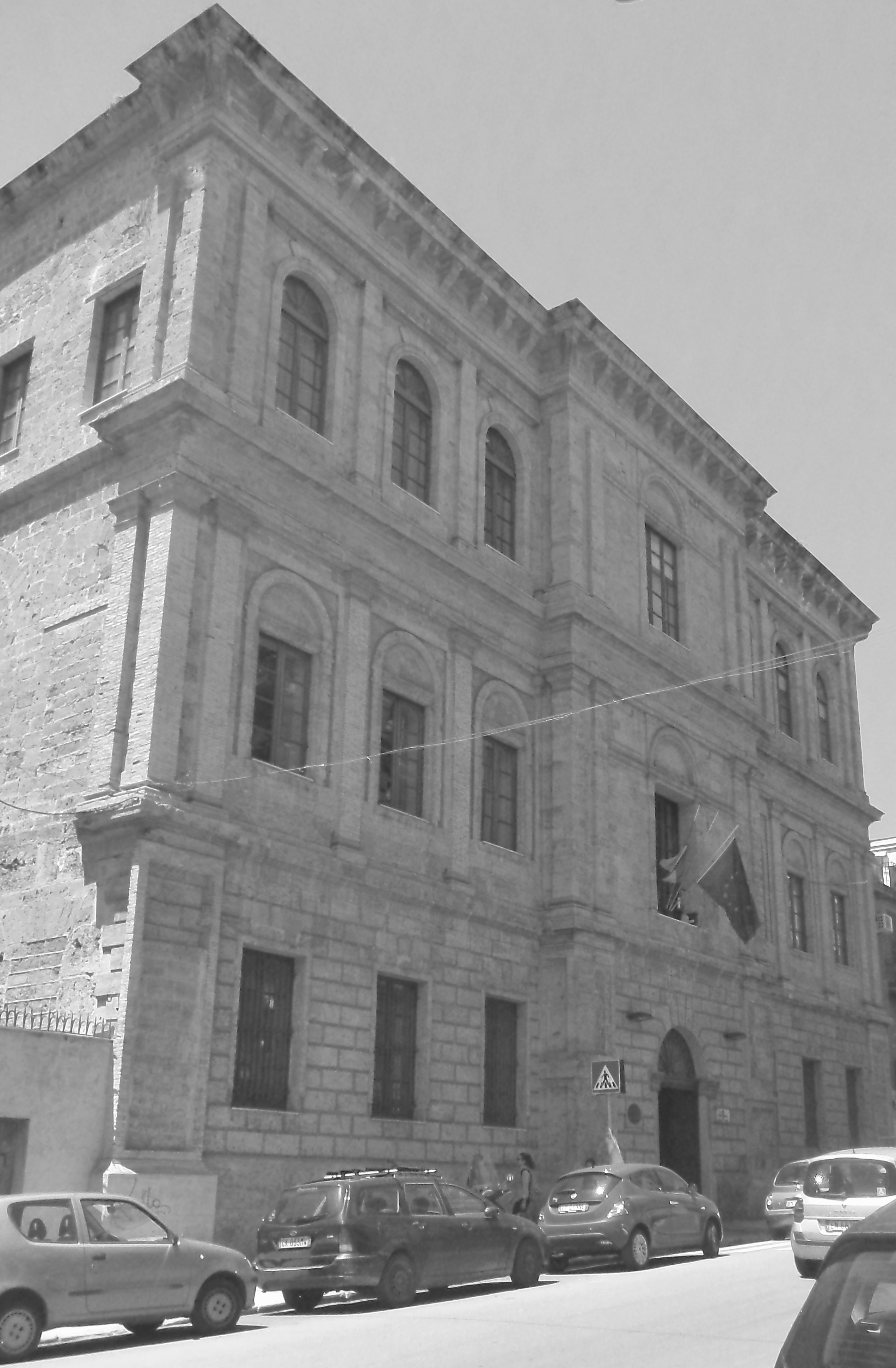
Académie des beaux-arts de Palerme.
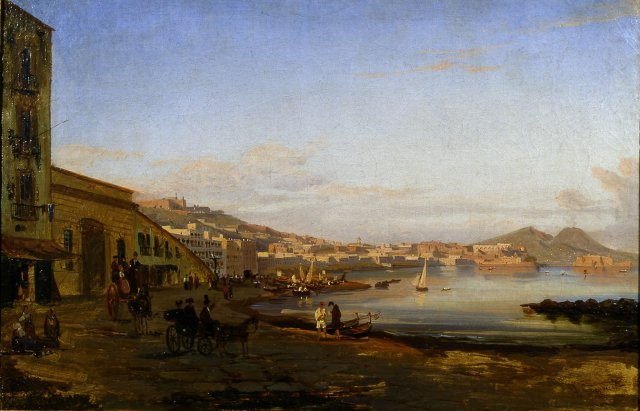
Marina di Posillipo par Giacinto Gigante (1844).
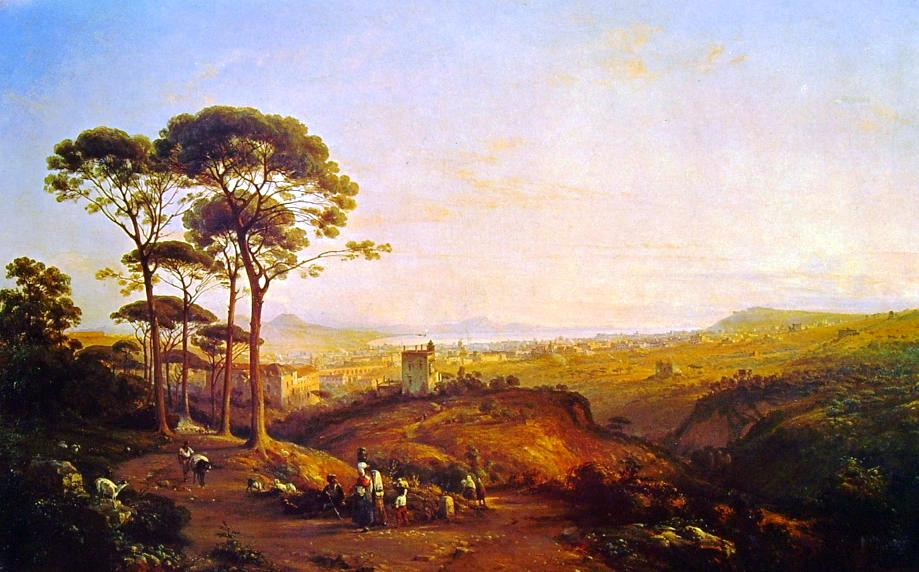
Napoli dalla Conocchia par Teodoro Duclère (1838).
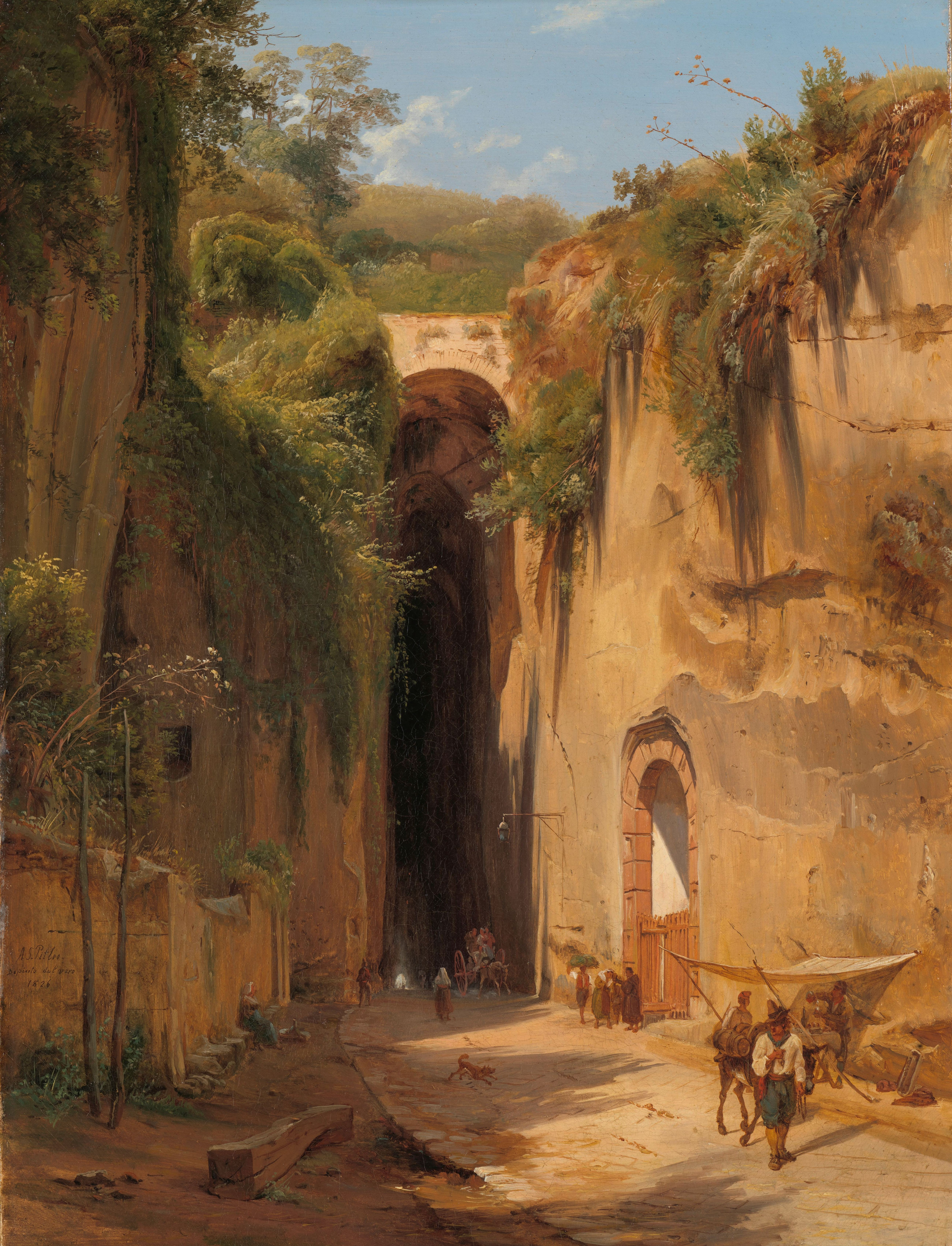
La Grotta di Posillipo par Anton Sminck Pitloo (1826).

### Instruction

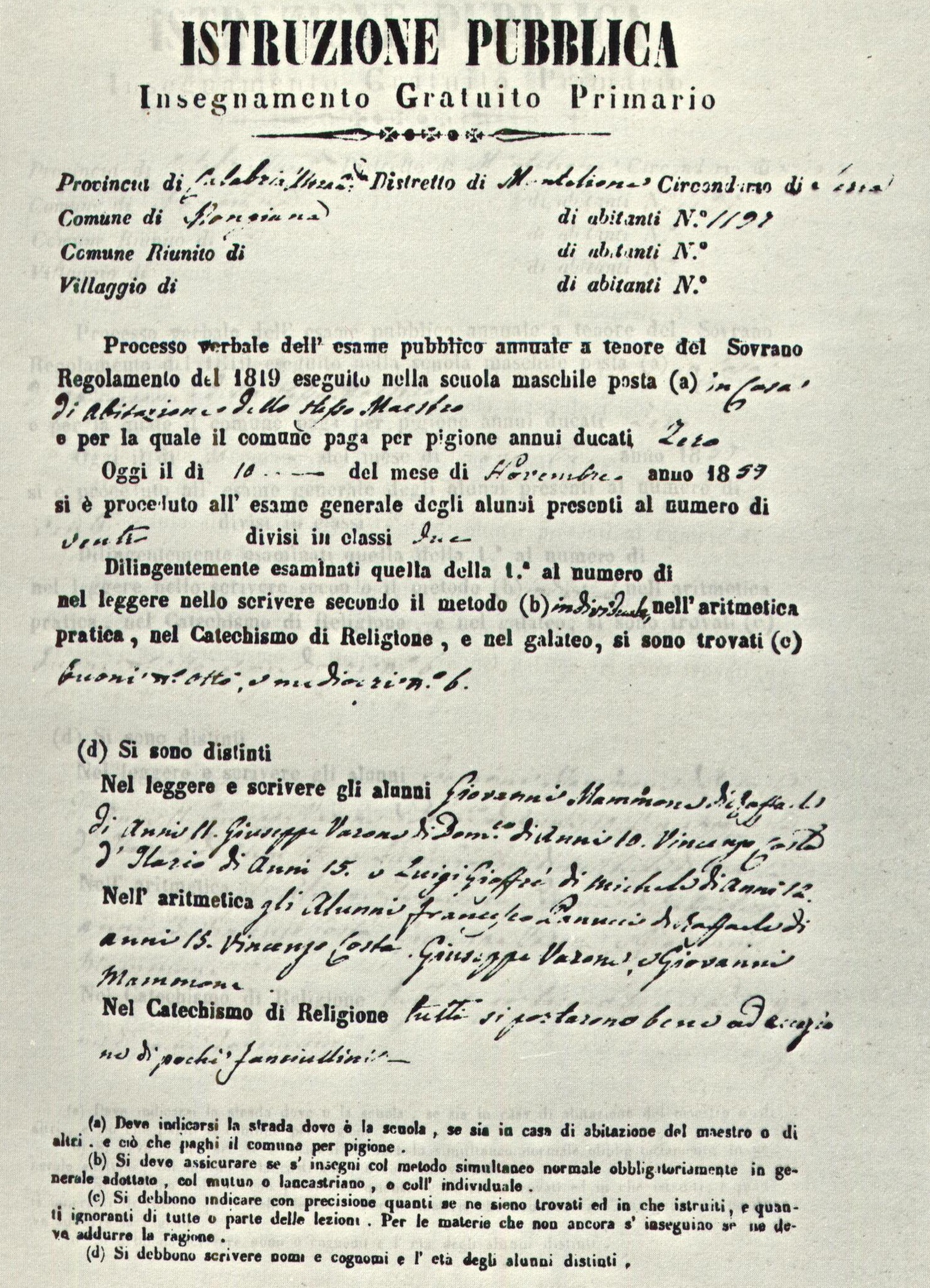
Procès-verbal d'examen élémentaire (1859).

L'instruction primaire, bien que réglementée par de nombreuses normes pendant la période napoléonienne du royaume de Naples, est dispensée de manière inégale sur le territoire du royaume des Deux-Siciles et ce contraste s'accentue entre les zones urbaines et les zones rurales. Ainsi, les statistiques de la période suivant directement la naissance du royaume placent la Basilicate, région parmi les plus rurales d'Italie, comme la province avec le plus bas indice de scolarisation des Deux-Siciles, alors que la ville de Naples possède le plus grand nombre d'écoles élémentaires publiques par habitant (près de deux par quartier). À partir des années 1850, on voit apparaître de petites améliorations : le gouvernement bourbonien fait voter des réformes pour l'augmentation du personnel de service dans les écoles qui était jusque-là presque absent de la plupart des milieux scolaires du royaume. Parallèlement, les maires, les intendants des provinces et les évêques sont chargés de former des associations d'enseignants pour la création d'écoles primaires dans toutes les communes du royaume en s'appuyant sur des structures déjà existantes (principalement sur d'anciens monastères supprimés). Le système scolaire imposé est celui de l'enseignement mutuel selon la méthode proposée dans les écoles de Grande-Bretagne par Joseph Lancaster. L'instruction publique élémentaire est alors gratuite et sujette à des inspections régulières, mais elle reste réservée aux garçons et elle n'est pas obligatoire. L'éducation élémentaire et gratuite pour les jeunes filles est quant à elle gérée par les diocèses avec un important manque d'efficacité. Les enfants appartenant à des classes sociales élevées sont généralement éduqués dans des institutions privées, présentes en grand nombre dans les principales villes du royaume.
L'enseignement secondaire est à l'époque assuré par deux principaux types d'écoles : les Collèges royaux qui sont situés dans les chefs-lieux de chaque province du royaume et dans les grandes villes ainsi que les Écoles secondaires qui sont au nombre de 58 en 1860. La différence entre ces dernières et les Collèges royaux est le fait qu'elles dispensent aussi des enseignements de types technique et professionnel. En Sicile, il existe également des collèges et des instituts techniques d'enseignement secondaire (principalement religieux) privés.
L'enseignement supérieur est assuré dans la partie péninsulaire du royaume par l'Université de Naples, université publique fondée en 1224, dont dépendent les Lycées royaux (situés dans les villes de L'Aquila, Chieti, Bari, Salerne, Cosenza et Catanzaro) qui sont habilités à donner des titres d'études permettant d'exercer des professions libérales principalement dans les domaines médical et juridique. Dans la partie insulaire sont présentes trois universités siciliennes : l'Université de Palerme (fondée en 1806), l'Université de Catane (fondée en 1434) et l'Université de Messine (fondée en 1548). En outre, trois lycées royaux y existent également. On compte aussi de nombreuses écoles d'enseignements spécialisées, comme la fameuse école militaire Nunziatella (anciennement Académie royale militaire), l'une des plus anciennes institutions de formation militaire en Italie et dans le monde.
Le royaume des Deux-Siciles possède, dans la ville de Naples, le premier institut pour aveugles de la péninsule italienne, l’Istituto dei Santi Giuseppe e Lucia fondé en 1818, ainsi que deux instituts pour sourds-muets, premiers d'Italie par leur ancienneté après celui de Rome,.
En 1859, on compte 2 010 écoles primaires avec 39 881 étudiants, 27 547 étudiantes et 3 171 professeurs pour une population de 9 millions d'habitants. Au moment de l'unification de la péninsule italienne, le taux d'analphabétisme moyen dans le royaume d'Italie était de 78 % alors qu'il montait à près de 90 % sur l'ancien territoire du royaume des Deux-Siciles.

## Symboles

### Grandes Armes du royaume
| Figure | Blasonnement |
| ------ | --- |
|        | Parti de trois : - au I, écartelé : 1 et 4, d'or aux six fleurs de lys d'azur posées 3, 2 et 1, (qui est de Farnèse) ; 2 et 3, parti de gueules à la fasce d'argent (qui est d'Autriche) et bandé d'or et d'azur de six pièces à la bordure de gueules (qui est de Bourgogne ancien) ; sur-le-tout d'argent aux cinq écussons disposés en croix d'azur chargés de cinq besans d'argent en sautoir à la bordure de gueules chargée de sept châteaux d'or, donjonnés de trois tours, ouverts et ajourés d'azur (qui est de Portugal) ; - au II, coupé de 2, au I parti d'écartelé au 1 et 4 de gueules au château d'or, donjonnés de trois tours, ouverts et ajourés d'azur (qui est de Castille) et au 2 et 3 d'argent au lion de pourpre (qui est de León) ; et contre-parti d'or aux quatre pals de gueules (qui est d'Aragon) et écartelé en sautoir d'or aux quatre pals de gueules et d'argent à l'aigle de sable (qui est de Sicile) ; enté en pointe d'argent à une pomme grenade de gueules tigée et feuillée de sinople (qui est de Grenade) ; au II parti de gueules à la fasce d'argent (qui est d'Autriche) et d'azur semé de lys d'or à la bordure componée de gueules et d'argent (qui est de Bourgogne), au III écartelé en 1 bandé d'or et d'azur de six pièces à la bordure de gueules (qui est de Bourgogne ancien) et d'or au lion de sable armé et lampassé de gueules (qui est de Flandre), au 2 tranché de sable au lion d'or armé et lampassé de gueules (qui est de Brabant) et d'argent à l'aigle de gueules (qui est de Tyrol), au 3 d'azur semé de fleurs de lys d'or au lambel de gueules (qui est de Naples) et au 4 d'argent à la croix potencée d'or cantonné de quatre croisettes de même (qui est de Jérusalem) ; - au III, d'or à six tourteaux mis en orle, cinq de gueules, celui en chef d'azur chargé de trois fleurs de lys d'or (qui est de Toscane) ; sur-le-tout d'azur aux trois fleurs de lys d'or posées 2 et 1 à la bordure de gueules (qui est d'Anjou). |

### Drapeaux

Drapeau du royaume des Deux-Siciles (1816-1848 et 1849-1860).
Drapeau du royaume des Deux-Siciles (1848-1849).
Drapeau du royaume des Deux-Siciles (1860-1861).

### Hymne
L’Inno al Re (Hymne au Roi en français) a été composé par le napolitain Giovanni Paisiello (1740-1816) sur demande du roi Ferdinand Ier des Deux-Siciles en 1787. En 1816, il est adopté comme hymne officiel et national des Deux-Siciles.
Le nom reporté par le texte dans la première strophe était changé à chaque fois qu'était couronné un nouveau souverain. La seconde strophe permet de comprendre que l'hymne a été écrit avant la fondation des Deux-Siciles car il parle de serbi al duplice trono en faisant ainsi référence aux royaumes de Naples et de Sicile.
Il a été composé pour sept instruments : la flûte, la clarinette en do, le hautbois, le cor d'harmonie en fa, la trompette en do, le basson et le serpent.
La version la plus ancienne retrouvée de cet hymne date d'entre 1835 et 1840 et était destinée à la princesse Eleonora Galletti di Palazzolo, femme de l'ambassadeur napolitain à Turin.

## Dirigeants du royaume

### Chronologie des monarques
| Rang | Portrait | Nom                                                            | Règne                             | Dynastie        | Notes | Armoiries |
| ---- | --- | -------------------------------------------------------------- | --------------------------------- | --------------- | --- | --------- |
| 1    | Vieil homme avec des cheveux blancs portant des habits royaux de couleur rouge brodés d'or et tendant une main gantée au milieu d'un décor fastueux.                                                                       | Ferdinand Ier (12 janvier 1751 – 4 janvier 1825) mort à 73 ans | 12 décembre 1816 – 4 janvier 1825 | Bourbon-Siciles | Fils de Charles III d'Espagne (Charles VII de Naples) et de Marie-Amélie de Saxe. Après les deux occupations françaises (en 1799 puis de 1806 à 1815) qui l'obligèrent à se réfugier en Sicile, il proclame le royaume des Deux-Siciles en 1816. |           |
| 2    | Homme âgé avec des favoris et un front dégarni. Il porte un uniforme bleu ainsi que deux colliers, celui de l'Ordre de Saint-Janvier et celui de la Toison d'Or. Il tient dans une main un sabre et dans l'autre un bâton. | François Ier (14 août 1777 – 8 novembre 1830) mort à 53 ans    | 4 janvier 1825 - 8 novembre 1830  | Bourbon-Siciles | Il monte sur le trône en 1825, ne règne que 5 ans, n'a pas le temps de développer une politique efficace, mais est assez aimé de ses sujets. Il est inhumé en la basilique Santa Chiara de Naples, nécropole des rois des Deux-Siciles. |           |
| 3    | Photo en noir et blanc d'un homme âgé portant une barbe et assit sur une chaise avec un uniforme à épaulettes de général.                                                                                                  | Ferdinand II (12 janvier 1810 – 22 mai 1859) mort à 49 ans     | 8 novembre 1830 - 22 mai 1859     | Bourbon-Siciles | Il monte sur le trône du royaume des Deux-Siciles le 8 novembre 1830, à seulement vingt ans. Il fait rapidement preuve de détermination afin de réorganiser le gouvernement de l'État, s'attachant à réduire la dette publique, mais réprime durement les nombreuses révoltes comme en 1847 et en 1848.                                                                                                 |           |
| 4    | Photo en noir et blanc d'un jeune homme dans un uniforme militaire à col et épaulettes et portant un chapeau dans sa main.                                                                                                 | François II (16 janvier 1836 – 27 décembre 1894) mort à 58 ans | 22 mai 1859 - 13 février 1861     | Bourbon-Siciles | François II monte sur le trône à la mort prématurée de son père, à l'âge de 23 ans. Il gouverne sous la férule de sa très autoritaire et très conservatrice belle-mère. Quelques mois plus tard à peine, le royaume est envahi par les garibaldiens d'abord, puis par l’armée de la maison de Savoie, et enfin, annexé au nouveau royaume d'Italie le 17 décembre 1860 après un référendum controversé. |           |

#### Prétendants au trône
| Rang | Portrait     | Nom                                                            | Règne       | Dynastie        | Notes | Armoiries |
| ---- | ------------ | -------------------------------------------------------------- | ----------- | --------------- | --- | --------- |
| 5    | François II  | François II (16 janvier 1836 – 27 décembre 1894) mort à 58 ans | 1861 – 1894 | Bourbon-Siciles | Réfugié dans la forteresse de Gaète où son épouse est l'âme de la résistance, François II est contraint de capituler le 13 février 1861. Le couple se retire à Rome sous la protection du pape Pie IX. Ce n'est qu'en 1984 qu'il est inhumé en la basilique Santa Chiara de Naples, nécropole des rois des Deux-Siciles. |           |
| 6    | Alphonse Ier | Alphonse Ier (28 mars 1841 – 26 mai 1934) mort à 93 ans        | 1894 – 1934 | Bourbon-Siciles | Troisième fils du roi Ferdinand II des Deux-Siciles (1810-1859) et de sa seconde épouse, Thérèse d'Autriche (1816-1867), et demi-frère du dernier roi du royaume des Deux-Siciles, François II des Deux-Siciles (1836-1894).                                                                                             |           |
| 7    |              | Ferdinand III (25 juillet 1869 – 7 janvier 1960) mort à 90 ans | 1934 – 1960 | Bourbon-Siciles | Sa mort ouvre une crise dynastique entre la branche espagnole et la branche française. |           |

| Portrait                                                                         | Nom                                                           | Règne       | Dynastie        | Notes                               | Armoiries |
| -------------------------------------------------------------------------------- | ------------------------------------------------------------- | ----------- | --------------- | ----------------------------------- | --------- |
| Photo en noir et blanc d'un enfant tenant un chapeau et un bâton dans ses mains. | Alphonse II (30 novembre 1901 – 3 février 1964) mort à 62 ans | 1960 – 1964 | Bourbon-Siciles | Duc de Calabre et Infant d'Espagne  |           |
| Charles Ier                                                                      | Charles Ier (16 janvier 1938 – 5 octobre 2015) mort à 77 ans  | 1964 - 2015 | Bourbon-Siciles | Duc de Calabre et Infant d'Espagne. |           |
| Pierre Ier                                                                       | Pierre Ier (16 octobre 1968)                                  | Depuis 2015 | Bourbon-Siciles | Duc de Calabre.                     |           |

| Portrait                                                                                            | Nom                                                          | Règne       | Dynastie        | Notes                                 | Armoiries |
| --------------------------------------------------------------------------------------------------- | ------------------------------------------------------------ | ----------- | --------------- | ------------------------------------- | --------- |
| Photo en gros plan couleur sépia du visage d'un homme portant une moustache et une tenue d'apparat. | Rénier Ier (3 décembre 1883 – 13 janvier 1973) mort à 89 ans | 1960 – 1973 | Bourbon-Siciles | Comte de Caserte.                     |           |
| Ferdinand IV                                                                                        | Ferdinand IV (28 mai 1926 – 20 mars 2008) mort à 81 ans      | 1973 - 2008 | Bourbon-Siciles | Duc de Castro.                        |           |
| | Charles Ier (24 février 1963)                                | Depuis 2008 | Bourbon-Siciles | Duc de Noto, de Calabre et de Castro. |           |

### Présidents du Conseil des Ministres
| Début           | Fin             | Président du Conseil des Ministres | Titre                                                         |
| --------------- | --------------- | ---------------------------------- | ------------------------------------------------------------- |
| 27 juin 1816    | 9 juillet 1820  | Luigi de' Medici                   |                                                               |
| 13 juillet 1820 | mars 1821       | Gouvernement provisoire            |                                                               |
| mars 1821       | juin 1822       | Tommaso di Somma                   | Marquis de Circello                                           |
| juin 1822       | 25 janvier 1830 | Luigi de' Medici                   |                                                               |
| 25 janvier 1830 | 11 mars 1831    | Donato Tommasi                     | Marquis de Casalicchio                                        |
| 19 mars 1831    | 18 mai 1836     | Carlo Avarna di Gualtieri          | Duc de Gualtieri, Marquis de Castania                         |
| 18 mai 1836     | 14 janvier 1840 | Girolamo Ruffo (intérim)           |                                                               |
| 14 janvier 1840 | 27 janvier 1848 | Giuseppe Ceva Grimaldi Pisanelli   | Duc des Pesche, Marquis de Pietracatella                      |
| 28 janvier 1848 | 3 avril 1848    | Nicola Maresca Donnorso            | Duc de Serracapriola                                          |
| 3 avril 1848    | 15 mai 1848     | Carlo Troja                        |                                                               |
| 16 mai 1848     | 7 août 1849     | Gennaro Spinelli                   | Prince de Cariati, cousin de Giuseppe Ceva Grimaldi Pisanelli |
| 8 août 1849     | 18 janvier 1852 | Giustino Fortunato                 |                                                               |
| 19 janvier 1852 | 7 juin 1859     | Ferdinando Troja                   | Frère de Carlo Troja (président en 1848)                      |
| 8 juin 1859     | 16 mars 1860    | Carlo Filangieri                   | Prince de Satriano                                            |
| 16 mars 1860    | 25 juin 1860    | Antonio Statella                   | Prince de Cassaro                                             |
| 25 juin 1860    | septembre 1860  | Antonio Spinelli                   | Prince de Scalea                                              |

### Crédits d'auteurs
- (it) Cet article est partiellement ou en totalité issu de l’article de Wikipédia en italien intitulé « Regno delle Due Sicilie » (voir la liste des auteurs).

- (it) Cet article est partiellement ou en totalité issu de l’article de Wikipédia en italien intitulé « Presidenti del Consiglio del Regno delle Due Sicilie » (voir la liste des auteurs).

- (it) Cet article est partiellement ou en totalité issu de l’article de Wikipédia en italien intitulé « Linea di successione al trono delle Due Sicilie » (voir la liste des auteurs).

- (it) Cet article est partiellement ou en totalité issu de l’article de Wikipédia en italien intitulé « Questione degli zolfi » (voir la liste des auteurs).